# Fusil Vetterli
L'appellation fusil Vetterli désigne une série de fusils militaires à répétition et à chargement par la culasse adoptés par l'armée suisse en 1869, où ils remplacent différents modèles de fusils à chargement par bouche, principalement la carabine fédérale 1851, le fusil d'infanterie 1863 et des armes à chargement par la culasse, les Milbank-Amsler 1867 et Peabody 1867. Ils céderont eux-mêmes leur place en 1889 au fusil Schmidt-Rubin. Les fusils Vetterli furent conçus par Johann-Friedrich Vetterli (1822–1882), directeur technique de la Société Industrielle Suisse SIG, à Neuhausen.

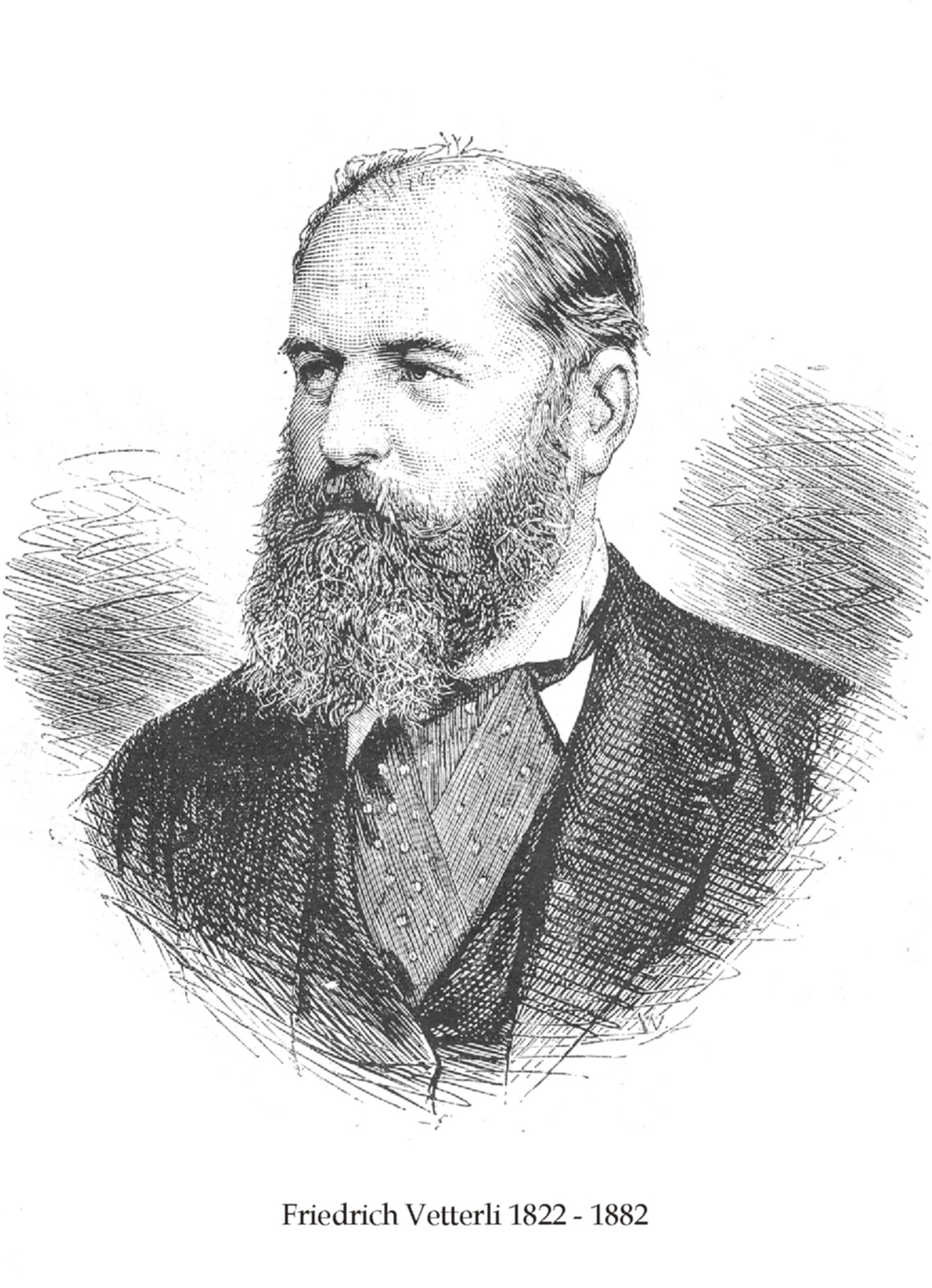
Friedrich Vetterli 1822 - 1882

Le fusil Vetterli est le premier fusil à répétition en usage dans une armée européenne.
La capacité de son magasin tubulaire est de 12 coups, ce qui en fait une arme redoutable.
La France à l'époque employait le fusil Gras, monocoup, mais avec une cartouche très puissante.
Le fusil Lebel apparaîtra en 1886 : il sera démodé tout de suite car son magasin tubulaire était peu pratique.

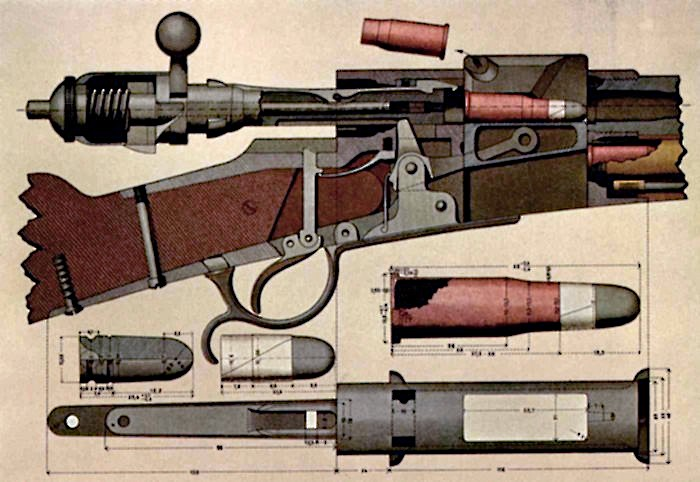
Le système de culasse du Vetterli

Le Vetterli est une arme hybride entre une culasse type Mauser et une mécanique à répétition Winchester.
Une culasse-verrou est donc associée à un magasin tubulaire via une pièce en L.
Les cartouches entrent par une trappe ménagée sur le côté de l'arme. Cette trappe pouvait être fermée par une portière qui disparaîtra dans les modèles suivants.
Il tire une cartouche de calibre 10,4 × 38 r. C’est une cartouche à bourrelet à percussion annulaire double.
À cette époque, les mécaniques suisses étaient très bien faites, sauf le canon dont le diamètre interne pouvait varier considérablement d'une arme à l'autre, de .420 à .435.
La cartouche était un modèle de mise au point : l'ogive en plomb pur comportait une jupe qui en faisait une balle type Minié. Lors du tir, la jupe s'évasait et empêchait des fuites des gaz par l'avant du canon, améliorant le rendement et la précision. Mais comme les canons n'étaient pas constants, un calepin de papier était ajouté à l'extérieur de l'étui et recouvrait le collet et une partie de l'ogive.
Chargés à la poudre noire, les fusils étaient censés porter jusqu'à 1 600 m si on en croit les graduations de la hausse qui débutent à 225 m.
La balle pesant 310 grains (une bonne vingtaine de grammes) sortait du canon à plus de 400 m/s.
Le canon pouvait porter une baïonnette à douille puis à partir du modèle 1878 un sabre baïonnette à 49 dents particulièrement impressionnant.

## Histoire et développement
Au milieu du XIXe siècle l'armée fédérale suisse était équipée de fusils à percussion de gros calibre, 17 mm, se chargeant par la bouche, modèle 1817/42 et 1842. Ces armes ont été perfectionnées en 1859 par le rayage du canon et la pose d'une hausse (transformation Prélaz-Burnand). Les expériences tirées de la guerre intestine du Sonderbund aboutiront à l'allègement de l'armement et de l'équipement des carabiniers par l'introduction de la carabine fédérale modèle 1851 au cal. 10,4 mm

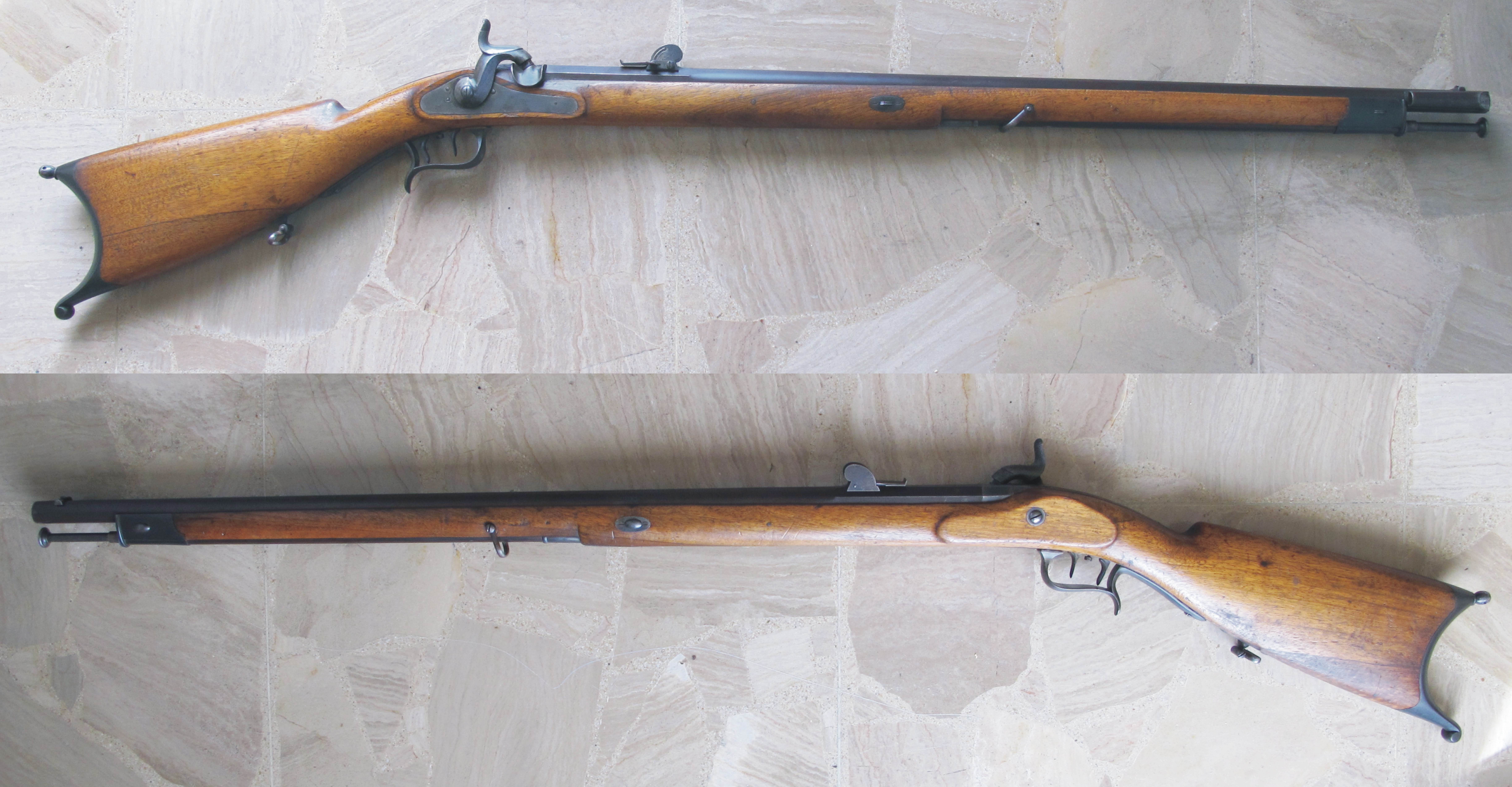
Carabine fédérale modèle de 1851.

. Cette arme sera bientôt suivie du fusil de chasseur en 1856, du fusil d'infanterie en 1863 et de la carabine modèle de 1864 de même calibre ; tous ces fusils se chargeant par la bouche avec une cartouche en papier et une balle creuse en plomb forcée avec la baguette.
En Europe la plupart des États possèdent un armement similaire à l'exception notable de la Prusse qui avait adopté en 1841 le fusil Dreyse se chargeant par la culasse au moyen d'un cylindre obturateur. La percussion s’effectuait par une aiguille traversant la masse de poudre et frappant une amorce située dans le culot de la balle. La guerre entre la Prusse et le Danemark en 1864 et surtout celle de 1866 entre la Prusse et l'Autriche démontrent la supériorité de ce système. La guerre de Sécession a aussi été observée attentivement par des officiers suisses qui se sont rendus sur place pendant les hostilités et qui en ont tiré d'utiles enseignements.
Tous les pays se lancent alors dans la recherche d'une arme au chargement par la culasse, le nombre d'armes disponibles et en bon état fait que l'acquisition d'armes nouvelles serait très onéreuse et c'est pourquoi on s'oriente vers la transformation des armes existantes. De nombreux modes de chargement seront inventés et chaque pays adoptera son propre système.
La Suisse ne resta pas à l'écart de cette tendance. Elle étudie simultanément la transformation des fusils alors en main de la troupe à titre transitoire et l'introduction d'un nouveau modèle fonctionnant à un coup ou à répétition. Un cours sur les armes portatives sous les ordres du colonel Hans Herzog est organisé  du 5 au 19 mars 1865, pendant lequel ont été comparés le fusil suisse modèle 1863 avec le fusil prussien Dreyse à aiguille et le mousqueton de cavalerie américain à répétition Spencer. Les officiers participant au cours sont particulièrement impressionnés par la puissance de feu du fusil américain. En mai 1865 une commission formée des colonels fédéraux Herzog et Wurstemberger et des lieutenants-colonels Welti, Merian et van Berchem est nommée pour étudier l'introduction d'armes se chargeant par la culasse. Le 29 mai le Conseil Fédéral met au concours la fourniture de modèle de fusil se chargeant par la culasse fondé sur le fusil d'infanterie modèle de 1863. Ces essais porteront sur des armes qui rempliront les conditions suivantes:

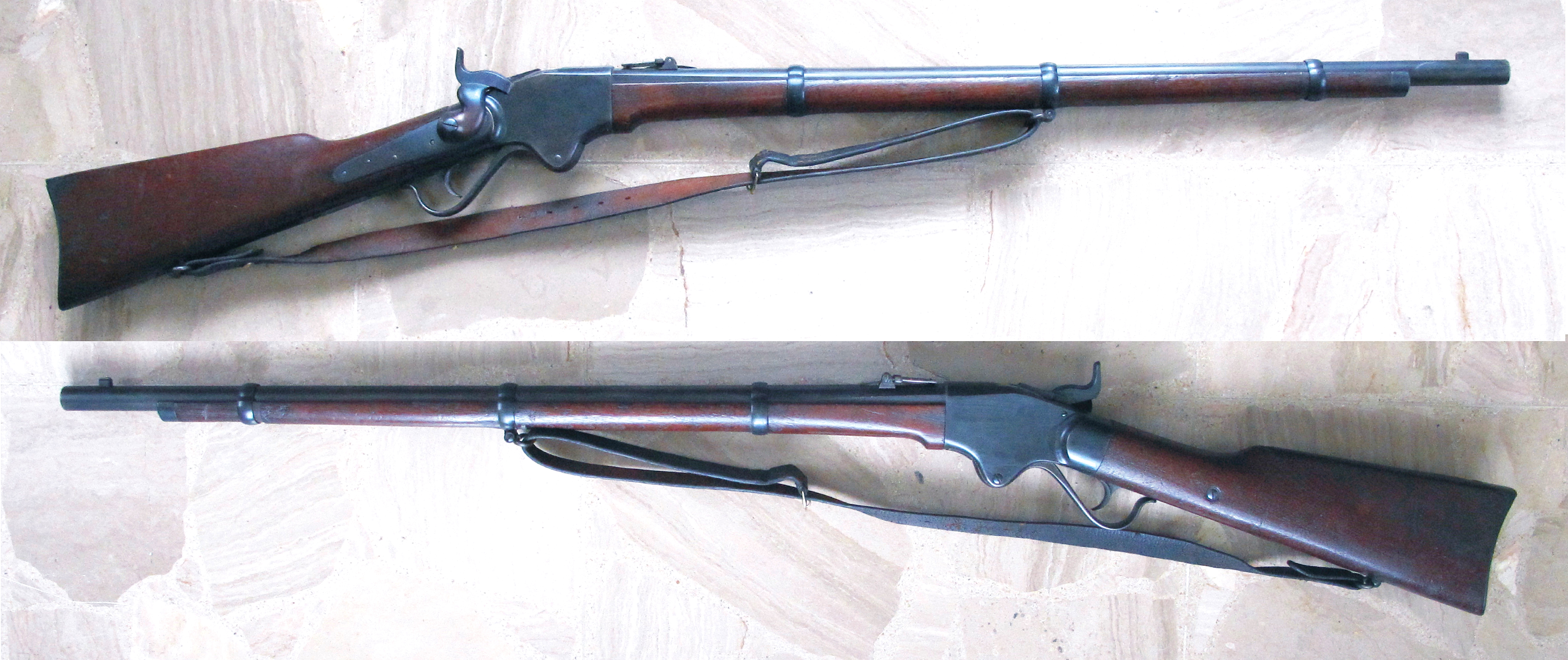
Fusil d'infanterie Spencer modèle 1867.

1. L'âme du canon doit avoir comme calibre normal le calibre du fusil d'infanterie suisse, modèle de 1863, soit 10,5 mm
2. La longueur du fusil, sans baïonnette, doit être la même que celle du fusil modèle de 1863, soit 1,38 m, mesurés en ligne droite de la tranche de bouche à la plaque de couche. Le poids maximum de l'arme doit être de 10 livres suisses (5 kg)
3. La construction de l'arme doit être telle que l'on puisse utiliser en tout cas les canons du fusil modèle 1863 et, autant que faire se pourra, la monture et le plus grand nombre de pièces possible de la même arme. Le système de mire (hausse et guidon) doit être celui du fusil.
4. Le canon doit être rayé d'après le système adopté pour les armes suisses de petit calibre, c'est-à-dire avec quatre rayures concentriques d'une largeur égale à celle des champs, et faisant un tour sur une longueur de 27 pouces.
5. Le canon doit être fixé solidement à la monture et ne pas se déplacer pour la charge
6. La construction du fusil doit être fondée sur le système de la cartouche unique c'est-à-dire l'emploi d'une cartouche qui renferme l'amorce et supprimer l'emploi de la capsule séparée. Cette cartouche unique doit être facile à préparer, offrir la sûreté nécessaire pour le transport et toutes les garanties pour sa bonne conservation. Elle devra être confectionnée avec de la poudre de fabrication suisse que le département militaire fédéral fournira aux constructeurs d'armes, sur leur demande.
7. L'efficacité de l'arme doit approcher autant que possible de celle des armes suisses actuelles de petit calibre. La portée, la précision, la force de percussion, la tension de la trajectoire, doivent être approximativement celles du fusil modèle de 1863.
8. La tolérance admissible dans le calibre de l'arme doit être égale à celle du fusil modèle de 1863, soit 0,6 mm c'est-à-dire que la munition que l'on emploiera pour les fusils d'un calibre minimum de 10,35 mm, devra donner de bons résultats avec un canon alésé au calibre de 10,95 mm
9. La forme extérieure de l'arme ne doit rien présenter qui puisse en gêner le maniement.
10. L'inflammation de la charge doit être parfaitement assurée et régulière.
11. L'arme doit remplir les conditions essentielles de tout système de chargement par la culasse : simplicité, solidité, et durabilité du mécanisme, facilité à le faire jouer après un tir prolongé, nettoyage et entretien facile de l'arme et en particulier du mécanisme de fermeture, obturation parfaite et durable.

Le Département Militaire Fédéral invite les inventeurs, armuriers ou fabricants qui seraient disposés à lui soumettre des modèles d'armes, remplissant toutes les conditions qui viennent d'être énoncées, à lui faire parvenir leurs propositions dans les plus brefs délais.
Le terme pour la remise des armes à essayer est fixé au 1er octobre 1865 au plus tard.
La commission nommée à cet effet examinera les modèles proposés, déterminera la marche à suivre et procédera aux essais.
Le Conseil Fédéral a décidé d'accorder une prime de 20 000 Fr à l'inventeur d'un système qui serait adopté et introduit pour l'armement fédéral.
Pour le cas où il ne serait pas présenté d'arme remplissant entièrement les conditions du programme, le Conseil Fédéral se réserve de répartir tout ou partie de la somme ci-dessus entre les auteurs des meilleurs modèles.
À la suite du lancement du concours, de nombreuses offres sont parvenues au Conseil Fédéral : d’Allemagne, de France et d'Angleterre. Les concurrents souhaitant voir l'arme qu'il s'agit de transformer, des fusils ont été mis à disposition dans les légations suisses de Londres et Paris. De leur côté les États-Unis d'Amérique ont envoyé cinq modèles de fusils dont ils ont fait don au Conseil Fédéral. Le délai de remise des modèles dut être prolongé d'un mois pour que tous les intéressés puissent remettre leurs offres ; c'est en tout 51 armes qui ont été présentées à la commission. Une partie des concurrents ont été d'emblée éliminés car ils ne répondaient pas aux spécifications. Les fusils à aiguille ont aussi été éliminés car leur munition était surpassée par la munition américaine à étui de cuivre. Les essais des autres armes ont débuté en janvier 1866 à la suite desquels on en désigna quatre (Joslyn, Peabody, Milbank et Hugel) comme étant considérés comme les meilleurs et comme devant subir des épreuves ultérieures. Le fusil Hugel fut éliminé en raison de sa munition à broche. Une certaine quantité de fusils d'infanterie Mod. 1863 ont été transformés selon les trois systèmes retenus par l'armurier Amsler à Schaffhouse. Dans l'intervalle la situation politique aux frontières suisses s'était détériorée, on craignait d'être entraîné dans un conflit et la nécessité d'une modernisation de l'armement se fit plus urgente. Parmi les armes à répétition c'est la carabine Henry qui a retenu l'attention des experts mais elle présente des inconvénients qui seront corrigés par l'inventeur et il pourra présenter un fusil modifié à la commission au printemps 1866. En conclusions des essais, la commission recommande l'adoption pour toute l'armée d'armes se chargeant par la culasse mais elle ne peut pour l'instant recommander un modèle définitif. Elle préconise aussi d’acquérir rapidement par précaution un certain nombre de fusils neufs pour le dépôt fédéral, cette acquisition ne pourra se faire qu'aux États-Unis d'Amérique qui seuls ont les capacités industrielles pour une livraison rapide d'armes modernes.
Le 12 juillet 1866, le Conseil Fédéral présente un rapport aux chambres fédérales concernant l'adoption d'armes se chargeant par la culasse. À la suite de ce rapport et des discussions et propositions auxquels il a donné lieu, l'Assemblée Fédérale a adopté le 20 juillet l'arrêté ci-après :
1. Tous les hommes de l'armée fédérale portant fusil (élite et réserve), seront munis du fusil se chargeant par la culasse. Le calibre fixé par l'arrêté fédéral du 28 janvier 1863 est maintenu. (10,5 mm)
2. Les fusils et carabines de petit calibre existants ou en fabrication, de même que les fusils Prélaz-Burnand en tant que ceux-ci se prêteront à la transformation, seront transformés au système de chargement par la culasse. Le Conseil Fédéral est autorisé à fixer le système de transformation et à procéder immédiatement à l'exécution aux frais de la Confédération.
3. Pour le cas où il serait possible d'obtenir immédiatement ou dans les plus brefs délais, soit par voie d'acquisition ou autrement, un certain nombre de bons fusils se chargeant par la culasse, le Conseil Fédéral est autorisé à les acquérir pour le dépôt fédéral.
4. Le Conseil Fédéral présentera sans délai à l'Assemblée Fédérale un rapport et des propositions sur l'ordonnance et l'introduction des nouveaux fusils se chargeant par la culasse, qui, indépendamment des fusils transformés seront nécessaires, et, le cas échéant, il convoquera extraordinairement l'Assemblée Fédérale. Le Conseil Fédéral est chargé de prendre actuellement les dispositions nécessaires en vue de la prompte exécution du traité y relatif.
5. La fabrication des fusils d'infanterie actuels sera continuée jusqu'à ce que l'introduction des nouveaux fusils se chargeant par la culasse (art.4) soit décrétée par l'Assemblée Fédérale.
6. Le Conseil Fédéral est chargé de l'exécution du présent arrêté, et le crédit nécessaire lui est alloué.

Des essais d'armes et de munition eurent lieu du 6 au 11 août, du 3 au 15 septembre. Ces essais portent sur : la justesse du tir, la rapidité du tir, la munition (enveloppe de la cartouche et poudre), essais avec des munitions avariées, force du recul. Les armes suivantes ont été évaluées :
- Fusils Peabody et Chabot, carabine Remington, carabine Spencer, fusil à répétition Martini, carabine Nichols.

On a aussi comparé les qualités des poudres suisse et américaine.
Les travaux ont été ajournés et ont repris du 1er au 13 octobre 1866 : à cette occasion les armes suivantes ont été testées :
Fusils au calibre suisse :
- Fusil Keller à Aarau, fusil Amsler à Schaffhouse, fusil Schmidt à Schaffhouse, fusil Martini à Frauenfeld, fusil Gamma à Altdorf, fusil de chasseur Pfyffer à Lucerne, fusil Vetterlin à Frauenfeld.

Fusils d'autres calibres:
- Fusil Enfield-Snider, fusil Chassepot, fusil Winchester (Henry modifié), fusil Lindner, fusil Tschanz (Prélaz-Burnand transformé). Il faut remarquer que le fusil Vetterlin n'a pas terminé les essais parce que dès les premiers coups il a subi une notable détérioration.

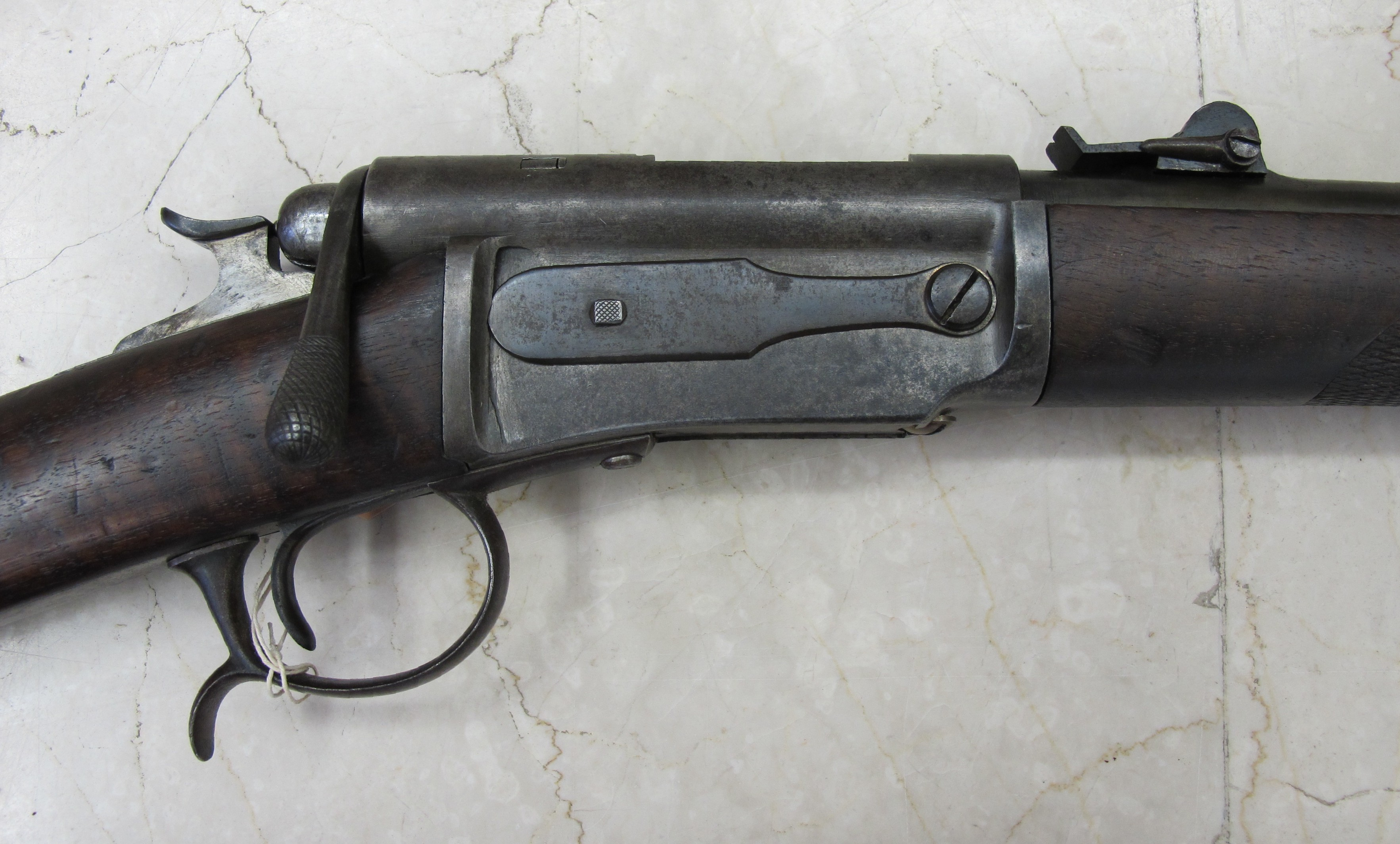
Fusil Vetterli, modèle de 1867, avec chien apparent.

Le 12 octobre la commission put arriver à un résultat partiel et formula les propositions suivantes :
1. La transformation des armes de petit calibre doit s'effectuer d'après le système Milbank-Amsler

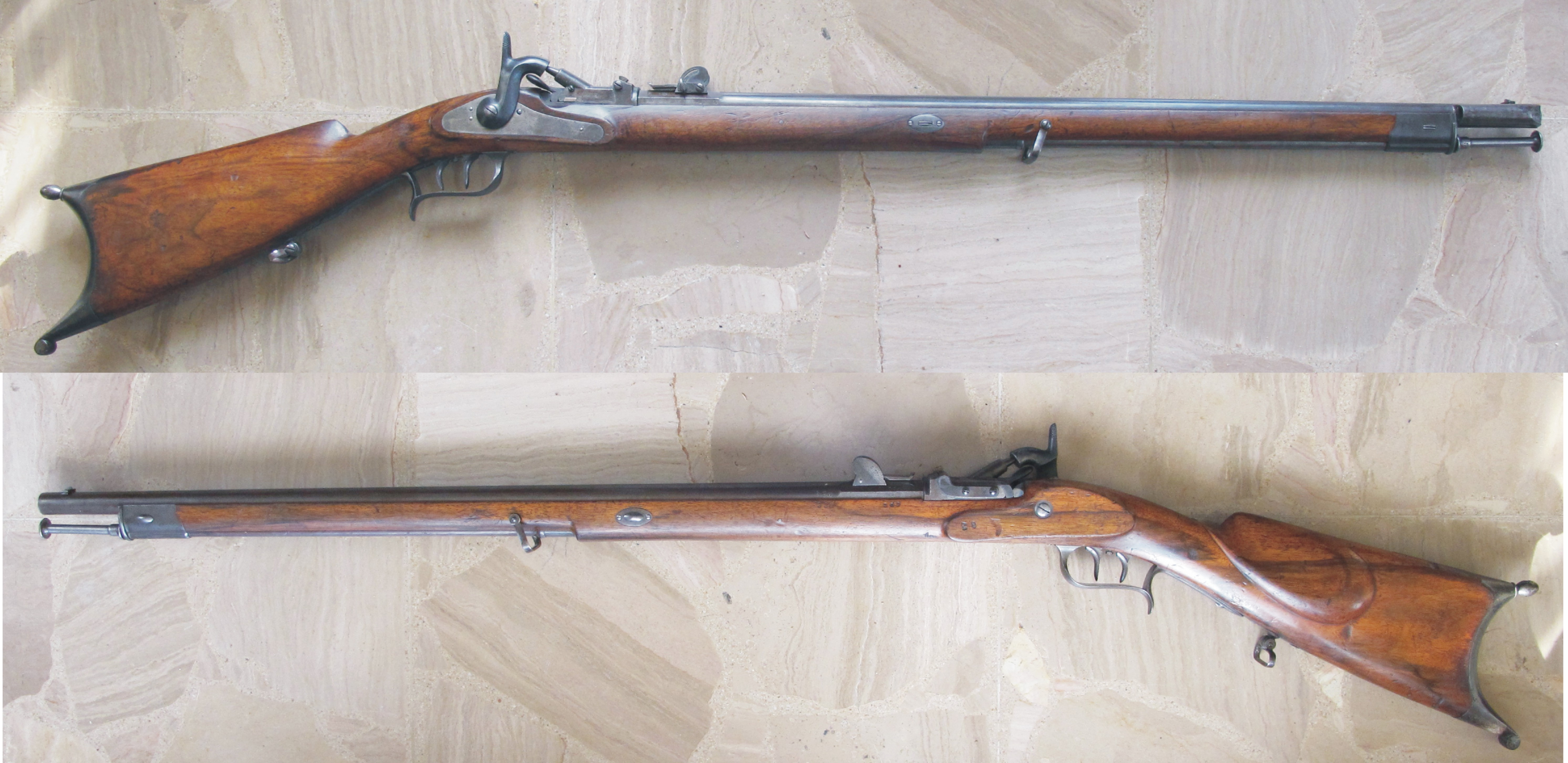
Système Amsler-Milbank carabine fédérale 51/67 cal.10.5mm.

1. Pour l'armement des carabiniers il y a lieu d'introduire le fusil Winchester avec un calibre de 10,5 mm et une charge de poudre du poids de 4 grammes. À cet effet il convient de commander 8 000 fusils à la Winchester Repeating Arms Company qui a présenté le modèle essayé.Henry 1860, Winchester Musket 1866, Collection IMG, actuellement RUAG, Thoune, Suisse.Vetterli prototypes, collection IMG, RUAG, Thoune.

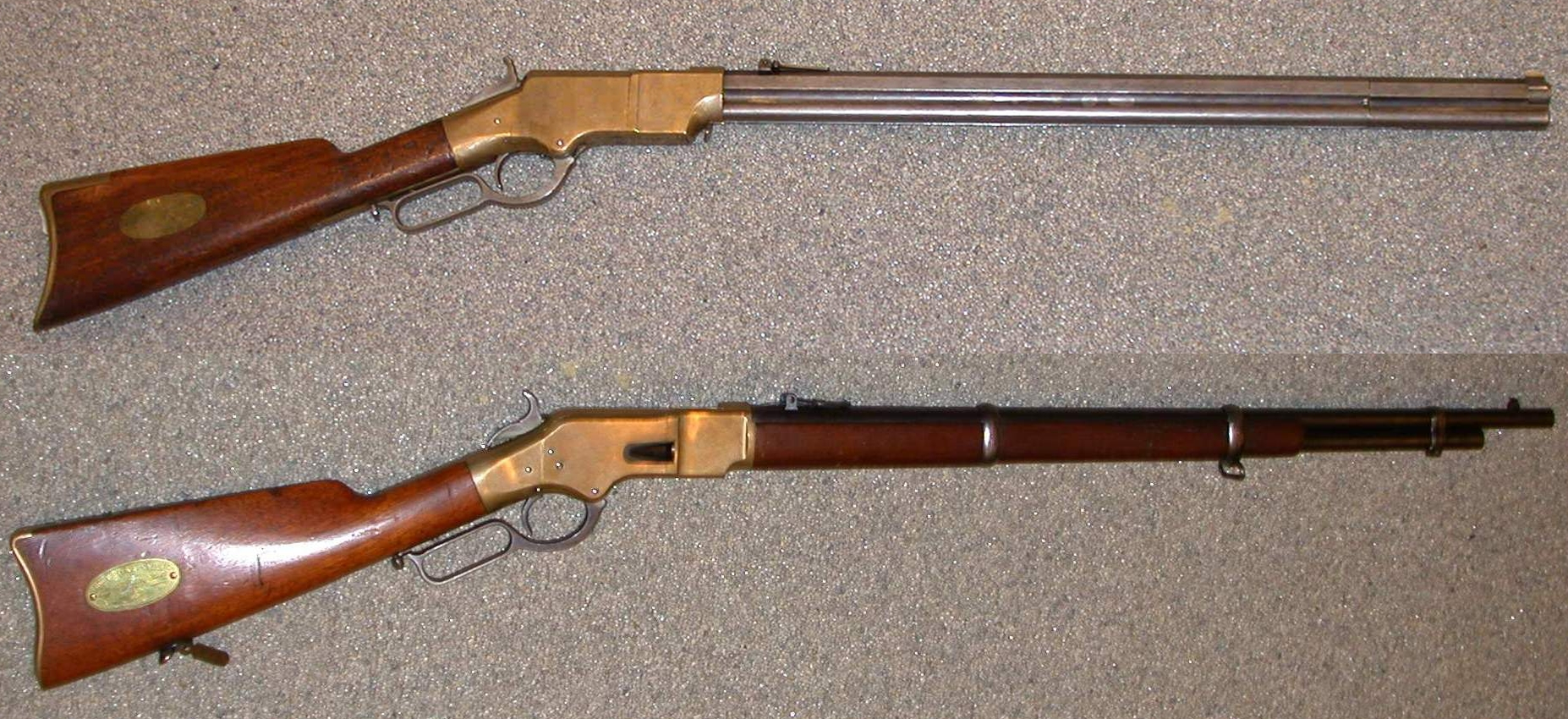
Henry 1860, Winchester Musket 1866, Collection IMG, actuellement RUAG, Thoune, Suisse.

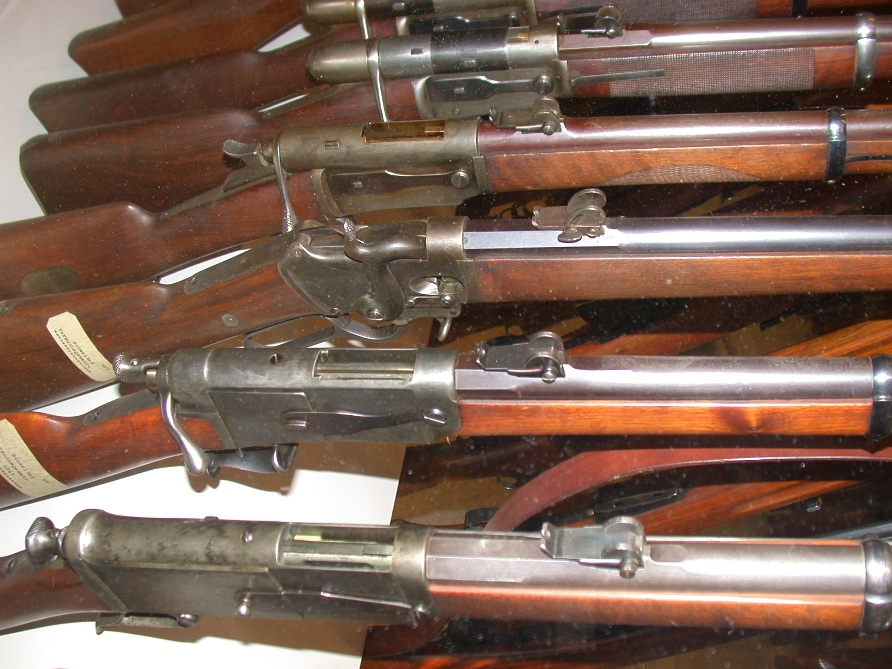
Vetterli prototypes, collection IMG, RUAG, Thoune.

Le département militaire reprend les conclusions de la commission mais s'en écarte sur un point. Il demande l'achat de 1 900 à 20 000 fusils Winchester pour armer tous les hommes portant fusil des compagnies de carabiniers de l'élite et de la réserve et toutes les premières compagnies de chasseurs.

Fusil Dreyse d'essai cavalerie suisse 1867.

Le 7 novembre dans sa séance hebdomadaire, le Conseil Fédéral adopte le système Milbank-Amsler pour la transformation des fusils et carabines de petit calibre, la décision sur les fusils Prélaz-Burnand est ajournée. Le conseil fédéral reporte aussi l'achat des fusils winchester et demande encore à la commission des éclaircissements à ce sujet. En particulier sur le nouveau fusil qui sera adopté pour toute l'armée. Le principe d'une arme à répétition n'était pas encore certain. On attendait encore des modèles proposés par Amsler, Martini et Remington. D'un autre côté l'achat de 20 000 Winchester impliquerait nécessairement que ce modèle deviendrait par la suite celui de toute l'armée.
À l'unanimité moins une voix la commission se prononce en premier lieu pour l'adoption d'un fusil à répétition pour le contingent fédéral. À mesure que l'élite et la réserve seraient équipées du nouveau fusil, les armes de petit calibre transformées seraient remises progressivement à la Landwehr. Ensuite la commission confirma le fusil Winchester comme arme à choisir après les modifications à apporter au modèle pour l'adapter à notre calibre.
Les modifications exigées par la commission sont les suivantes :
- Calibre suisse : 10,5 mm
- Chambre à cartouche en rapport avec la nouvelle munition.
- Hausse selon le modèle du fusil 1863
- Baïonnette selon le modèle 1863, yatagan pour les carabiniers
- Magasin de 13 cartouches au moins.
- Si cela est possible au point de vue technique, arme un peu plus courte.
- Pente de la crosse selon le fusil 1863.

Le nombre de fusil à acquérir serait de 8 000 pour les carabiniers et de 96 000 pour l'infanterie. L'armement des troupes spéciales: cavalerie, artillerie et génie doit encore faire l'objet d'étude avec les chefs d'armes respectifs.
Des négociations s'engagent avec le fournisseur américain. La Suisse souhaite acquérir un petit nombre de fusils fabriqués aux États-Unis et le gros de la commande se ferait en Suisse. À l'époque la Suisse n'était pas un pays industrialisé, l'agriculture occupait la grande majorité de la population et par des achats de ce type le gouvernement essayait de promouvoir de nouvelles industries. Une mise au concours doit avoir lieu pour sélectionner les armuriers capables d’exécuter ce travail. Il y a des incertitudes au sujet du fusil choisi, Le modèle présenté par Winchester n'est qu'un prototype entièrement fait à la main. Les machines destinées à sa fabrication ne sont pas encore prêtes. L'usine est capable de fournir rapidement des fusils Henry mais pas le nouveau modèle. Ceci entraîne un risque quant aux délais de livraison et au coût final de l'opération. On n'est pas non plus certain que l'arme puisse s'adapter au calibre suisse qui est plus puissant que les munitions tirées par le fusil Henry.

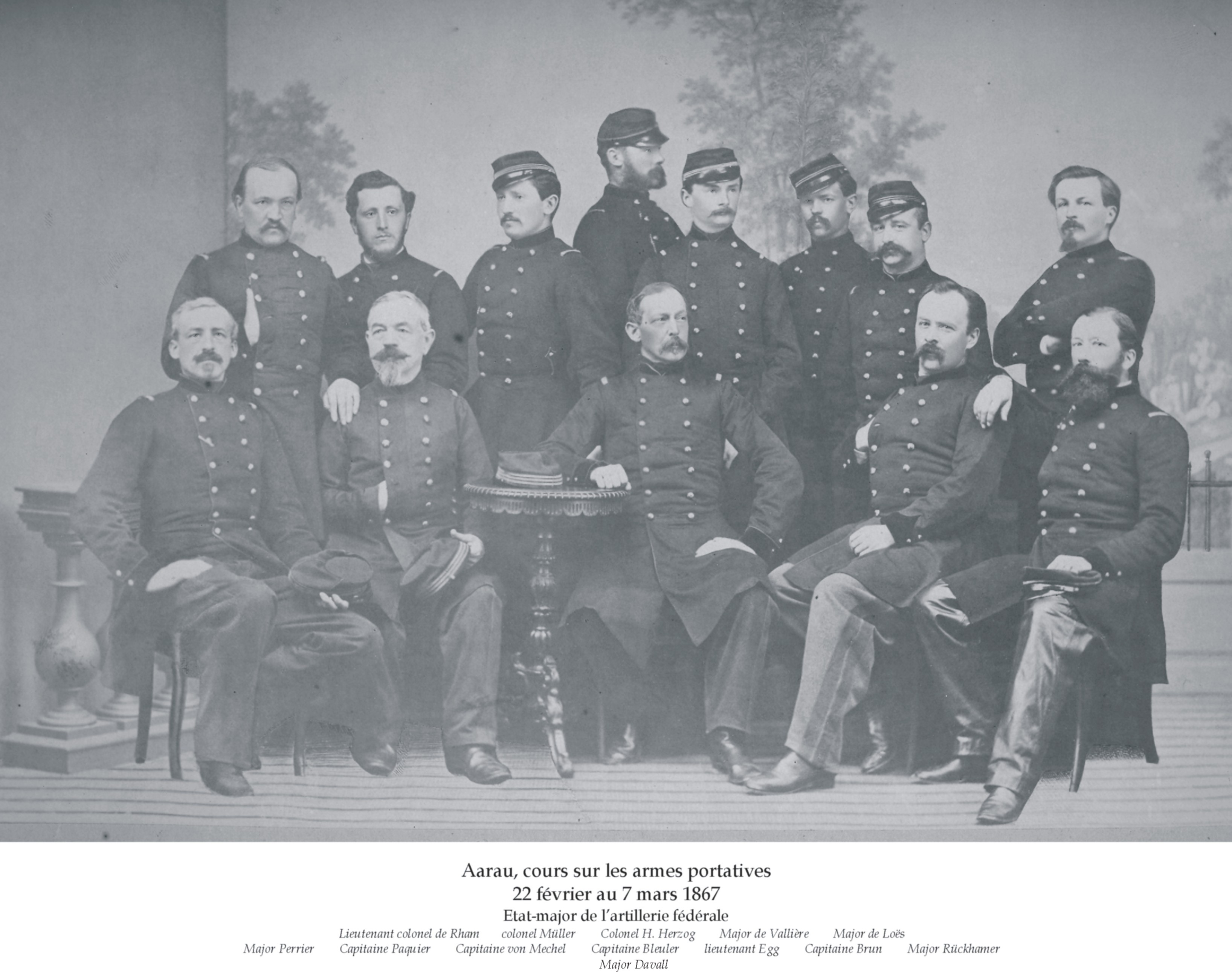

Du 22 février au 7 mars 1867 un deuxième cours sur les armes portatives a été donné par le colonel Hans Herzog et le capitaine von Mechel à des officiers de l'état-major de l'artillerie fédérale. L’enseignement portait sur la métallurgie, la fabrication des armes et des munitions, l'histoire de l'armement de l'infanterie, l'étude critique de l'armement actuel et des principaux types d'armes à l'essai. Des exercices pratiques de tir avec divers modèles de fusils et la visite des ateliers de fabrication de la société des armuriers de la Suisse centrale et occidentale complétèrent l'instruction.

Afin que pendant la transformation des fusils en possession de la troupe au système Amsler-Milbank l'armée puisse en cas de nécessité compter sur une réserve d'armes modernes, le capitaine fédéral Von Mechel a été envoyé aux États-Unis avec l'ordre de conclure l'achat de fusils à chargement par la culasse. Sur son rapport, le Conseil Fédéral décida de l'acquisition de 15 000 fusils Peabody qui furent contrôlés sur place par le capitaine von Mechel et qui ont été transportés par des bateaux allemands et livrés en Suisse encore avant la fin de l'année 1867. Ces fusils, modèle de 1867, armeront les compagnies de carabiniers en attendant le nouveau fusil à répétition encore en gestation. Par la même occasion le capitaine a fait l'acquisition de machines pour la confection de munitions et de deux mitrailleuses Gatling fabriquées par Colt à Hartford Connecticut, l'une au calibre 12,7 mm et l'autre en 25,4 mm.
Le 6 mars 1868, le Conseil Fédéral adopte comme nouveau fusil d'ordonnance le fusil recommandé par la commission d'experts soit le fusil à répétition Vetterli. L’arme est une combinaison d’un fusil Dreyse (Verrou cylindrique rotatif) et du fusil Henry (Magasin tubulaire logé sous le canon, pourvoyeur actionné par un levier sous forme de L). Le département militaire est chargé de la publication des ordonnances et règlements d’exécution. Il est de même chargé de la mise au concours d'une première livraison de 80 000 fusils et de conclure les conventions nécessaires. Les primes prévues par la mise au concours de fusils à chargement par la culasse ont été adjugés à la société industrielle suisse (SIG) pour le fusil à répétition : 10 000. -CHF et à M. Amsler pour le système de transformation: 8 000. -CHF.

## Description, fonctionnement, maniement

### Description
D'après Instruction pour le tir à l'usage de l'infanterie suisse, Berne, 1881, pp. 9 à 20, le fusil à répétition se compose de huit parties principales, qui sont :
1. Le canon.
2. La boîte de culasse avec coin et appareil de détente.
3. La culasse mobile avec les mécanismes de percussion et d'extraction.
4. L'appareil pour le transport des cartouches.
5. La monture avec le magasin.
6. Les garnitures.
7. La baguette.
8. la baïonnette, le sabre baïonnette.

#### Le canon
Le canon en acier fondu, forgé et foré d'une seule pièce, est destiné à recevoir la cartouche, il donne au projectile la direction voulue et lui imprime au moyen des rayures un mouvement de rotation autour de son axe longitudinal.
- Intérieur. Forage cylindrique avec quatre rayures en hélice tournant de gauche à droite ; à l'extrémité antérieure la bouche ; à l'extrémité postérieure le tonnerre, comprenant la chambre à cartouche avec un fraisage pour le bourrelet de la cartouche.

Le canon a un calibre normal de 10,4 mm avec une tolérance de 10,35 à 10,55 mm pour les armes neuves ; pour les armes en service jusqu'à 10,9 mm. Le pas des rayures est de 660 mm, les rayures ont une profondeur uniforme et sont un peu plus larges que les champs. Largeur des rayures 4,5 mm profondeur 0,22 mm.
La chambre présente un élargissement en rapport avec la forme de la cartouche, elle se raccorde avec le canon par un rétrécissement successif. Le logement du bourrelet de cartouche limite l'avancement de celle-ci et sert d'enclume pour recevoir le choc de la fourchette de percussion.
La longueur totale du canon est de 843 mm, celle de la chambre à cartouche de 60 à 65 mm, celle de la partie rayée est donc d'environ 780 mm (ces chiffres pour le fusil).
- Extérieur. La forme générale est celle d'un cône allant en diminuant vers la bouche. La surface en est bronzée, c'est-à-dire recouverte d'une oxydation artificielle pour la garantir contre la rouille. Près de la bouche, se trouve le guidon, point avant le la ligne de mire, avec son embase, formant le tenon de baïonnette. Sur les premières armes le guidon était d'une seule pièce avec le canon ensuite pour faciliter les réparations le guidon forme une pièce à part, qui s'engage dans l'embase au moyen d'une coulisse parallèle à l'âme du canon dans lequel il est rivé solidement.

À la partie octogonale qui correspond au tonnerre, se trouvent deux entailles, l'une au pan supérieur pour le pied de hausse, l'autre au pan inférieur pour le tiroir du fût. Le bout fileté qui vient se visser dans la boîte de culasse termine la partie octogonale. Il est pourvu d'une entaille pour la griffe de l'extracteur.
La hausse se compose :
Du pied de hausse (enfer forgé cémenté ou en fonte malléable durcie) muni de deux joues entre lesquelles se meut la feuille de hausse et sur lesquelles se trouvent les traits et les chiffres de la graduation.
La feuille de hausse (en acier bleui) pivote autour de sa vis. Lorsqu'elle est rabattue de manière à reposer sur la cheville d'arrêt, elle correspond à une portée de 225 m. À partir de 300 m, la graduation donne chaque centaine de mètres jusqu'à 1 000 m pour le modèle 1869/71.
Dans le modèle 1878, les traits sont gravés sur les joues et sur la feuille, la graduation va jusqu'à 1 200 m et les traits intermédiaires donnent la position de la feuille de hausse pour les distances de 50 m.
La hausse du modèle 1881 est munie d'une feuille télescopique qui allonge les distances jusqu'à 1 600 m.
La vis du pied de hausse limite le déplacement latéral qu'on peut faire subir à la hausse ; lors des essais que l'on fait avec chaque arme pour la régler, on repère la position normale de la hausse au moyen d'un trait au ciseau, fait à la fois sur le pied et sur le canon.

#### La boîte de culasse avec coin et appareil de détente
La boîte de culasse (en fer forgé, cémenté pour le mod. 1869 et en acier fondu bleui pour le mod. 1878), dans laquelle vient se visser l'extrémité postérieure du canon, relie la partie avant du fusil avec la crosse. Elle sert, en même temps, de logement et de guide au cylindre, au mécanisme de répétition et à la détente.
La boîte de culasse comprend :
- La partie cylindrique : Dans la partie antérieure, se trouvent le taraudage dans lequel se visse le canon et l'entaille pour la griffe de l'extracteur; plus en arrière; la partie servant à guider le cylindre avec la rainure de l'extracteur, les embases et les ouvertures pour les tenons de fermeture de la noix, enfin le passage pour le petit bras du levier coudé et le logement du coin.
- Le corps de la boîte : Le col évasé de la boîte pour recevoir le fût avec l'orifice du magasin; dans la paroi de droite se trouvent: l'ouverture de charge et le taraudage pour la vis du support du levier; dans la paroi de gauche, le trou pour le passage de cette vis ; dans la paroi inférieure, l'ouverture pour le support du levier coudé ; enfin la partie arrière est évasée pour recevoir la crosse.

La partie cylindrique et le corps de la boîte sont traversés de haut en bas par la coulisse qui reçoit le transporteur et lui sert de guide.
- Les deux bandes

Dans la bande supérieure se trouvent: la rainure pour l'ailette inférieure de la broche de percussion, l'ouverture pour la gâchette et le taraudage de la vis supérieure de bande. Intérieurement, près du raccordement de la bande avec la boîte, se trouve le logement du ressort de gâchette avec le taraudage pour la vis de ce ressort.
Dans la bande inférieure, les ouvertures pour la détente, pour la sous-garde et un trou pour chacune des deux vis de bande.
- Le coin (en acier trempe de ressort) limite le mouvement en arrière de la culasse mobile.

Quand cette dernière est poussée en avant, le coin pressant sur le ressort d'arrêt le comprime et le fait sortir de la rainure de la noix dans laquelle il était engagé ; la noix peut alors tourner librement.
Pour que le coin fasse ressort, sa partie gauche est fendue; en outre, une petite vis fixée à la boîte de culasse l'empêche de sortir entièrement.
- L'appareil de détente dont le but est de maintenir armé le mécanisme de percussion jusqu'au moment où l'on veut faire feu et de permettre d'amener le départ au moyen d'une légère pression.

Il se compose de :
- La détente proprement dite avec sa goupille fixée à la bande inférieure. La languette de détente, qui fait saillie au-dessous de la bande inférieure, sert à faire partir le mécanisme de percussion. Dans le modèle 1878, la languette a une courbure plus prononcée vers l'arrière, afin de prolonger le bras de levier. La détente est reliée par une charnière à la gâchette.
- La gâchette (en acier trempe de ressort) avec son bec faisant saillie au-dessus de la bande supérieure. Ce bec, en arrêtant la broche, empêche le ressort de percussion de se détendre. En avant, se trouve le talon, contre lequel s'appuie le ressort de gâchette et qui sert aussi à limiter la saillie du bec de gâchette.
- Le ressort de gâchette (en acier, trempe de ressort) est fixé par une vis à la bande supérieure et relève la gâchette par la pression sur le talon.

#### La culasse mobile avec les mécanismes de percussion et d'extraction
Les fonctions de la culasse mobile sont les suivantes : fermer le canon, armer le mécanisme de percussion, produire l'inflammation, élever et abaisser le transporteur, introduire la cartouche dans le canon et enfin extraire l'étui.
La culasse mobile est constituée des éléments suivants :
- Le cylindre en acier fondu introduit la cartouche dans la canon une fois celle-ci amenée par le transporteur à la hauteur voulue ; sa surface avant ferme la chambre et presse sur la cartouche ; enfin dans mouvement de va-et-vient, il agit sur le petit bras du levier coudé et fait monter et descendre le transporteur.

La partie antérieure présente deux ouvertures pour les pointes de la fourchette de percussion et un passage pour le corps de celle-ci : elle est évidée des deux côtés pour laisser passer les joues du transporteur.
Dans la partie supérieure, se trouvent la rainure et la goupille qui servent à recevoir et à fixer l'extracteur ; en dessous, la rainure inférieure pour le petit bras du levier coudé.
Au milieu du cylindre, se trouve l'embase dont la surface postérieure en hélice correspond à la face de la noix : Le cylindre se termine par un bout fileté sur lequel se visse l'écrou.
Le Cylindre est en outre, foré dans toute sa longueur et fendu à son extrémité postérieure, afin de livrer passage, soit à la broche, soit à ses ailettes.
- L'extracteur
- La noix, dans le modèle 69, se compose de deux parties : le corps de la noix (en acier fondu trempé) et le levier avec anneau (en fer cémenté blanc). Ces deux parties sont rivées et brasées ensemble. Dans le modèle 78, la noix est formée d'une seule pièce en acier fondu.

Le levier sert à faire tourner la noix et à ouvrir et fermer la culasse mobile. Dans son mouvement la noix repousse en arrière la broche et comprime le ressort de percussion.
Dans la noix on distingue : la face avant taillée en hélice, qui s'applique contre l'hélice de l'embase du cylindre ; les deux tenons; la face arrière avec deux surfaces obliques ; à l'intérieur, la rainure du ressort d'arrêt ; à l'anneau, les deux arrêtoirs ; au levier, le bouton.
- La fourchette de percussion (en acier bleui) avec deux pointes taillées en biseau et une entaille pour la broche de percussion : La fourchette sert à transformer en une double percussion à la périphérie le choc qu'elle reçoit de la broche suivant l'axe du cylindre.
- La broche de percussion (en acier, la pointe et les surfaces en biseau des ailettes trempées) sert à comprimer le ressort de percussion ; lorsque celui-ci se détend. elle vient frapper la fourchette. Les deux ailettes se terminent en avant par des surfaces en biseau correspondant aux surfaces obliques de la noix. La face arrière des ailettes présentent deux rainures dans lesquelles vient s'appuyer le ressort de percussion. L'ailette inférieure sert à la gâchette de cran de bandé (cran de départ) ; sa surface est arrondie pour rendre graduelle, et par conséquent adoucir, la pression sur le bec de gâchette.
- Le ressort de percussion (fil d'acier fondu trempé) est un ressort à boudin. Lorsque la broche est poussée en arrière, elle comprime ce ressort entre ses ailettes et l'écrou du cylindre. Au moment du départ du coup, le ressort se détend et, au moyen de la broche, communique à la fourchette la force vive nécessaire pour déterminer l'explosion du fulminate.
- La coquille ou couvre ressort (en fonte malléable bleuie) recouvre le ressort de percussion et le met à l'abri des influences extérieures. À sa partie inférieure se trouve une encoche pour laisser passer l'ailette de la broche de percussion.
- L'écrou (en fer forgé, cémenté) maintient solidement les différentes pièces du cylindre et en particulier, le ressort de percussion. Il est percé d'un trou en son centre pour le passage de la broche de percussion.

#### L'appareil pour le transport des cartouches
Cet appareil élève la cartouche à la hauteur de la chambre, soit qu'elle vienne du magasin, soit qu'elle ait été introduite par l'ouverture de charge ; il sert aussi à expulser l'étui après son extraction :
Il comprend les pièces suivantes :
- Le transporteur (en acier forgé, cémenté, dans le mod. 1878 en acier fondu, bleui) effectue le transport de la cartouche et l'expulsion de l'étui.

À droite, l'ouverture pour introduire la cartouche; en dessous à gauche le logement du long bras du levier coudé ; intérieurement, le canal cylindrique qui reçoit la cartouche et donne passage au cylindre. Le transporteur reste ouvert dans sa partie supérieure afin de pouvoir s'abaisser au moment de la fermeture de la culasse : cette ouverture est resserrée dans sa partie médiane par des contreforts qui portent l'étui après son extraction et chacun d'eux est muni à son extrémité postérieure d'une fraisure pour faire basculer l'étui au moment de son expulsion.
- Le levier coudé (en acier trempe de ressort) est fixé à son support par une vis qui lui sert en même temps d'axe de rotation.

Le petit bras est engagé dans la rainure inférieure du cylindre, dont il limite la course concurremment avec le coin.
Le grand bras est engagé dans le transporteur, dont il détermine le mouvement ascendant et descendant.
- Le ressort du levier coudé est encastré dans le support et fixe le levier dans ses deux positions.
- Le support du levier coudé (en fer forgé cémenté) sert de point d'appui au levier coudé et à son ressort. Il est traversé par la vis du support, qui se fixe à la partie inférieure de la boîte de culasse.

#### La monture avec le magasin
La monture en bois de noyer, donne à l'arme une forme qui permet de l'employer, soit comme arme à feu, soit comme arme de choc. La monture se compose de deux parties qui sont :
a- Le fût sert à protéger le canon et à loger le magasin et la baguette.
Avec le logement pour le canon, la rainure de la baguette et le canal du réservoir à cartouches. En outre, les embases des anneaux, les entailles pour les ressorts des anneaux et pour le tiroir du fût.
le tube du réservoir en laiton contient onze cartouches au plus, à sa partie postérieure, l'écrou où vient se visser l'extrémité de la baguette.
Le magasin à cartouches se trouve dans le fût ; il reçoit les cartouches et les pousse au moyen de son ressort vers la boîte de culasse dans le transporteur.
Il se compose des pièces suivantes :
- le tube magasin en laiton étiré est taraudé à son extrémité postérieure pour recevoir l'embouchure. Il est muni, en outre, d'un talon également taraudé dans lequel vient se visser l'extrémité de la baguette.
- Le ressort du magasin en fil d'acier, à l'extrémité duquel se trouve le dé en acier blanc, est refoulé lors de l'introduction des cartouches et exerce en sens inverse une pression constante sur la colonne de cartouches.
- Le dé ou chapeau du magasin
- L'embouchure du magasin vissée sur le tube sert d'arrêt au dé, en limitant sa saillie hors du tube.
- Le cylindre en bois est fixé par une vis à l'extrémité antérieure du tube; c'est autour de ce cylindre que vient s'enrouler, en se serrant toujours plus, le ressort du magasin; il se trouve ainsi préservé d'une trop forte pression.

b- la crosse forme un coude dont l'extrémité postérieure est inclinée, de façon que l'homme qui met en joue ait son œil à la hauteur de la ligne de mire. La partie où la crosse est la plus mince s'appelle la poignée ; c'est le point ou l'homme saisit son fusil soit pour mettre en joue soit pour s'en servir comme arme blanche.
La crosse présente des encastrements pour recevoir les deux bandes de la boîte de culasse, le pied du battant de bretelle intérieur, la plaque de couche ; et l'évidement pour l'appareil de détente. Elle est traversée par la vis supérieure de bande et forée pour recevoir les vis à bois.

#### Les garnitures
Les garnitures servent, d'une part, à assembler et à consolider les différentes pièces de l'arme, et de l'autre, à préserver quelques parties plus délicates.
Elles se composent des pièces suivantes :
| Modèle 1869                                                      | Modèle 1878                                                                             |
| ---------------------------------------------------------------- | --------------------------------------------------------------------------------------- |
| L'embouchoir (anneau du haut) avec ressort et guide de baguette. | L'embouchoir (anneau du haut) avec vis, tenon du sabre-baïonnette et guide de baguette. |
| L'anneau du milieu avec ressort, vis et battant de bretelle.     | -                                                                                       |
| L'anneau du bas avec sa vis                                      | L'anneau avec ressort, vis et battant de bretelle                                       |

- Le tiroir du fût avec son écusson fixé par deux vis d'écusson
- La sous-garde
- Les deux vis de bandes, la vis avant (vis à fer) et la vis arrière (vis à bois)
- La battant de bretelle inférieur avec son pied fixé par deux vis à bois
- La plaque de couche (fortement cambrée pour les carabines et les modèles 1878 et 1881) fixée par deux vis à bois.

Matériel utilisé.
Les ressorts d'anneau sont en acier, trempe de ressort, le tiroir du fût en acier, l'embouchoir et la plaque de couche en fonte malléable, la sous-garde et le pied de battant de bretelle en fer forgé ou en fonte malléable. Les autres pièces sont en fer forgé ; toutes les garnitures sont bleuies ou cémentées.

### Fonctionnement

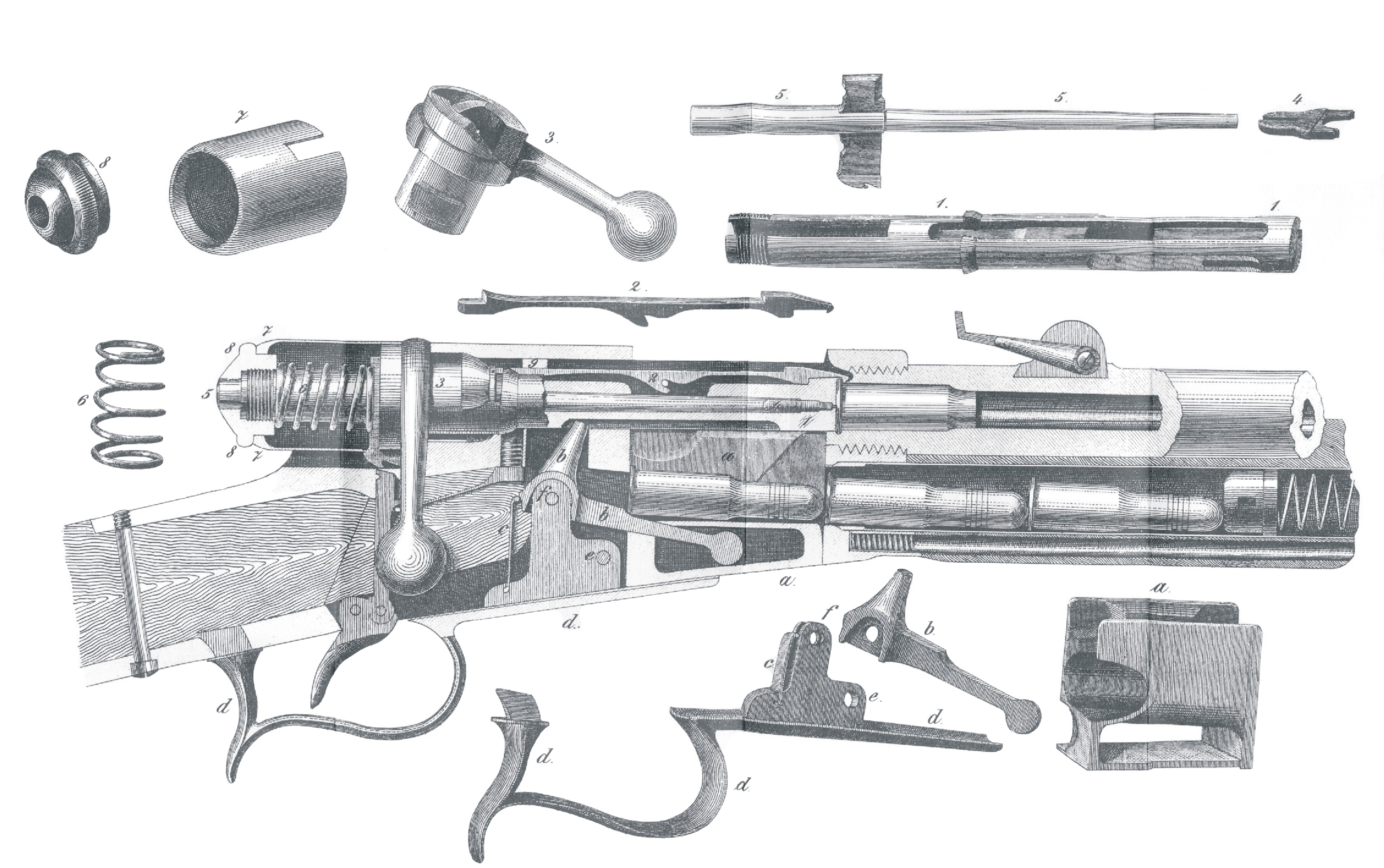
Mécanisme du fusil Vetterli

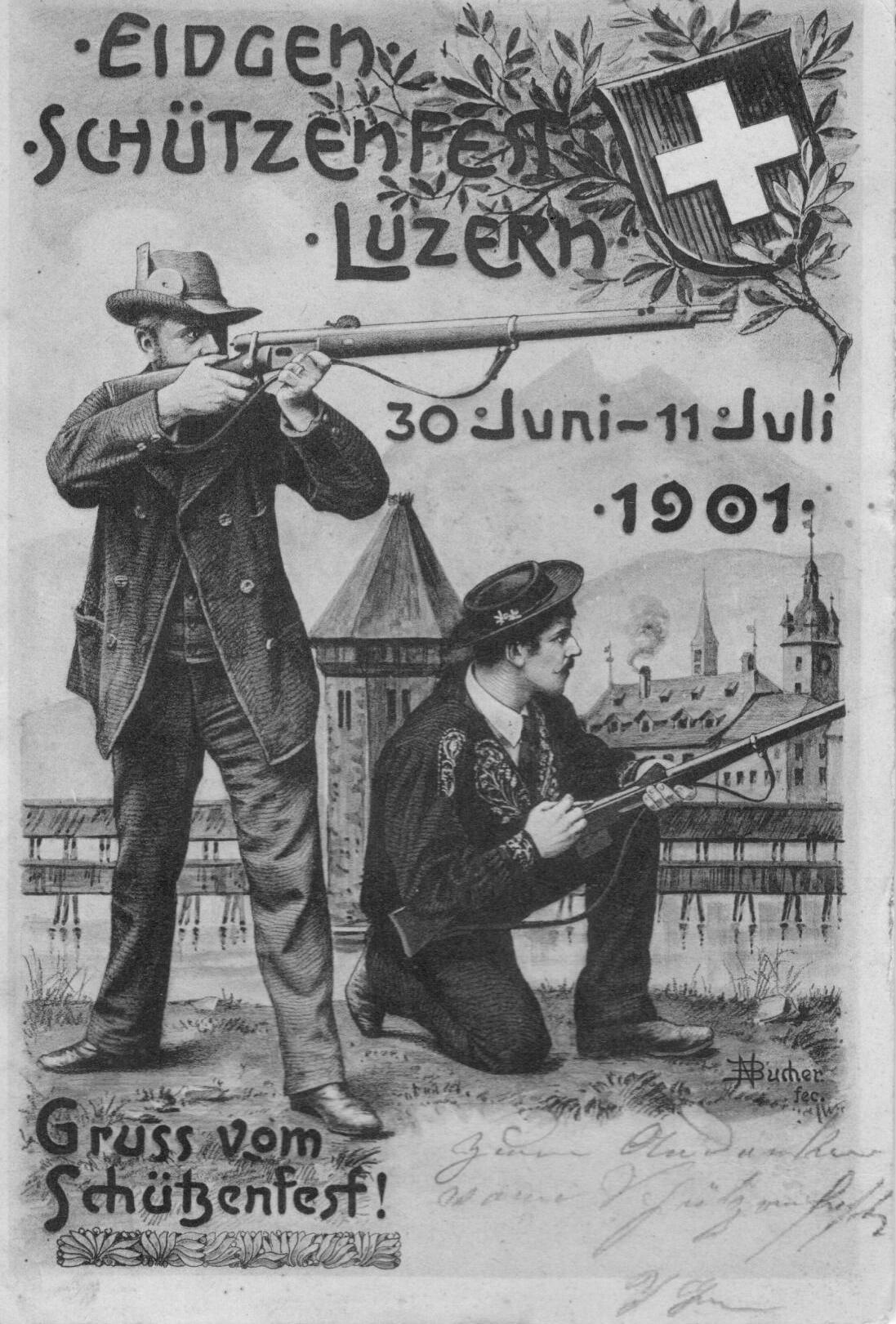
Carte postale de la Fête Fédérale de tir de Lucerne en 1901.Le premier tireur qui est un vétéran utilise un Vetterli 1881. Le tireur plus jeune à genoux charge un Schmidt-Rubin 1889/96.

Pendant le tir, le fonctionnement est le suivant.
a- Armer:
Lever le levier, par suite du mouvement de rotation imprimé à la noix, les surfaces obliques de celle-ci poussent en arrière la broche de percussion, et le ressort de percussion se trouve comprimé. En même temps, la grande ailette de la broche passe par-dessus le bec de gâchette. Lorsqu'on abaisse le levier, les surfaces obliques de la noix se trouvent en avant des ailettes, et la broche est maintenue en place par le bec de la gâchette.
b-Charger:
Lorsqu'on lève de levier, le cylindre commence par glisser légèrement en arrière; ce mouvement de recul ramène la griffe de l'extracteur contre le bourrelet de l'étui qui se trouve ainsi dégagé. Les tenons de fermeture de la noix viennent se placer devant les ouvertures de la boîte de culasse. Lorsqu'on retire la culasse mobile, le ressort d'arrêt entre dans la noix et l’empêche de tourner ; le cylindre continue son mouvement en arrière jusqu'à ce qu'il soit arrêté par le petit bras du levier coudé ; l'étui est tiré en arrière et repose sur la partie supérieure du transporteur.
Lorsqu'on retire encore davantage le cylindre, le petit bras du levier est entraîné en arrière, le levier tout entier pivote sur sa vis, le grand bras monte et soulève le transporteur avec la cartouche qu'il renferme. L'ancien étui qui est encore retenu par la griffe de l'extracteur, se trouve lancé en arrière. La partie inférieure du transporteur ferme le magasin. Lorsqu'on ferme le tonnerre, le cylindre pousse dans le canon la cartouche qui se trouve dans le transporteur le petit bras du levier coudé est entraîné en avant par l'extrémité postérieure de la rainure, et le grand bras ramène le transporteur dans sa position inférieure. Le ressort du magasin fait pénétrer une nouvelle cartouche dans le transporteur. La griffe de l'extracteur passe par-dessus le bourrelet de la nouvelle cartouche. Lorsqu'on baisse le levier, l'embase du cylindre presse la surface antérieure de ce dernier contre le fond de la cartouche; les tenons de fermeture de la noix s'engagent dans les embases de la boîte de culasse, et le fusil se trouve armé.
c-Presser la détente :
Une pression exercée sur la détente a pour effet de faire pivoter cette dernière autour de sa goupille et de forcer la gâchette à descendre; l'ailette inférieure de la broche se trouve ainsi dégagée. Le ressort de percussion se détend et lance la broche en avant; celle-ci transmet le choc à la fourchette, qui vient frapper le fond de la cartouche et détermine l'inflammation du fulminate. La gâchette remonte sous l'action de son ressort.
d-Désarmer :
Les choses se passent comme ci-dessus; toutefois, les ailettes de la broche glissent lentement le long des surfaces obliques de la noix, de sorte que le choc sur la fourchette se trouve amorti.
- Dérangements et défauts de l'arme.

### Maniement[7]
Pour charger l'arme, on observera la position militaire prescrite à cet effet, soit l'arme appuyée à la droite du corps du tireur, la culasse mobile à la hauteur de sa poitrine et la bouche du canon à la hauteur de la tête. Le fusil à répétition, modèle 1878, renferme treize cartouches, dont onze dans le tube magasin, une dans le transporteur et une dans le canon. Si l'on doit charger entièrement ce nombre, on commence par en introduire une dans le canon; puis on ferme la culasse mobile, on désarme le ressort de percussion et l'on continue, en introduisant les autres cartouches dans le magasin par l'orifice de charge.
Pour désarmer (mettre au repos le mécanisme de percussion), on pose l'arme sur le coude du bras gauche, on empoigne de la main gauche le levier, on le soulève d'abord comme pour ouvrir, et, sans reculer la culasse, on abaisse le levier lentement en pressant avec l'index de la main droite sur la détente.
On doit désarmer dans tous les cas où le tir est suspendu et renvoyé à plus tard.
Pour armer de nouveau, sans passer par l'opération de la charge, il ne reste qu'à soulever le levier (sans reculer la culasse) et à l'abaisser sans toucher la détente.
Au combat, on remplacera, à chaque occasion, le nombre de cartouches tirées, afin de disposer constamment de la réserve complète des cartouches de l'arme à répétition. A cet effet, et s'il ne s'agit pas d'un feu de vitesse, on introduit, après chaque coup et avant d'ouvrir la culasse, une nouvelle cartouche dans le transporteur.
Pour la charge successive (coup par coup), on emploie dans la règle le transporteur, dans lequel on introduit la cartouche, par l'orifice de charge, avant d'ouvrir. On peut cependant charger sans employer le transporteur, en introduisant la cartouche par le haut et directement dans le canon.
On emploie aussi ce dernier moyen pour gagner du temps, lorsqu'en voulant charger on a ouvert avant d'avoir pourvu le transporteur d'une cartouche.
Dans le cas où il surviendrait une interruption ou un dérangement du mécanisme de répétition, on enlève la vis du support, le support du levier coudé et le transporteur; le fusil peut alors être employé comme arme à simple charge.
La vis du support peut, après le retrait de ces pièces, être remise en place.
Les cartouches sont introduites dans ce cas, directement dans le canon, et les étuis vides tombent à terre à travers le passage du transporteur à la boîte.
Il faut donc, au moyen de la répétition, deux mouvements pour rendre l'arme prête au tir, savoir:
1. Soulever le levier et, dans le même mouvement, ramener la culasse mobile en arrière (ouvrir)
2. Pousser la culasse mobile en avant et, dans le même mouvement, abaisser le levier (fermer)

En chargeant coup par coup, l'introduction de la cartouche constitue un troisième mouvement. Y compris le temps de viser, on peut tirer les treize cartouches contenues dans le fusil dans l'espace de 25 à 30 secondes. En considérant qu'il ne peut être question, en pratique, d'un tir sans viser, le fait de pouvoir tirer, avec notre fusil à répétition, 36 à 40 coups à la minute n'est mentionné ici qu'à titre de résultat d'essais comparatifs sur la vitesse possible du tir. En chargeant coup par coup, on arrive à une vitesse théorique d'environ quinze coups par minute.
Cependant, la vitesse normale de tir n'est que de onze coups par minute, en utilisant le magasin, et à huit coups par minute, en chargeant coup par coup.
Pour retirer les cartouches du magasin, on ramène la culasse mobile en arrière, on presse le transporteur dans sa position inférieure, et l'on sort les cartouches par l'orifice de charge à l'aide du tourne-vis introduit par le haut. On peut laisser tomber directement dans la cartouchière les cartouches retirées, en tournant l'orifice de charge vers celle-là. Pour constater que le magasin est vide, on doit s'assurer que le dé est devenu visible au bout postérieur du tube-magasin.

### Carabine à répétition Vetterli 1869

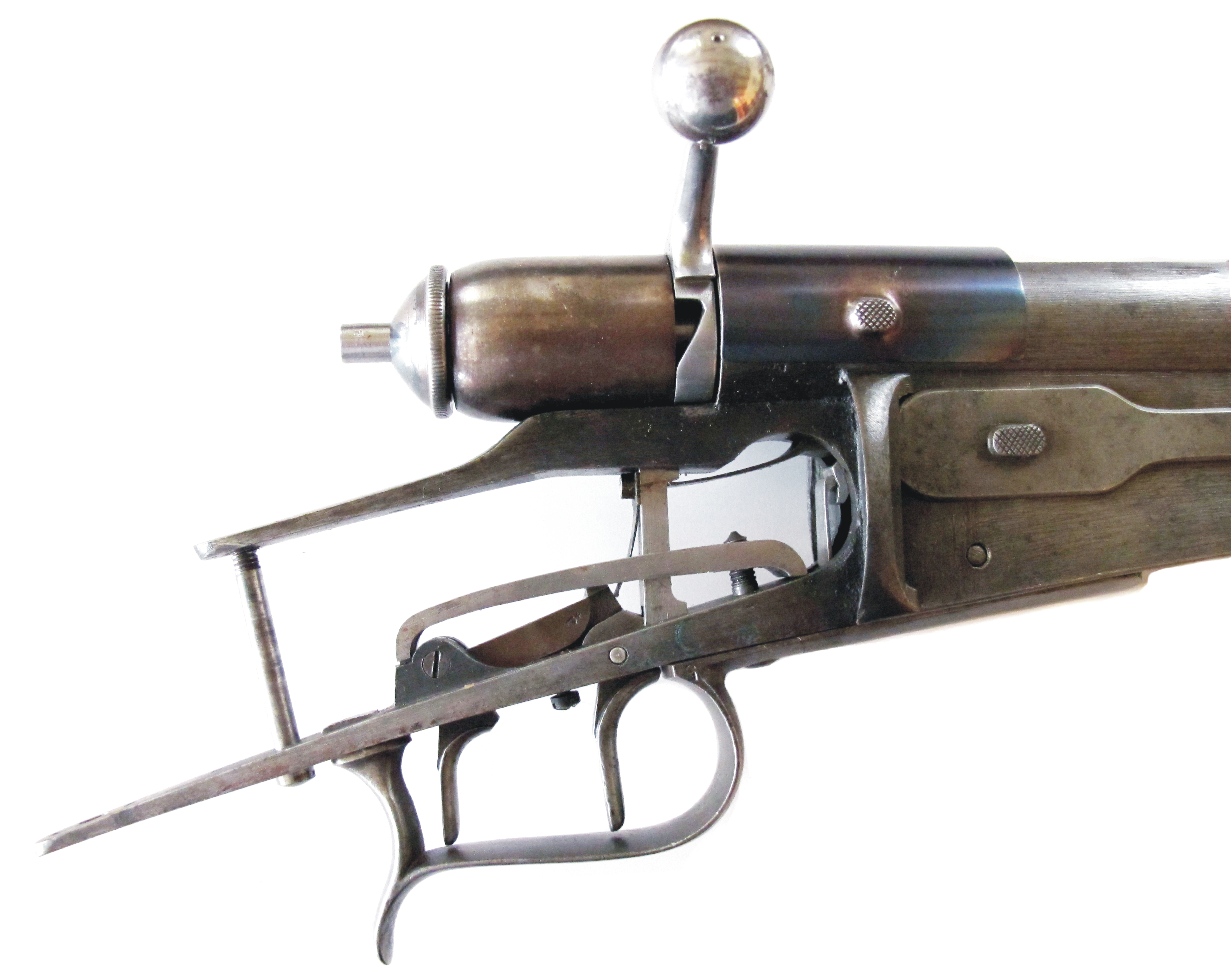
Détail de la boîte de culasse et de la double détente de la carabine d'essai Vetterli modèle 1869

## Modèles

### Fusil à répétition Vetterli 1869/71
Dès son adoption le fusil subit immédiatement des améliorations, des difficultés de fabrication et les polémiques suscitée dans le public et dans les milieux militaires ont engendré ces corrections.
1870
- Remplacement du ressort par le tiroir du fût : liaison plus solide.**
- Suppression du fermoir de boîte jugé superflu.**
- Modification du fermoir du magasin.**
- Modification de l'écrou du cylindre pour faciliter le démontage et surtout le remontage.**

1871

### Fusil à répétition Vetterli 1871
- Réduction de la profondeur du logement du bourrelet de cartouche, de 2.3 à 2,1 mm: pour éviter la déchirure des étuis.**
- Suppression du cran de repos à l'ailette de la broche de percussion : superflu et faisant obstacle au choc de la broche.**
- Suppression du fermoir de magasin jugé superflu.**
- Support du levier coudé : Le bras supérieur engrenant mieux dans la rainure du cylindre.*
- Séparation du support du levier coudé de la sous-garde pour faciliter le démontage et le remontage.
- La largeur des anneaux du milieu et du bas augmentée de 10 à 15 mm, ceci pour éviter des dysfonctionnements du magasin.
- La feuille de hausse est pourvue d'une cheville d'arrêt pour fixer la hausse à la distance normale de 225 m.**
- La partie postérieure du canon reste octogonale sur une longueur de 75 mm au lieu de 65 mm pour donner plus de prise au tiroir du fût.
- Réduction de la tolérance du calibre des canons neufs de 10.65 à 10,55 mm.

Certaines modifications sont à effet rétroactif (**) et d'autres le sont uniquement en cas de reconditionnement de l'arme en arsenal.(*)

### Fusil de cadet Vetterli 1870

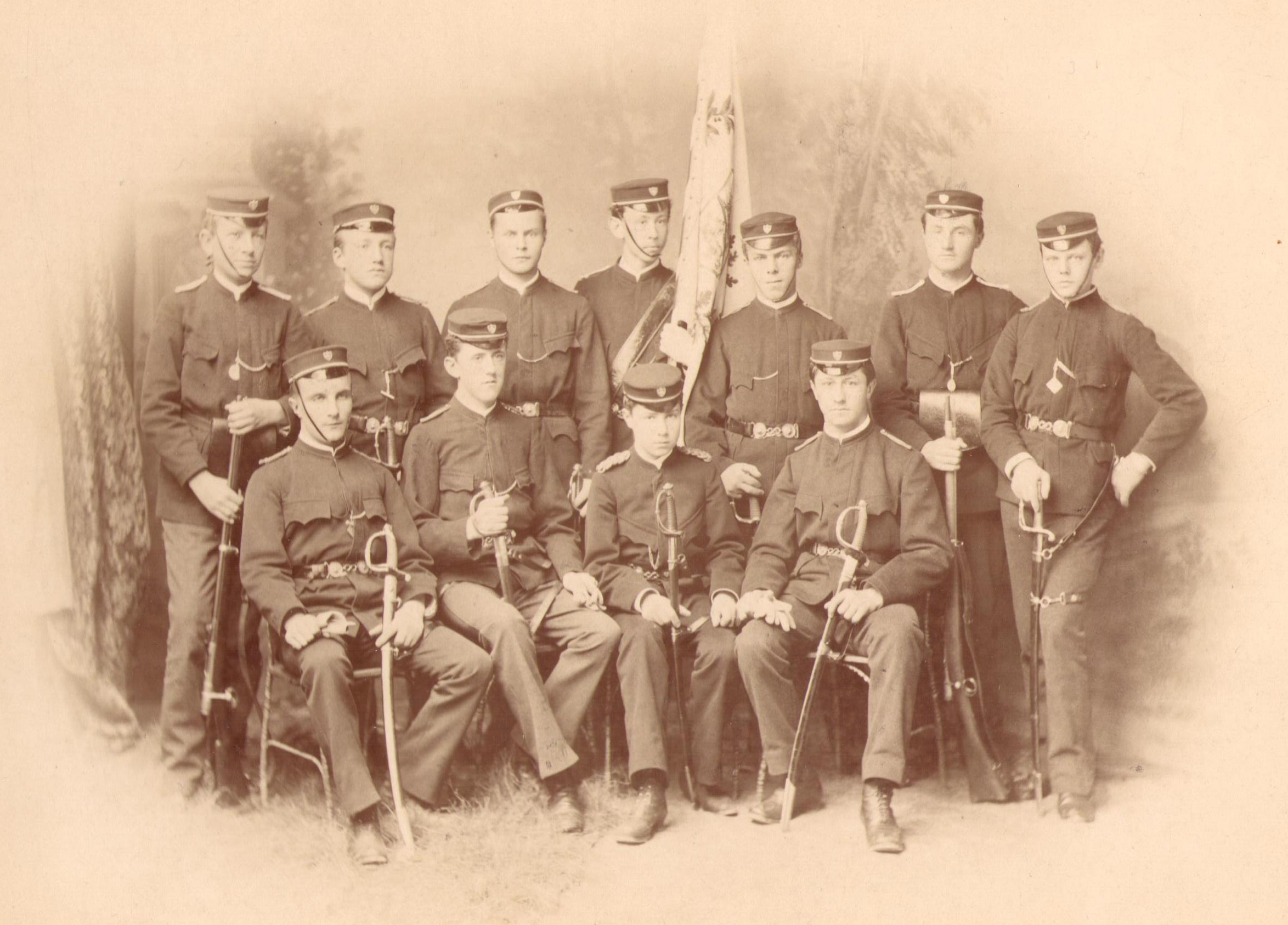
État-major des cadets de Winterthur (ZH) en 1885.

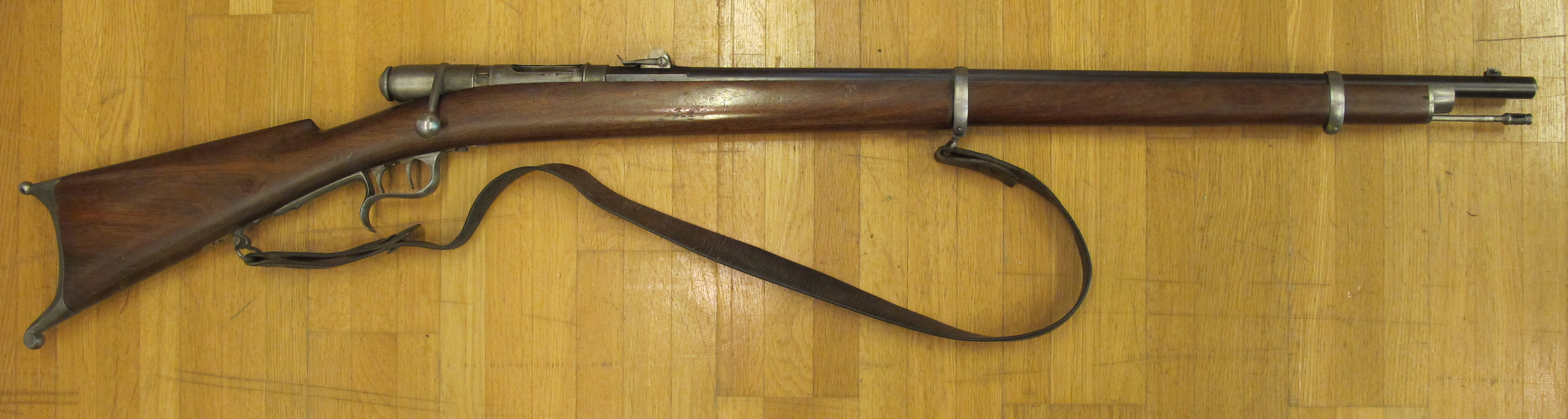
Carabine Vetterli à 1 coup semblable au fusil de cadet mais avec double détente. Armurier Banziger à St Gall

En 1870 les corps de cadets sont armés de fusils à percussion modèle 1842, qui existent en 3 longueurs. Mais de nombreux cantons possèdent encore des armes plus anciennes, à silex ou transformées à percussion et de toutes sortes de calibres. Dans le courant de 1869, le canton d'Argovie réclame au Département Militaire Fédéral l'étude d'un nouveau modèle de fusil de cadet se chargeant par la culasse. Les avantages d'une telle arme seraient :
- La concordance de l'instruction des cadets avec celle de la troupe, ce qui ferait un exercice préparatoire à l'instruction militaire.
- La diminution du nombre d'accidents fréquemment survenus par l'oubli des baguettes dans le canon du fusil à percussion.
- l'emploi d'une munition uniforme.

Les fusils modèle 1842 et autres en main des cadets ne sont pas aptes à être transformés au chargement par la culasse et Argovie estime que de nouvelles acquisitions sont nécessaires. Selon ce gouvernement les nouveaux fusils devraient remplir les conditions suivantes :
- Le prix devrait être modique, environ 32 à 35.-frs pièces, ceci dépendant de la quantité qui serait commandée.
- Ils devraient être de 2 ou 3 longueurs pour s'adapter à la taille et à l'âge des recrues.
- Le maniement devrait être le plus simple possible.
- Le calibre devrait être en harmonie avec celui des armes d'ordonnance
- Le canon serait lisse avec la possibilité de le rayer ultérieurement.

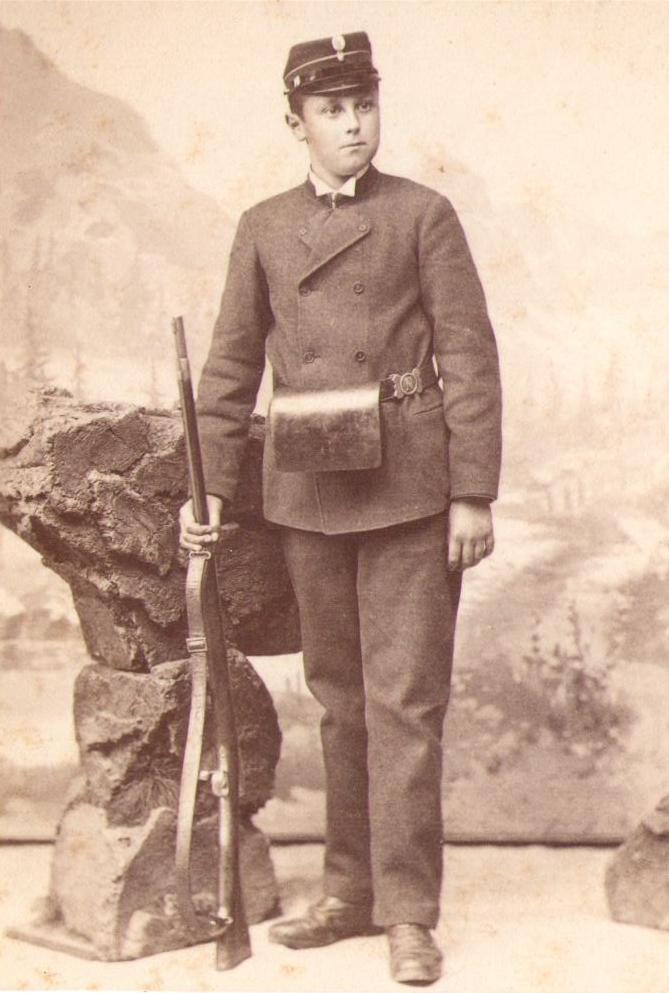
Un cadet zurichois armé du Vetterli en 1880. Photographe A. Meier von Tobel, Rennweg 4 à Zurich

Le département militaire fédéral se déclare disposé à réunir les données statistiques et à étudier un modèle de fusil, mais il n'a pas de moyens financiers pour cette acquisition qui est de la compétence des cantons. En conséquence il demande à tous les cantons combien de fusils ils possèdent, quel est l'état de ces armes et le cas échéant de combien de pièces ils passeraient commande.
Un an plus tard le 22 novembre 1870 par une circulaire, le département militaire fédéral informe les cantons qu'un nouveau fusil de cadet selon le système Vetterli a été développé par la Société Industrielle Suisse à Neuhausen (SIG). IL précise aussi que seul un petit nombre de fusils à percussion seront transformés pour le chargement par la culasse.
C'est une arme destinée aux enfants et adolescents faisant partie des corps de cadets ou des sociétés de tir. Le fût est en une pièce, il n'y a pas de magasin tubulaire, il tire au coup par coup. Il était destiné à l'instruction militaire des écoliers et à l'initiation au tir de la jeunesse. Il est plus court que l'arme d'ordonnance, sa longueur est adaptée aux enfants. Le canon est maintenu sur le fut par une grenadière munie d'un ressort et un embouchoir tenu aussi par un ressort à pivot. L'anneau de bretelle est maintenu entre les deux extrémités de la grenadière serré par une vis traversante ; le deuxième anneau est fixé au fût à l'extrémité de la crosse par un écusson en acier et deux vis à bois. La baguette est en acier avec la tête en laiton sans cannelures et percée d'une fente destinée à recevoir le tournevis ; elle est logée dans un canal creusé dans le bois, et elle traverse l'embouchoir, la grenadière et se visse dans la crosse. La culasse est identique à celle du fusil d'infanterie, La fenêtre d'éjection de même que les évents des gaz et le tiroir de démontage sont inclinés du côté droit. La hausse est semblable à celle du fusil mais de dimensions réduites. Ce fusil tire la munition d'ordonnance, et la Confédération précise que de cette dernière circonstance il résulte que les approvisionnements de fusils de cadets formeront une réserve pour la défense du pays, réserve qui pourrait en attendant servir à l'armement de la Landwehr. Son successeur sera le fusil de cadet modèle 1897 du système Schmidt-Rubin en cal 7,5 mm.

### Carabine à répétition Vetterli 1871
C'est l'arme destinée aux carabiniers.
Elle diffère du fusil 1869/71 par les points suivants :
1. Son canon raccourci de 60 mm, le fût, la baguette et le tube magasin sont raccourcis en proportion. Le tube du magasin reçoit 10 cartouches avec celle qui est placée dans le transporteur et celle que l'on peut charger dans le canon, la carabine à répétition peut contenir 12 coups.
2. Deux anneaux seulement.
3. Sa plaque de couche, qui est plus cintrée.
4. Par l'appareil de double détente (système Thury). Ce mécanisme est ce qui caractérise le mieux la carabine par rapport au fusil. Par ce dispositif, la précision du tir est beaucoup plus grande qu'avec une détente conventionnelle, en cela la carabine se rapproche d'une arme de sport.

#### La double détente[11]

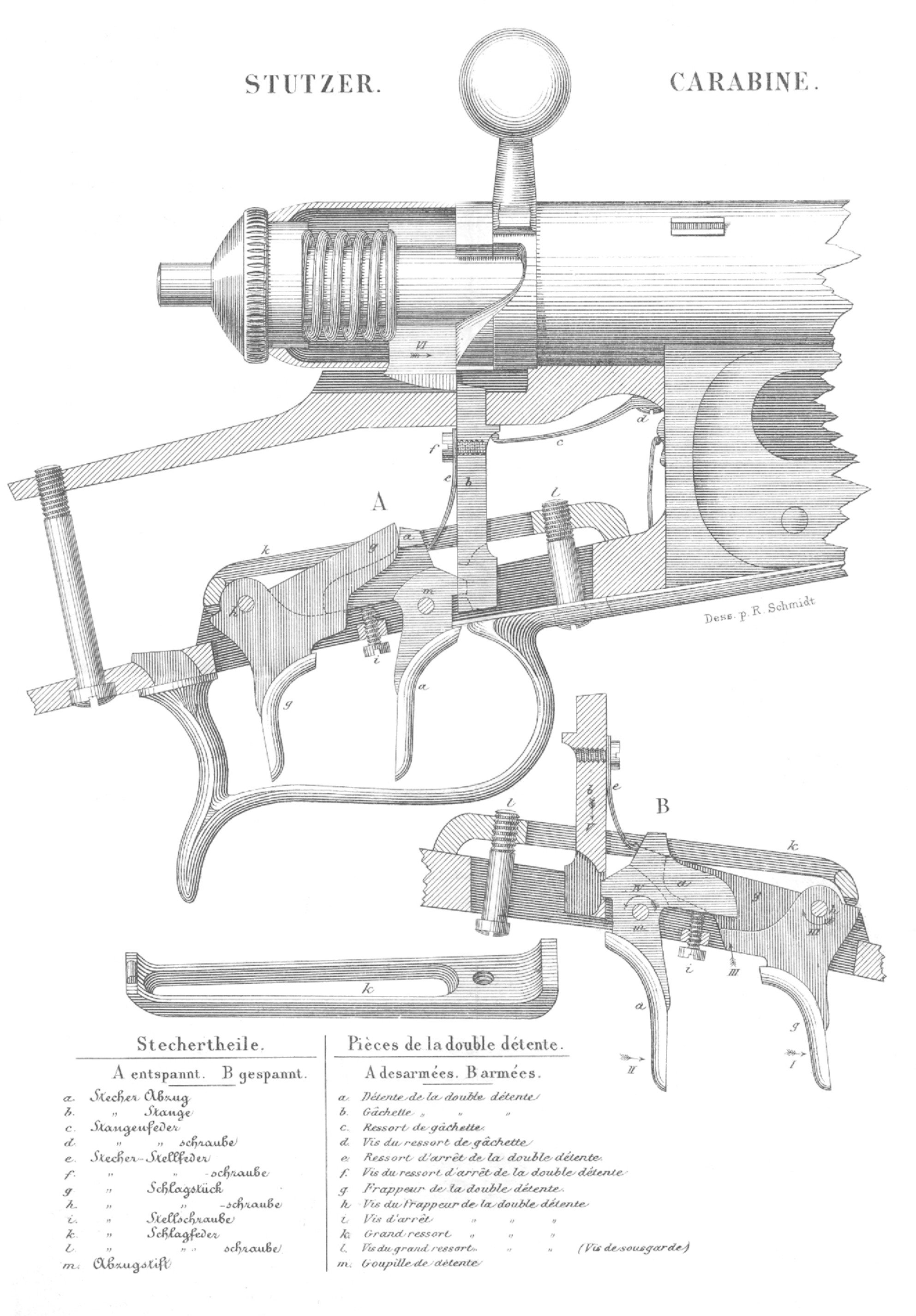
Planche extraite du règlement sur la carabine Vetterli modèle 1871

Elle est constituée des pièces de la détente simple et des pièces supplémentaires de la double détente.

##### Pièces de la détente simple
- La détente, (acier trempé) avec goupille pour la fixer à la bande inférieure de la boîte de culasse. En avant un bras de levier court, qui s'engage dans la gâchette ; en haut à droite, l'embase servant d'arrêt au frappeur.
- La gâchette, (acier, trempe de ressort), bec de gâchette faisant saillie hors de la rainure de la bande supérieure ; renfort sur lequel s'appuie le ressort de gâchette et qui limite le mouvement vertical de cette dernière ; trou carré dans lequel s'engage le levier de détente.
- Le ressort de gâchette,  (acier trempe de ressort) avec sa vis.

##### Pièces de la double détente.
- Le frappeur, en acier trempé avec sa vis fixée dans un renfort de la bande inférieure de la boîte de culasse. Bec dirigé contre la détente ; au corps à gauche, l'embase du frappeur ; derrière, l'embase pour le grand ressort.
- le grand ressort, (acier trempe de ressort) dont la partie centrale est divisée en deux branches entre lesquelles passe la gâchette ; ce ressort a ses deux extrémités coudées en crochet vers le bas, le crochet postérieur est muni d'un renfort qui agit sur la partie correspondante du frappeur.
- la vis du grand ressort servant en même temps à tendre le ressort et à fixer la sous-garde.
- le ressort d'arrêt, avec sa vis, fixé à la gâchette, il agit sur la partie supérieure de la détente.
- la vis d'arrêt de double détente, placée entre la détente et le frappeur, elle agit par-dessous sur la feuille de détente.

##### Construction et emploi de la double détente
Armer. Presser sur la double détente (languette du frappeur, détente arrière) Par ce mouvement, le crochet postérieur du grand ressort se trouve relevé : le bec du frappeur passe alors devant l'embase-arrêt de la détente, et cette dernière, sous la pression du ressort d'arrêt, vient se placer sur le bec du frappeur. Le grand ressort est armé.
Lâcher la détente : Il suffit de toucher la détente (détente avant) pour supprimer l'action de ressort d'arrêt et pour enlever au frappeur le léger appui qu'il trouvait dans l'embase de la détente. Le grand ressort recouvre alors sa liberté d'action, et en se détendant, il pousse de haut en bas la partie postérieure du frappeur dont la partie antérieure se trouve relevée. Ce mouvement du frappeur détermine un mouvement en sens inverse de la détente dont la partie antérieure se meut de haut en bas, entraînant la gâchette avec elle.
La pression de l'index sur la détente simple est ici remplacée par l'effet du grand ressort qui, par l'intermédiaire du frappeur, agit sur la détente et lui fait dégager la gâchette.
Régler la double détente. Pour rendre la double détente plus sensible : serrer la vis d'arrêt pour relever la feuille de détente, ce qui fera que le bec du frappeur sera moins engagé dans l'embase de la détente.
Si la double détente ne fonctionne pas et qu'il faille la faire jouer plusieurs fois pour faire partir le coup, cela provient de ce que la gâchette n'étant pas assez vivement projetée, son bec ne se dégage pas de l'ailette inférieure de la broche ; il faut dans ce cas : serrer un peu la vis du grand ressort (en même temps vis de sous-garde) afin que le ressort, plus tendu, agisse avec assez de vigueur.
Dans l'un ou l'autre cas, il faut éviter de trop serrer les vis.
En rendant la double détente trop sensible, on risque d'avoir des départs accidentels.
Si l'on tend trop fortement le grand ressort, on risque de le forcer et même de le briser et le mécanisme perd l'élasticité qui lui est nécessaire.
Démontage de la double détente. Enlever la crosse, dévisser la vis du grand ressort et l'enlever avec la sous-garde ; enlever la vis du frappeur et le frappeur ; dévisser le ressort de gâchette et l'enlever.
Il n'est pas besoin de pousser plus loin le démontage pour pouvoir arriver à toutes les pièces et pour pouvoir les nettoyer suffisamment. Si l'on voulait démonter complètement il faudrait employer le chasse-goupille et l'on aurait quelques difficultés pour le remontage.
Dans les cas ordinaires, on devra se contenter des opérations indiquées plus haut.
Le remontage se fait dans l'ordre inverse, en ayant soin de graisser spécialement les parties qui sont soumises à un frottement.
On s'assurera du fonctionnement régulier de la double détente en observant les points ci-dessus mentionnés. La tension du grand ressort doit être juste suffisante pour assurer du premier coup l'action de la broche.
Le poids normal de la détente simple est le même que pour le fusil à répétition, c'est-à-dire 2,72 kg; en faisant usage de la double détente le poids se réduit à 100 - 150 g.

### Mousqueton à répétition Vetterli de cavalerie 1871
Le mousqueton diffère du fusil :
1. Par la longueur plus courte du canon (470 mm), du fût, du tube magasin et de la baguette.
2. Par un seul anneau, entourant la bouche du canon et pourvu de 2 joues protégeant le guidon. Certains exemplaires ont été transformés pour les gardes-frontières par l'adjonction de 2 battants de bretelle.
3. Par la hausse, pied fixe avec saillie pour la distance de 225 m, plus une feuille mobile pour la distance de 300 m.
4. Par le pontet sans crochet repose doigt.
5. Par le battant de boucle, avec la boucle de suspension au lieu du battant de bretelle. Au début de l'utilisation du mousqueton, le cavalier le portait accroché à un baudrier. Par la suite avec l'adoption d'un nouveau modèle de selle en 1874, il sera porté dans une fonte en cuir fixée par une sangle et un bouton à l'arrière droit.
6. Par le fermoir de boîte de culasse, servant à empêcher les cartouches de tomber hors du mousqueton.
7. Par la vis d'arrêt, servant à empêcher l'écrou de se dévisser. Elle n'a besoin d'être dévissée que d'un demi-tour pour permettre de dévisser l'écrou.

Le magasin tubulaire contient 6 cartouches, en sorte qu'avec celles enfermées dans le transporteur et dans la chambre à cartouche, le mousqueton peut contenir 8 coups. Le mousqueton n'est pas pourvu d'une baïonnette.

### Fusil à répétition Vetterli 1878
L'arme a été constamment perfectionnée depuis 1871. Toutes ces améliorations ont été sanctionnées par une nouvelle ordonnance du 30 avril 1878, le texte et les plans y relatif sortent de presse en 1879.
Les modifications apportées au fusil sont les suivantes :
1872
- L'angle de la partie retroussée de la feuille de mire à 45e au lieu de 30°* ceci pour une visée plus nette.**
- Entaille du cran de mire de forme demi-circulaire, rayon 1 mm*
- Guidon plus fin, semblable à celui de la carabine*
- La tranche de mire biseautée par-dessous pour éviter le miroitement*

1875
- Suppression du couvercle de la boîte de culasse, reconnu inutile.**

1877
- Modification du canon, la tranche du guidon est reculée de 0,5 mm en arrière du tenon de baïonnette pour éviter la friction de la douille de baïonnette.*
- Entaille du pied de hausse élargie et tenons renforcés pour consolider le pied de hausse.
- Boîte de culasse : suppression des canaux à gaz, reconnus inutiles et gênant certaines réparations du canon.
- Gâchette : angles du talon arrondis, angle supérieur R=1 mm, pour éviter les crevasses de trempe, l'angle inférieur R=2 mm pour améliorer le mouvement de la gâchette.
- Gâchette : bec aplati à 0,5 mm de largeur pour éviter une usure trop rapide.*
- Fourchette de percussion : pointes renforcées à la base, pour augmenter la solidité de la pièce et empêcher l'endommagement de la chambre à cartouche.
- Écrou du cylindre : Le passage de la broche évasé vers l'extérieur, pour éviter le frottement.*
- Support du levier coudé : la face antérieure se termine vers la bande par un renfort de 3 mm de rayon.
- Anneau du milieu et pied de battant : Les branches arrondies pour un meilleur raccordement avec le battant.
- Battant supérieur et inférieur : réduction de la largeur et de la hauteur, de 39/10 à 35/8, branches arrondies : pour augmenter la solidité.
- Baïonnette : douille exempte de toute bavure ou arête, angles arrondis : pour la conservation du bronzage du canon.*

Certaines de ces améliorations ont un effet rétroactif (**) sur les modèles précédents, d'autres uniquement en cas de retour en arsenal pour remise en état (*).
1878
- Canon : à cône droit au lieu du cône concave : pour augmenter l'élasticité et quelque gain de poids.
- Hausse : nouveau modèle (construction Schmidt) l'entaille de mire se trouve de 27 mm plus éloignée de l'œil du tireur. La feuille de hausse garantie par les parois du pied de hausse, graduation améliorée, construction simplifiée.
- Boîte de culasse : bande supérieure renforcée à sa jonction avec la boîte, pour augmenter la solidité. Le passage du transporteur à angles arrondis en dedans pour éviter les fentes.
- Détente : languette prolongée et mieux formée : poids du départ diminué par augmentation du bras de levier. Ceci entraîne la modification du crochet de sous-garde pour un meilleur épaulement.
- Écrou du cylindre : muni d'une vis d'arrêt pour l'empêcher de se dévisser.
- Fût : Suppression de l'embase de l'anneau du bas et déplacement de l'anneau du milieu par suite de la réduction du nombre d'anneaux de 3 à 2. Suppression de logement du ressort d'embouchoir, par suite du remplacement du ressort par une vis. Suppression du quadrillage, étant jugé inutile.
- Crosse : allongée de 12 mm pour rétablir la longueur d'épaulement, c'est une conséquence de la modification de la détente. Liaison des parois de la poignée par une cheville de bois pour éviter le fissurage de la crosse.
- Transporteur : Longueur de l'entaille pour le levier coudé 6 mm, angles arrondis.
- L'embouchoir reçoit le tenon du sabre-baïonnette. La vis de l'embouchoir remplace le ressort.
- Suppression de l'anneau du bas, 2 anneaux et le tiroir du fût représentent une liaison suffisante.
- Plaque de couche concave, identique à celle de la carabine, et munie d'un talon. Épaulement plus convenable et moyen d'empêcher le bois d'éclater.
- Le sabre baïonnette à scie remplace le modèle à douille.
- Battant inférieur avec son pied simplifié et plus solide.

Les différences les plus visibles pour l'identification du modèle 1878 par rapport à ses prédécesseurs sont : l'introduction du sabre-baïonnette, la suppression du quadrillage du fût, la suppression d'un anneau et la nouvelle hausse.

### Carabine à répétition Vetterli 1878
La carabine 1878 est identique au fusil, à l'exception du système de détente remplacé par une double détente.

### Mousqueton Vetterli de cavalerie 1878
Le mousqueton adopté en 1871 a comme les armes longues été constamment perfectionnés par l'armée.
1872
- Hausse nouveau modèle, à glissière horizontale (construction Turry), remplaçant la hausse à feuilles pliantes.

1873
- Brosse adoptée comme accessoire réglementaire.

1874
- Hausse nouveau modèle, à glissière verticale (construction Schmidt)

1875
- Couvercle de culasse supprimé, jugé inutile.

1877
- Canon : selle de hausse élargie et tenons renforcés, pour consolider le pied de hausse.
- Canon : Suppression des canaux à gaz. Inutile et formant obstacle à certaines réparations du canon.
- Boîte d'obturation : suppression des canaux à gaz.
- Gâchette : Angles de l'embase arrondis. L'angle supérieur pour éviter des crevasses de trempe ; l'angle inférieur pour but d'action plus efficace du ressort et mouvement vertical plus dégagé.
- Gâchette : aplatir la pointe(crête), pour empêcher l'usure trop rapide.
- Fourchette de percussion. Nouveau modèle, à faces rondes et obliques des pointes, renforcées à leur base. Augmentation de la solidité de la fourchette et éviter d'endommager la chambre à cartouche.
- Écrou : passage de la broche extérieurement évasé, pour éviter le frottement.
- Support du levier coudé : La face antérieure se termine vers la bande par un renfort à rayon 3 mm.
- Transporteur : longueur de l'entaille pour le levier coudé 6 mm.

1878
- Boîte d'obturation : bande supérieure renforcée à sa jonction avec la boîte.
- Détente : languette prolongée et mieux formée. Le poids du départ d'allège par l'action du levier prolongé.
- Fût : suppression de la cannelure : inutile.
- Crosse liaison de la poignée par une cheville en bois : pour éviter les fentes.
- Tournevis : nouveau modèle (construction Schmidt). Le manche pouvant se fixer à la baguette, sert aussi de poignée de baguette.
- Hausse : nouveau modèle (construction Schmidt) à cadran, échelle jusqu'à 600 mètres.
- Boîte d'obturation : le passage du transporteur à angles arrondis en dedans : renforcement.
- Transporteur à angles arrondis.

1879
- Boîte d'obturation : le fond de l'ouverture de charge sera légèrement bombé et sans angles vifs pour éviter le choc sur le bourrelet de la cartouche.
- Boîte d'obturation : acier noir (à la place de fer gris) à la suite des progrès dans la fabrication des aciers.
- Brosse : adoption d'un modèle plus court et plus ferme. (pour toutes les armes portatives)

1880
- Canon : augmentation de la hauteur de la saillie antérieure à l'entaille pour le tiroir du fût, pour mieux garantir l'effet du tiroir comme tenon.
- Ressort du magasin : fil d'acier de 0,7 mm à la place de 0,8 mm.
- Levier coudé : bras long renforcé, pour éviter les ruptures.

1881
- Canon : la largeur des rayures est fixée à min. 4 mm ; max 4,8 mm ; norm. 4,5 mm.

En résumé, pour identifier les modèles il y a 4 variantes de hausses : la hausse à languettes rabattables (1871), la hausse Tury à glissière horizontale (71/72), la hausse Schmidt à glissière verticale (71/74) et la hausse Schmidt à cadran (1878). Il y a 2 variantes de fût, avec (1871) et sans cannelures (1878) et deux traitements des aciers : fer gris (1871) et acier bronzé (1878).

### Fusil à répétition Vetterli 1881
Les changements entre le mod 78 et 81 sont anecdotiques.
La modification principale par rapport au modèle 1878 est l'introduction d'une nouvelle hausse (Schmidt) munie d'une rallonge permettant le tir jusqu'à 1 600 m
Il y a d'autres petites corrections :
1879
- Canon : le bouton à rainure pour réunir l'embouchoir au fût est supprimé, étant reconnu inutile et défectueux
- Boîte de culasse : Le fond de l'ouverture de charge sera légèrement bombé et ne présentera pas d'angles vifs ; pour éviter des chocs sur le bourrelet de la cartouche.*
- La boîte de culasse et le transporteur seront bronzés noir (à la place de la couleur fer, gris)
- Écrou du cylindre : La vis d'arrêt est supprimée étant jugée peu pratique.
- Ressort du magasin : épaisseur du fil d'acier 0,7 mm au lieu de 0,8 mm
- Canon : pour faciliter son remplacement, le guidon sera ajusté à queue d'aronde sur son pied.

1880
- Levier coudé bras long renforcé pour éviter qu'il ne se brise.

1881
- Plaque de couche : le bout supérieur arrondi sans rainure, pour rendre moins sensible le recul pour le tir aux longues distances.*
- Embouchoir : L'œillet à écrou, à l'extérieur, est remplacé par un renfort à l'intérieur ; la vis traverse de gauche à droite.
- Finition : Le bronzage appliqué au canon et à la boîte de culasse, s'étendra aussi à la hausse, la coquille, l'embouchoir, l'anneau du milieu et aux boucles. Le bronzage est reconnu plus solide à l'entretien que le bleui.*

1882
- Une fourchette percuteur de rechange sera logée dans la crosse comme accessoire réglementaire.

Modifications (*) à effet rétroactif apportées aux armes plus anciennes lors de rénovation en arsenal.

### Carabine à répétition Vetterli 1881

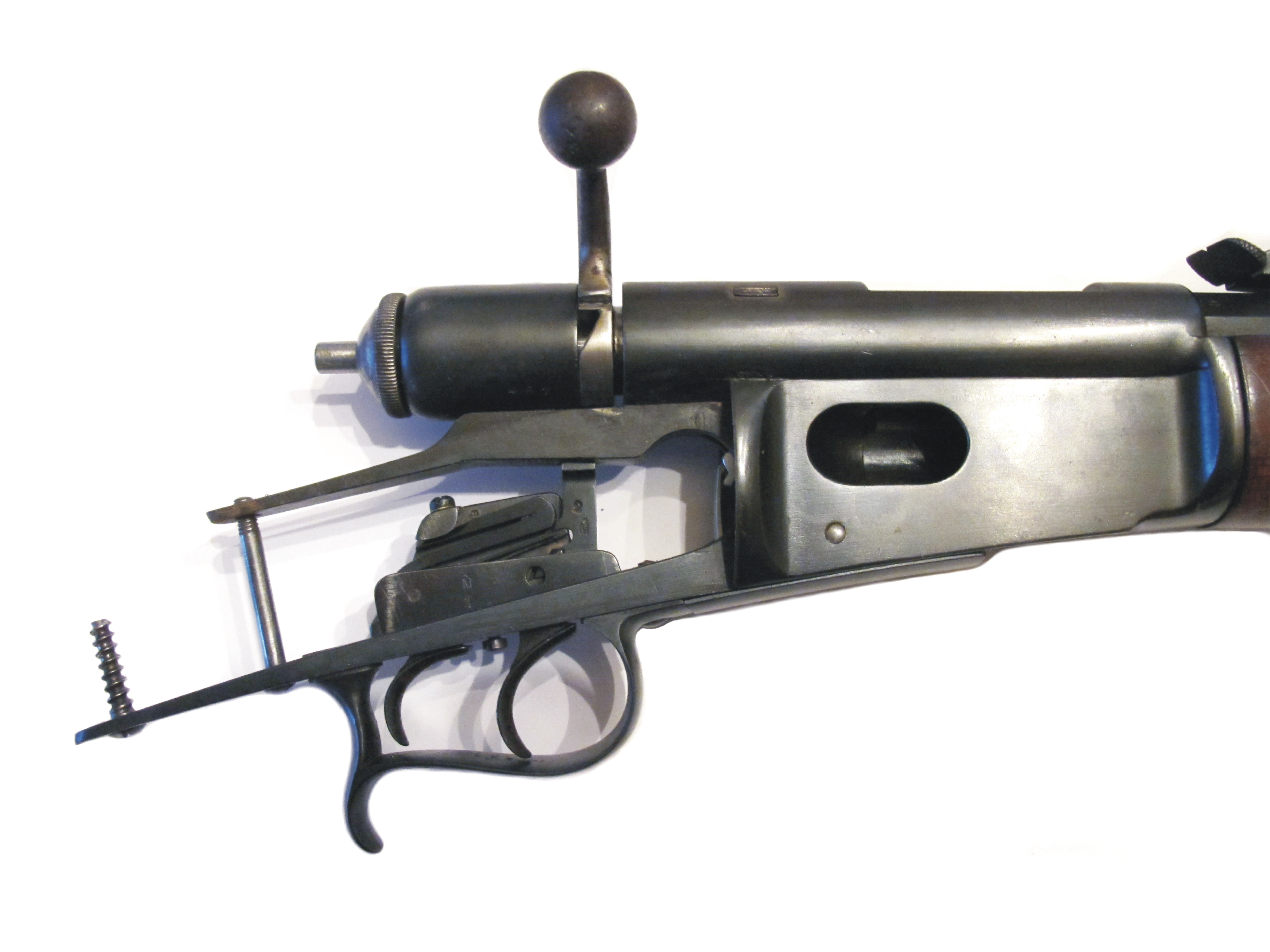
Détail de la boîte de culasse et de la double détente de la carabine Vetterli modèle 1881

C'est l'arme destinée aux carabiniers.
La base est analogue à celle du fusil modèle 1881 ; seulement le mécanisme de détente est, pour la carabine, remplacé par celui de la double détente, changement qui entraîne une modification de la boîte de culasse : la bande inférieure plus large avec logement de la double détente ; et de la crosse : logement de double détente renforçant celle-ci, la fente ne se prolongeant pas jusqu'au bout.
La subtilité repose dans la détente : un mécanisme à stecher est adopté (double détente système Schmidt). Contrairement au système Thury, celui du modèle 1881 est contenu dans un boîtier amovible qui peut être extrait de l'arme en démontant uniquement une vis et le pontet de sous garde. Le démontage, le remontage et l'entretien en sont facilités.
On arme en pressant la détente arrière, puis on déclenche le coup par la détente avant. Une vis située entre les deux permet un réglage de la tension du ressort.
C'est un bijou d'horlogerie et de précision. Sans l'emploi de la double détente, le poids nécessaire au départ du coup est le même que celui du fusil à répétition, soit 2,5 kg ; en actionnant la double détente, il est ramené à 100/150 grammes soit, pour un homme, une faible pression du doigt !
La précision en est considérablement améliorée.

### Mousquetons Vetterli de garde-frontière 1878/95
Le corps des gardes-frontières a reçu 3 types d'armes du système Vetterli :
- Un mousqueton dont la construction est semblable au fusil mais avec un canon court.
- À partir de 1893, la cavalerie a été armée avec le mousqueton Mannlicher cal. 7,5 mm GP90. Les mousquetons modèle 1871 et 71/78 devenus disponibles ont été versés aux gardes-frontières. Ils ont été modifiés par la suppression de l'anneau de suspension et son remplacement par un battant de bretelle.
- Le nombre d'armes étant insuffisant, les arsenaux ont coupé des fusils modèles 1878 ou 1881 à la longueur du mousqueton. Ces armes n'ont pas des numéros qui se suivent et le diamètre extérieur du canon est plus grand que les canons des mousquetons construit d'origine.

Ces fusils resteront en service jusqu'en 1903 moment où ils seront remplacés par des fusils courts modèle 1889/00 Schmidt-Rubin.

### Prototypes et armes d'essai

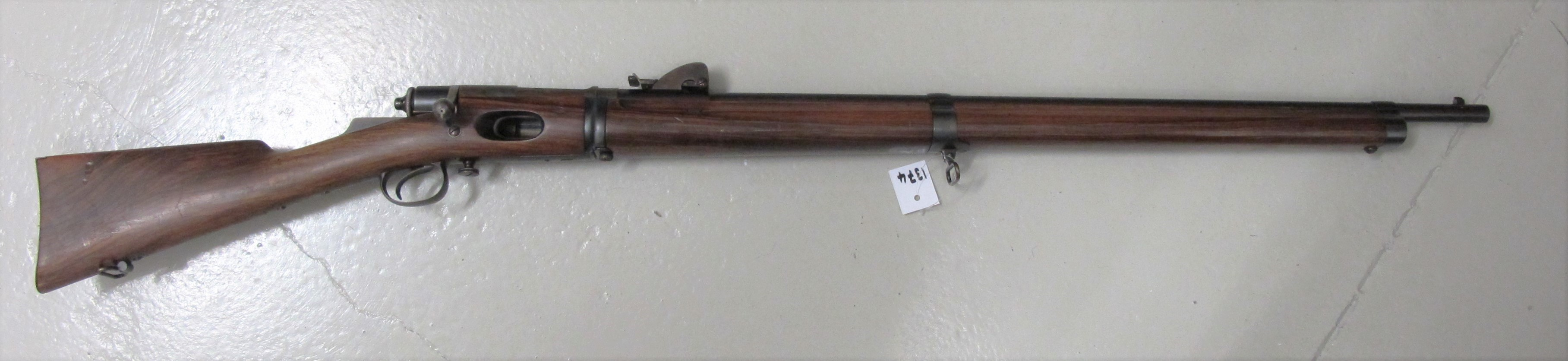
Prototype de fusil à 2 magasins soit une capacité totale de 24 coups (ancienne collection SIG à Neuhausen)

### Prix de tir et modèles de présentation

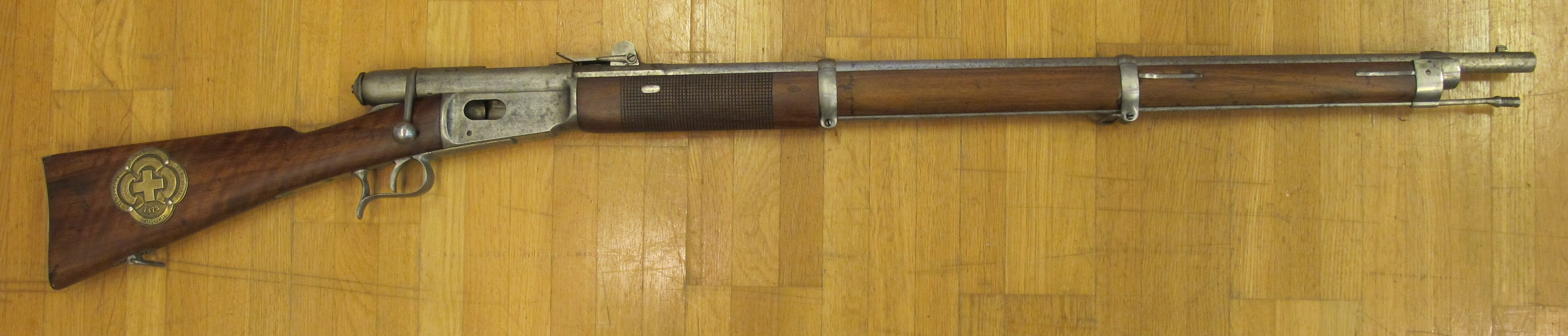
Fusil offert comme prix de tir par le Conseil Fédéral pour la fête fédérale de 1872 à Zurich

## Accessoires

### Baïonnettes

#### La baïonnette à douille modèle de 1869
Pour le fusil modèle de 1869, la carabine modèle de 1871, le fusil de gendarmerie modèle 1870.
Longueur 547,5 mm. Le pied du guidon sert de tenon de baïonnette.
Lame à section quadrangulaire en acier trempé avec quatre arêtes et quatre évidements.
Le coude en acier relie la lame à la douille.
La douille et la virole en fer forgé.
Le tout est bleui. La douille s'applique au canon, tandis que la virole avec son embase fixe la baïonnette au tenon.

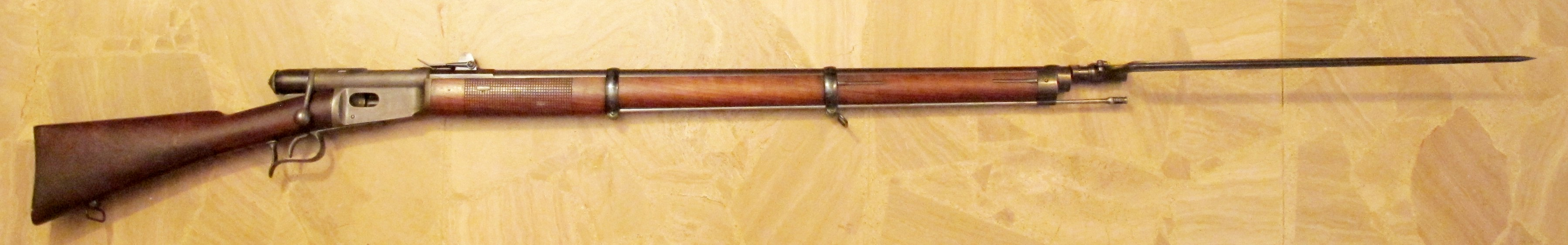
Fusil Vetterli mod 1871 muni de sa baïonnette à douille.

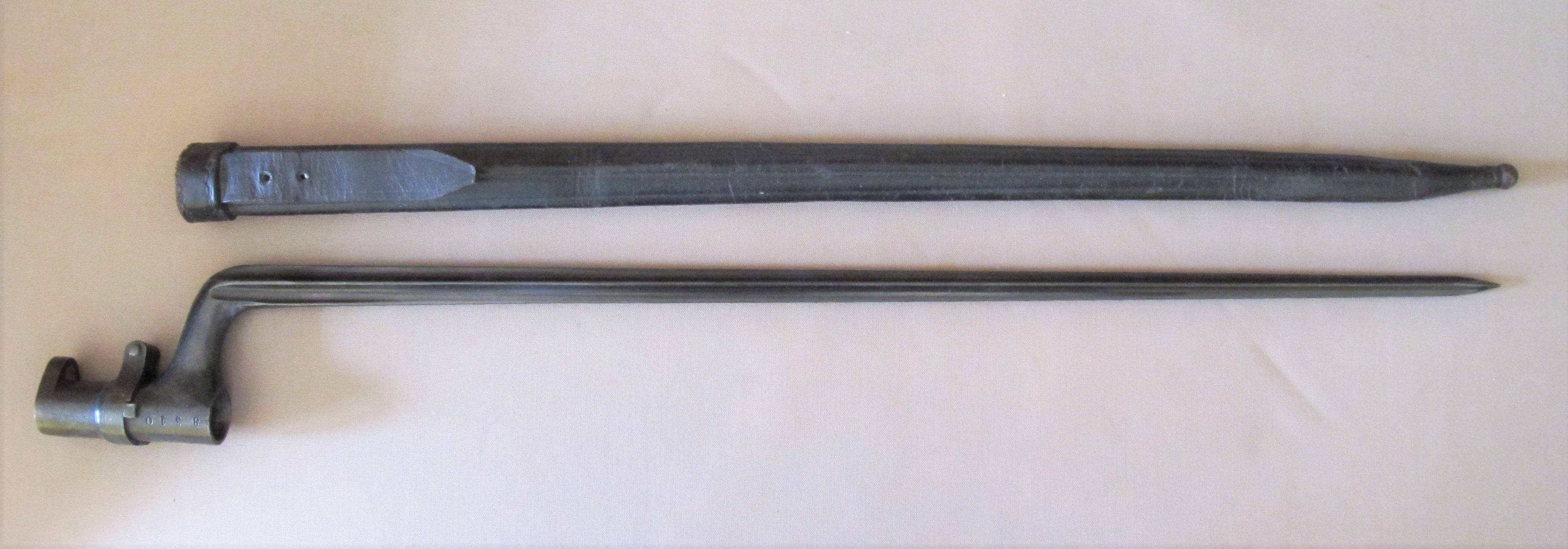
Baïonnette à douille avec son fourreau

#### Le sabre-baïonnette, modèle de 1878

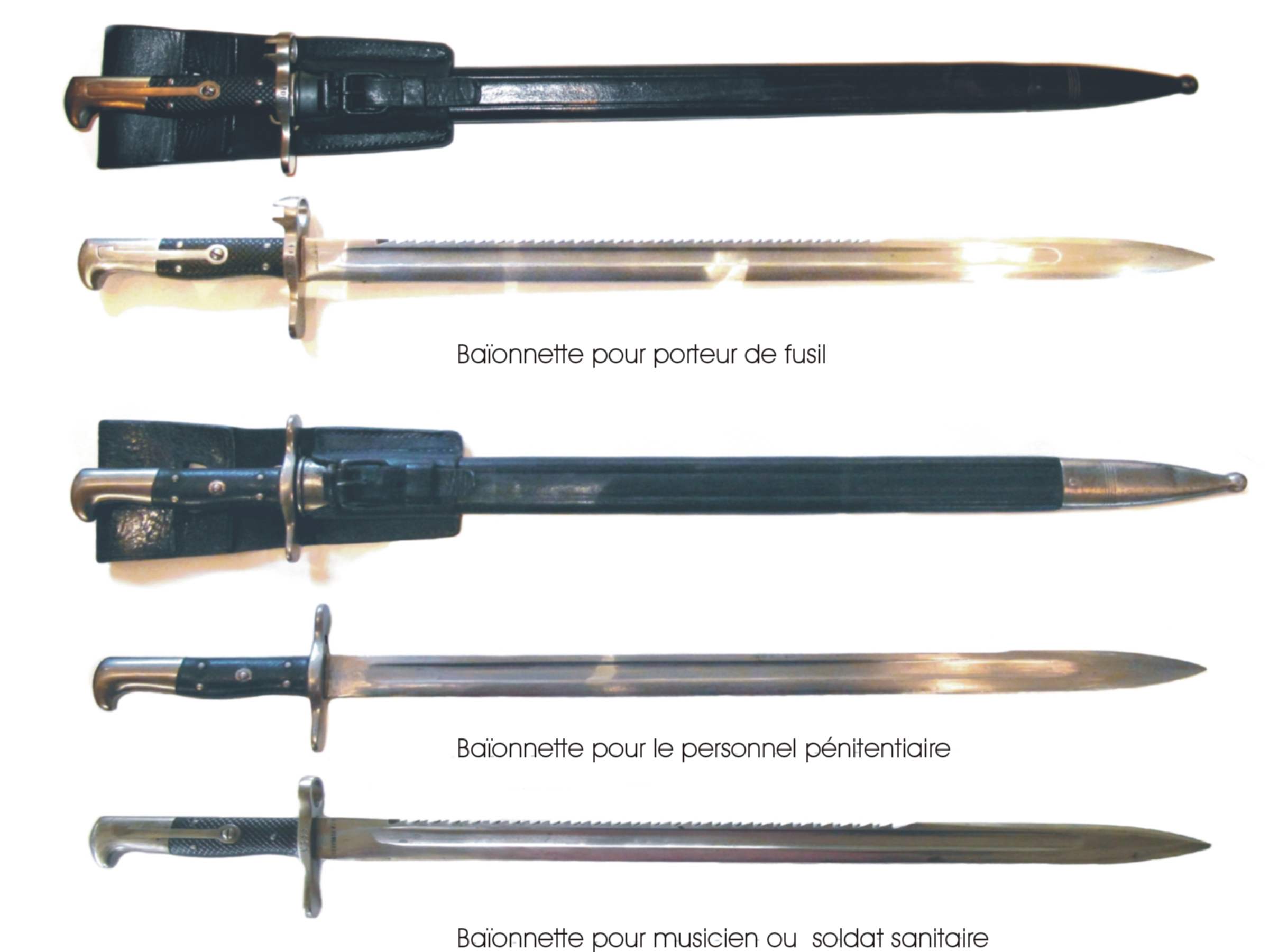
Baïonnettes pour fusil et carabine, pour gardien de prison et pour musicien de l'armée fédérale.

Introduite pour les fusils et carabines modèle 1878.
Longueur 600 mm.
La lame en acier trempé avec pointe, tranchant, dos de scie et pan creux.
La lame se termine par la soie, à laquelle sont fixées la garde et la poignée; à la soie se trouve rivé un contrefort qui sert d'écrou pour la vis du ressort de crochet.
La garde en acier avec la coulisse pour le passage de la soie et l'anneau qui s'applique au canon; cet anneau est muni d'une entaille dans laquelle entre l'embase du guidon.
La poignée comprend la tête, en fer forgé et les deux plaques de poignée en caoutchouc durci quadrillé.
Dans la tête se trouvent la rainure du tenon de l'embouchoir, le crochet qui fixe le sabre-baïonnette et la vis de crochet qui limite le mouvement de ce dernier.
Le ressort de crochet est fixé au contrefort de la soie par une vis qui traverse la plaquette droite de la poignée.
Quatre rivets relient les plaques de poignée entre elles et avec la soie.
Il existe des variantes de cette baïonnette : un modèle à trois rivets d'assemblage des plaquettes de poignée, un modèle dont le rail de fixation au canon a été obturé par une pièce de bois, un autre sans ce rail et enfin un modèle pour le personnel pénitentiaire dont la garde est symétrique et ne comporte pas l'anneau pour le passage du canon, mais un percement rectangulaire qui reçoit une dragonne qui empêche le détenu de se saisir de l'arme. Ces trois dernières variantes sont destinées aux soldats qui ne sont pas équipés du fusil: armurier, tambours, trompettes, musiciens, soldats sanitaires, cyclistes ou gardiens de prison.

### Couvre canon

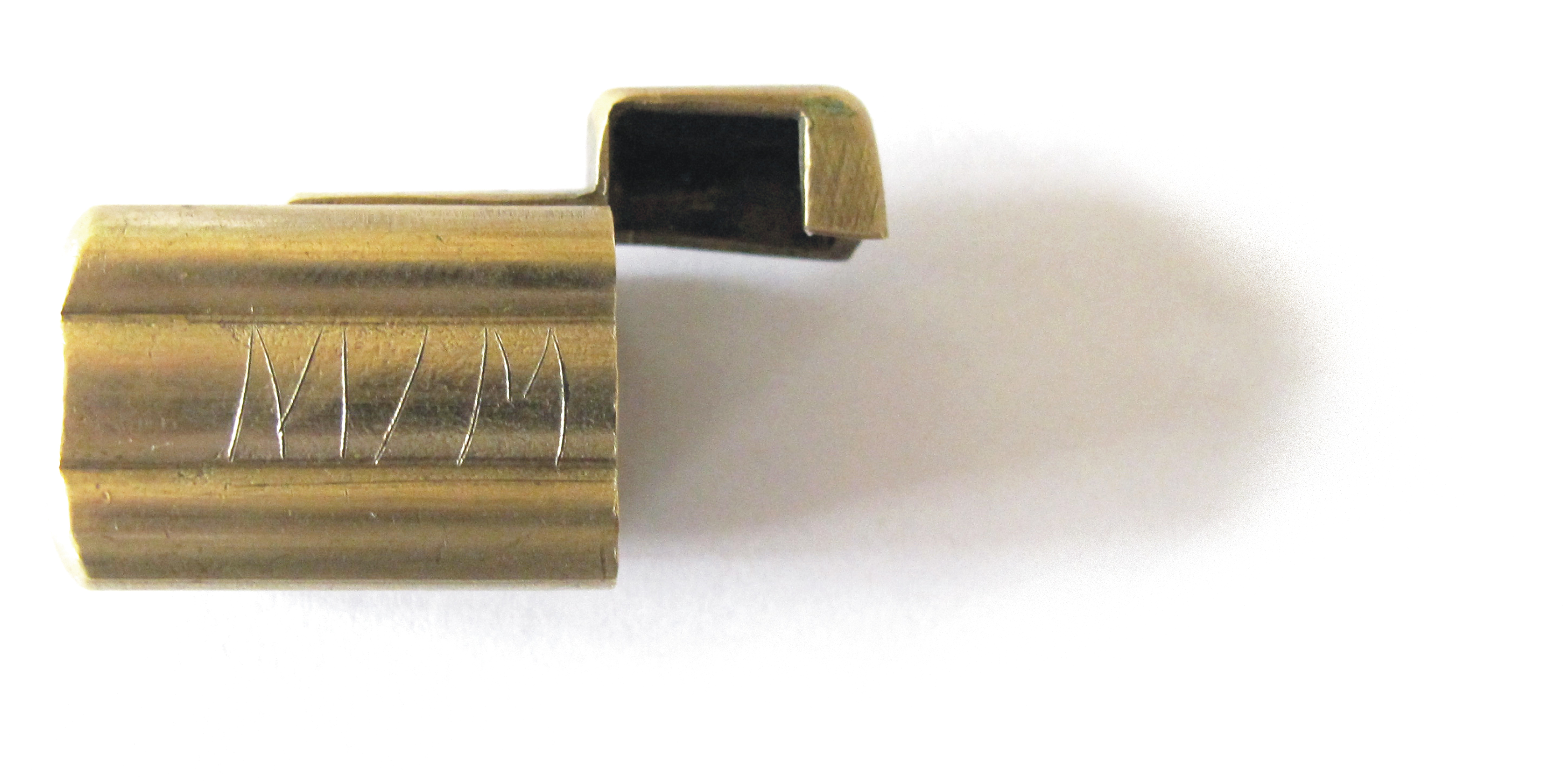
Couvre canon pour fusil et carabine Vetterli.

Cet accessoire bien pratique a été fourni au soldat à partir de 1887, c'est un capuchon en laiton de 30 mm de long d'une section s'inscrivant dans un carré de 20 x 20 mm dont les coins sont arrondis et dont les côtés épousent le diamètre extérieur du canon avec 2 cannelures longitudinales. Le bout est légèrement bombé. Sur un des côtés est brasé le dispositif d'accrochage à baïonnette dans lequel vient s'encastrer le guidon. À l'intérieur une tige en acier avec un ressort, sur lequel coulisse une rondelle perforée de six trous, maintient le couvre-canon fermement sur l'arme. La conception astucieuse de ce petit accessoire permet à l'air de circuler pour éviter la condensation dans le canon tout en le maintenant à l'abri de la pluie, de la neige, de la boue et de la poussière.

### Percuteur de rechange
Les fusils et carabines modèles 1878 et 1881 possèdent un évidement sous la plaque de couche destiné à recevoir une fourchette de percussion de rechange. Elle est emballée dans du papier ou de la toile graissée et on la retrouve encore fréquemment de nos jours en démontant l'arme.

### Percuteur d'exercice
En 1873, des essais ont été effectués à l'école de tir de Bâle et à l'école de recrues de carabiniers à Lucerne avec des fourchettes de percussion d'exercice en cuivre. Ceci afin de prévenir des inconvénients qui résultent de l'emploi des fourchettes réglementaires lorsqu'elles frappent contre le logement du bourrelet de la cartouche, lors de tir à sec pendant l'instruction donnée sur le maniement d'arme et les feux. Les essais ont été parfaitement concluants. Les fourchettes en cuivre n'ont pas la pointe de 1,5 mm de celles en acier et n’endommagent pas la chambre de culasse; d'autre part, lorsque les fourchettes de percussion sont enlevées, les ailettes de la broche percutante souffrent du choc qu'elles exercent sur la noix, tandis que ce défaut disparaît par l'emploi des fourchettes en cuivre.
Elles sont fabriquées par la Société Industrielle Genevoise au prix de 20ct pièce.

### Système de tir réduit
Cet appareil consiste en un tube de tir du calibre 5,4 mm tirant de petites cartouches en cuivre du système Flobert. Il s'introduit dans le canon de l'arme; un cylindre d'obturation spécial, avec appareil de percussion et d'extraction, remplace le cylindre d'origine. Le tir se pratique aux distances de 12 à 25 m. Ce dispositif de tir réduit a été mis au point par les capitaines de carabiniers Veillon et Volmar, tous deux contrôleurs fédéraux auprès de la SIG, en se basant sur des appareils utilisés dans les armées française et allemande.

### Accessoires d'entretien et de nettoyage

#### Les tournevis

##### Modèle de 1867
Outil destiné au fusil Peabody modèle de 1867 et en usage pour le Vetterli jusqu'en 1871. Il se compose de deux lames d'acier dont l'une, la plus courte, pivote. Elles sont réunies par un rivet qui sert d'axe à la lame pivotante. Les extrémités sont taillées en forme de tournevis de 2 grandeurs différentes correspondant aux types de vis en usage sur le fusil.

##### Modèle de 1871
1re variante : manche en bois en forme de bouteille, les deux faces latérales sont plates. La lame est fixe, elle traverse le manche et elle est arrêtée par une rondelle de laiton. Longueur 90 mm, largeur maximum 35 mm ; cet accessoire est destiné au mousqueton de cavalerie et au fusil de cadet. 
2e variante : introduit le 1er mars 1870: la lame est mobile et divisée en deux par une cheville d'arrêt qui la traverse de part en part: elle se fixe au manche au moyen d'une vis qu'il suffit de serrer pour maintenir la lame. Longueur 115 mm, largeur du manche 40 mm.

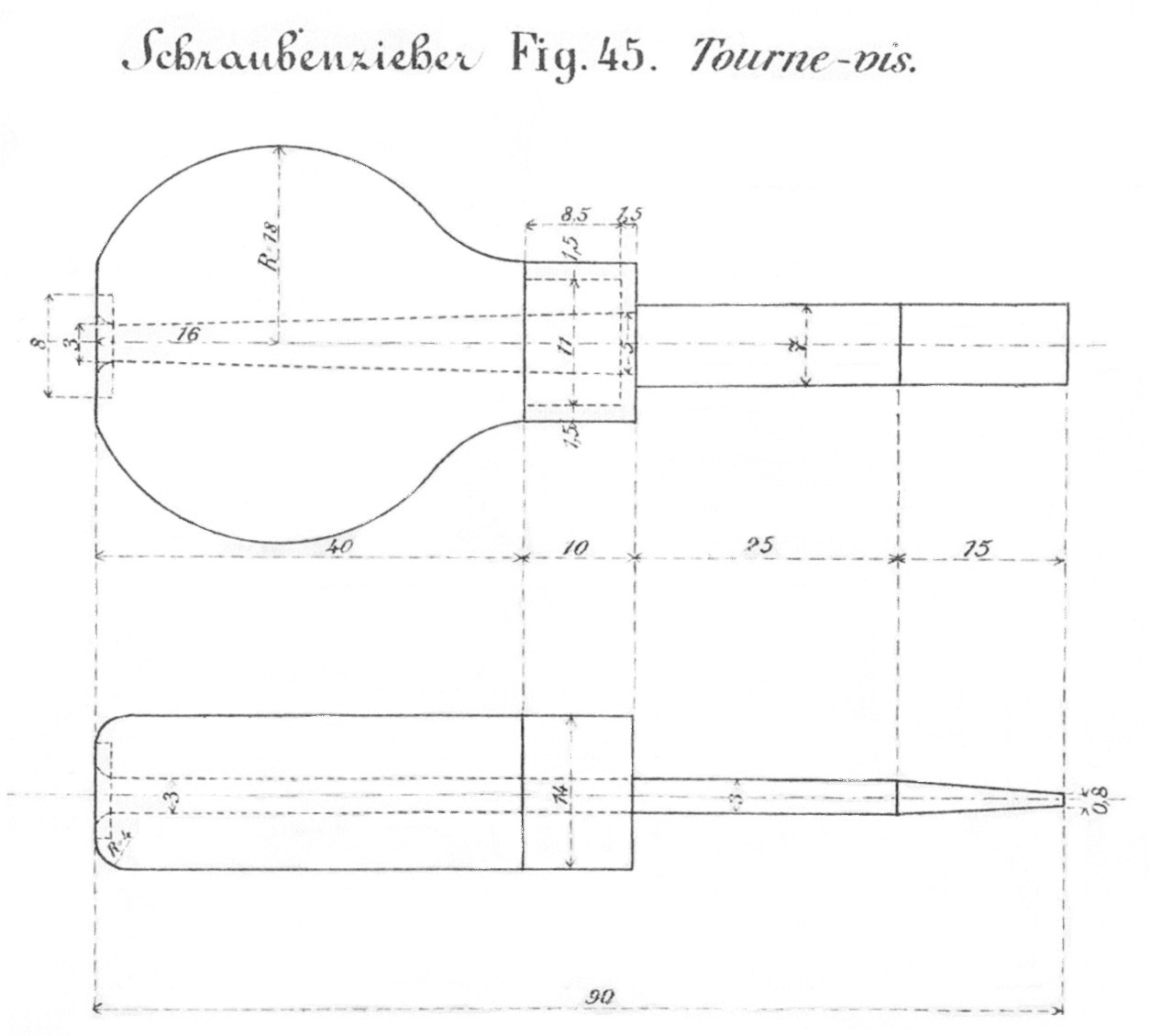
Dessin du tournevis pour le fusil de cadet 1870. Le manche est en bois, la virole en laiton. La lame est fixe. Extrait de l'ordonnance sur le fusil de cadet.

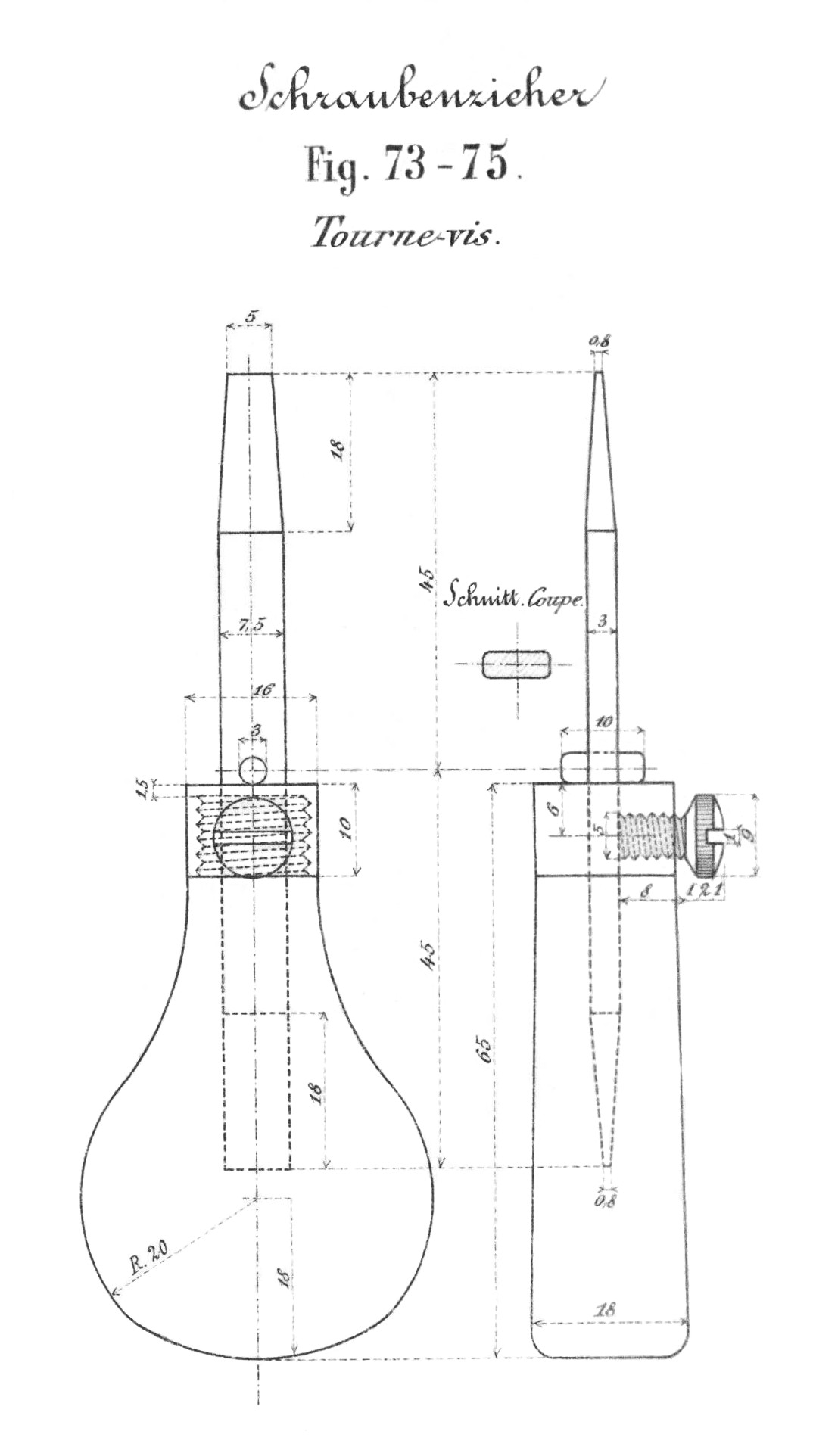
Dessin extrait de l'ordonnance sur la carabine Vetterli modèle 1871. Modèle de tournevis avec lame réversible.

La poignée reçoit le poinçon fédéral du type prévu pour les pièces en bois et quelquefois une marque cantonale.

##### Modèle de 1878
Dans le modèle de 1878, conçu par le colonel Rudolf Schmidt, les deux parties de la lame sont séparées au 1/3 environ par un renflement muni d'un percement de forme allongée qui donne passage au tiroir qui sert à solidariser la lame au manche. Ce dernier peut s'adapter à l'extrémité de la baguette et sert alors de poignée. Certains de ces outils ont l'une des extrémités de la lame taillée en forme de fourchette, elle s'adapte à des vis particulières du revolver modèle 1872 & 1872/78.

#### La baguette
La baguette en acier, la tige trempée, sert au nettoyage du canon et à chasser les étuis qui pourraient être restés coincés dans la chambre à cartouche. On distingue dans la baguette les parties suivantes :
- La tête, qui est plus épaisse que la tige et munie de cannelures avec une entaille pour la lame du tournevis 1871 ou pour le tiroir de celui de 1878.
- La tige, avec un bout fileté, qui sert, soit à visser le lavoir ou la brosse, soit à fixer la baguette au fusil.

Cette pièce reçoit le poinçon personnel du contrôleur fédéral, une lettre surmontée d'une croix fédérale.

#### Le lavoir

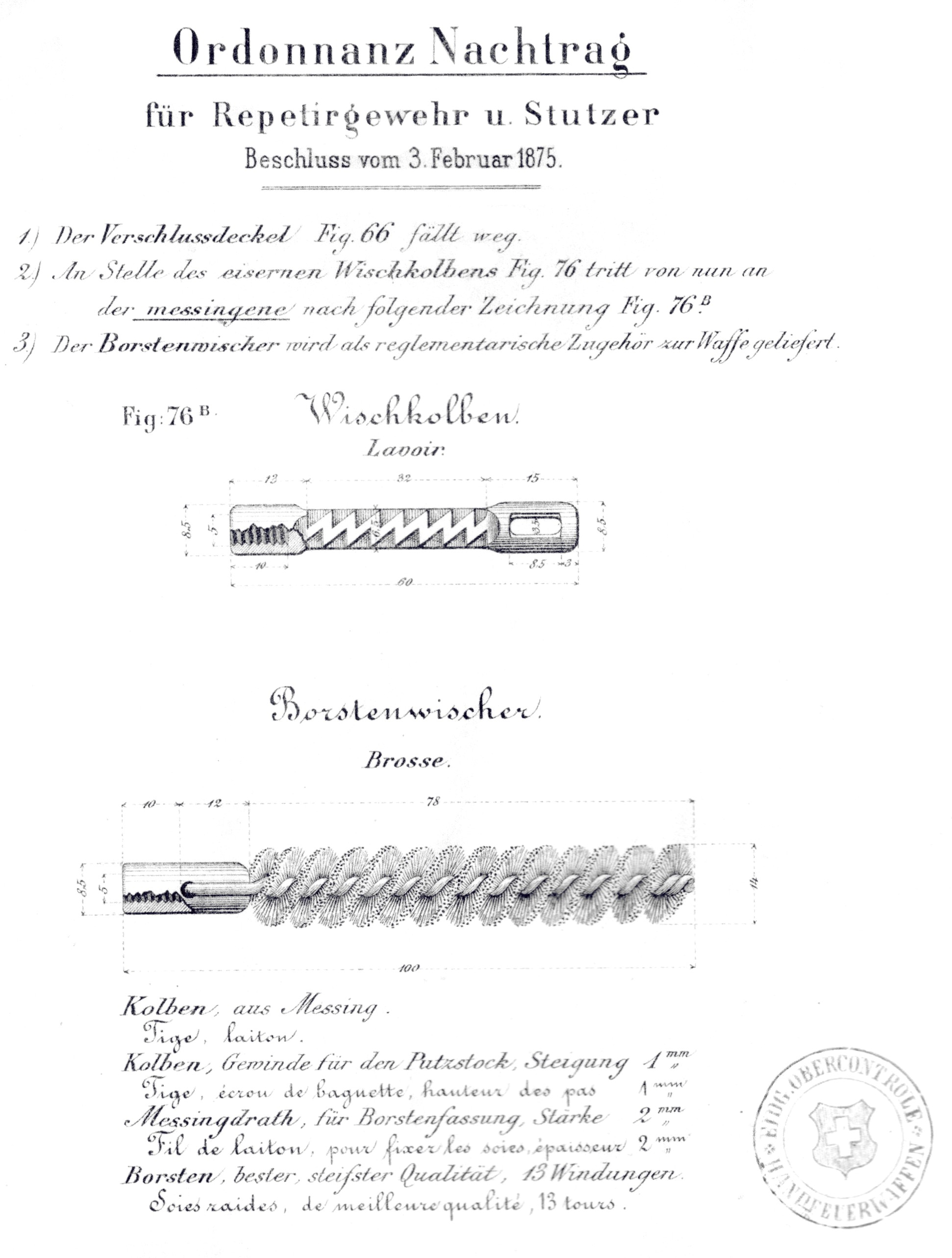
Planche de la décision du 3 février 1875 concernant la suppression du couvercle de culasse, la modification du lavoir et l'introduction d'une brosse de nettoyage comme accessoires du système d'armes Vetterli.

1er modèle 1871, en acier, longueur totale 90 mm diamètre 8,5 mm: avec une partie cylindrique filetée de 28 mm de long, qui se visse sur la baguette et percée d'un trou oblong pour recevoir la lame du tournevis ; une partie de section carrée, longueur 56 mm  dont les angles sont taillés en dent de scie destinée à recevoir un chiffon de nettoyage, une dernière section cylindrique de 6 mm de longueur avec deux tores de 1 mm séparés par une partie cylindrique de diamètre 6 mm
2e modèle 1871 en laiton, de même conception mais de dimensions plus réduites et destiné au mousqueton 1871 de cavalerie : longueur 60 mm, diamètre 8,5 mm: avec la partie filetée de 12 mm, une partie conique de 5 mm, la section carrée de 28 mm de longueur et de 5 mm de diamètre, la partie cylindrique de 15 mm à bout arrondi avec la fente destinée au tournevis.
3e modèle 1875, en laiton, longueur totale 60 mm, diamètre 8,5 mm: avec la partie filetée de 13 mm, la partie carrée de 32 mm épaisseur 6,5 mm et la tête de 15 mm de longueur reçoit la fente destinée au tournevis.

#### La brosse
Une brosse se vissant sur la baguette a été introduite le 17 mars 1873 pour le fusil. Elle a été reprise de celle en usage pour la carabine modèle de 1871 et le revolver modèle de 1872. Ses dimensions sont les suivantes : longueur totale 100 mm, dont 22 mm pour la partie en laiton diamètre 8,5 mm, qui se fixe à la baguette par un filetage de 10 mm et 78 mm pour la brosse elle-même, constituée de deux fils de fer torsadés emprisonnant des fils de crins. diamètre de la brosse 14 mm.
Le 3 novembre 1879 un nouveau modèle plus court et plus robuste, est déclaré d'ordonnance : longueur totale 70 mm dont 48 mm de brosse, le diamètre est réduit à 12 mm. Cet accessoire est celui en usage pour le revolver modèle de 1878. Le modèle de 1873 avait tendance à se plier de par sa longueur et par la résistance due au diamètre trop important.

#### Fioles à huile
Les fioles à huile modèle de 1875 pour fusil, mousquetons et revolvers sont en fer blanc, dimensions: 40 × 13 mm les deux extrémités arrondies. La hauteur de la fiole pour fusil est de 60 mm, celle du mousqueton est de 25 mm. Elle se compose du flacon, du col et du bouchon. Le col en tôle de laiton un peu élargi vers le haut, est soudé dans un des coins supérieurs, il fait une longueur de 8 mm dont 2 mm dépasse de la boîte et un diamètre de 11 mm. Le bouchon conique en bois dur a, dans la partie entrant dans le flacon, une tige en fil de fer aplati à son extrémité en forme de cuillère.
En 1875 la cavalerie a reçu un modèle particulier dont la fiole à huile, la boîte de graisse de mousqueton et la boite de graisse à chaussures s’emboîtaient les unes sur les autres. Dimensions: 60 × 26 mm hauteur 120 mm dont 25 mm pour la fiole à huile et 50 mm pour la boîte de graisse. Les fantassins reçoivent une fiole de même forme mais plus grande que le modèle précédent soit 60 × 26 mm hauteur 80 mm.
Tout ce matériel à l'exception de la baguette est contenu dans la giberne, pour les troupes à pied et dans les fontes de la selle, pour les dragons.

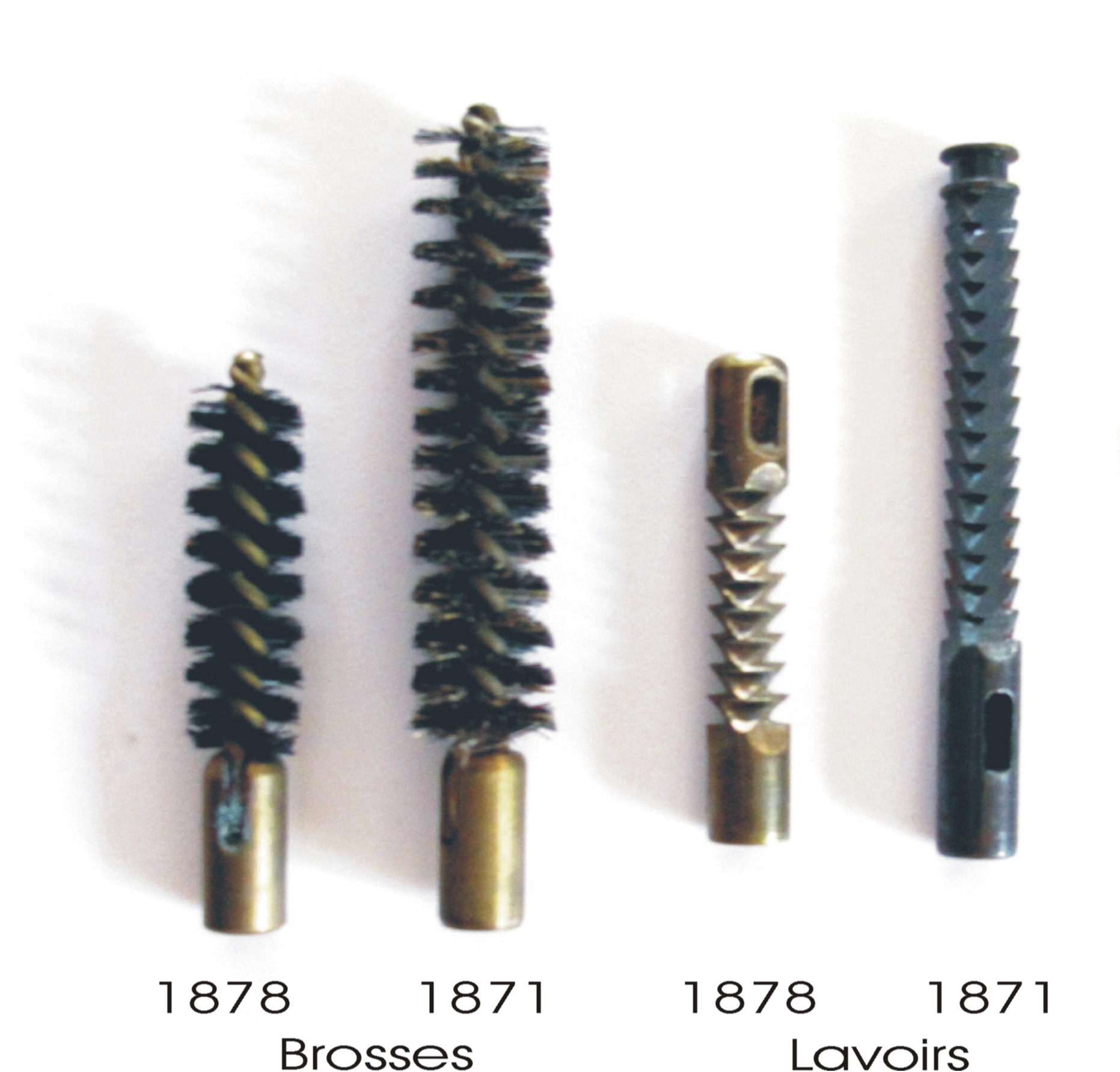
Brosses et lavoirs
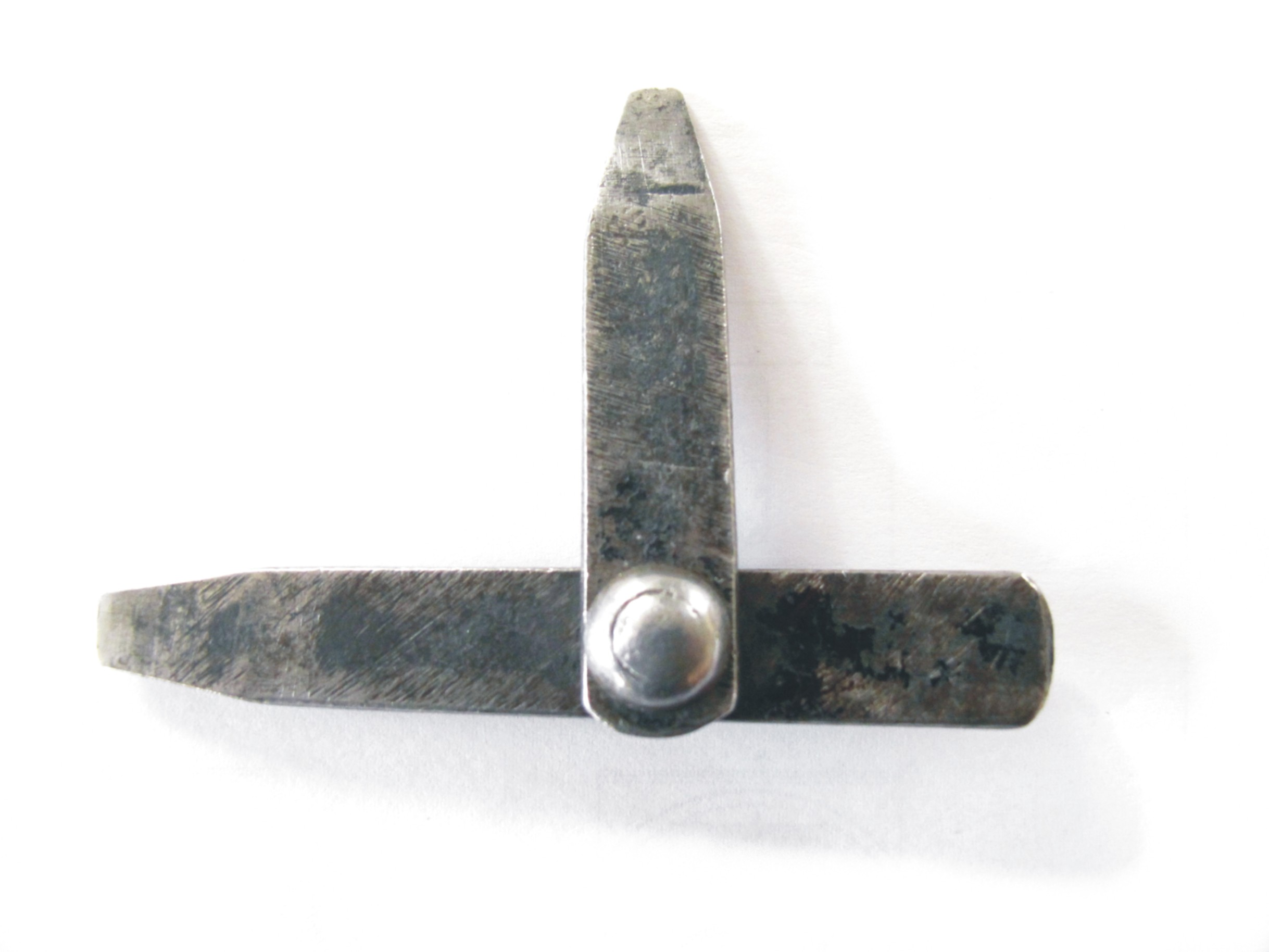
Tournevis modèle de 1867 pour le fusil Peabody 1867 et en usage pour le fusil Vetterli jusqu'en 1871.
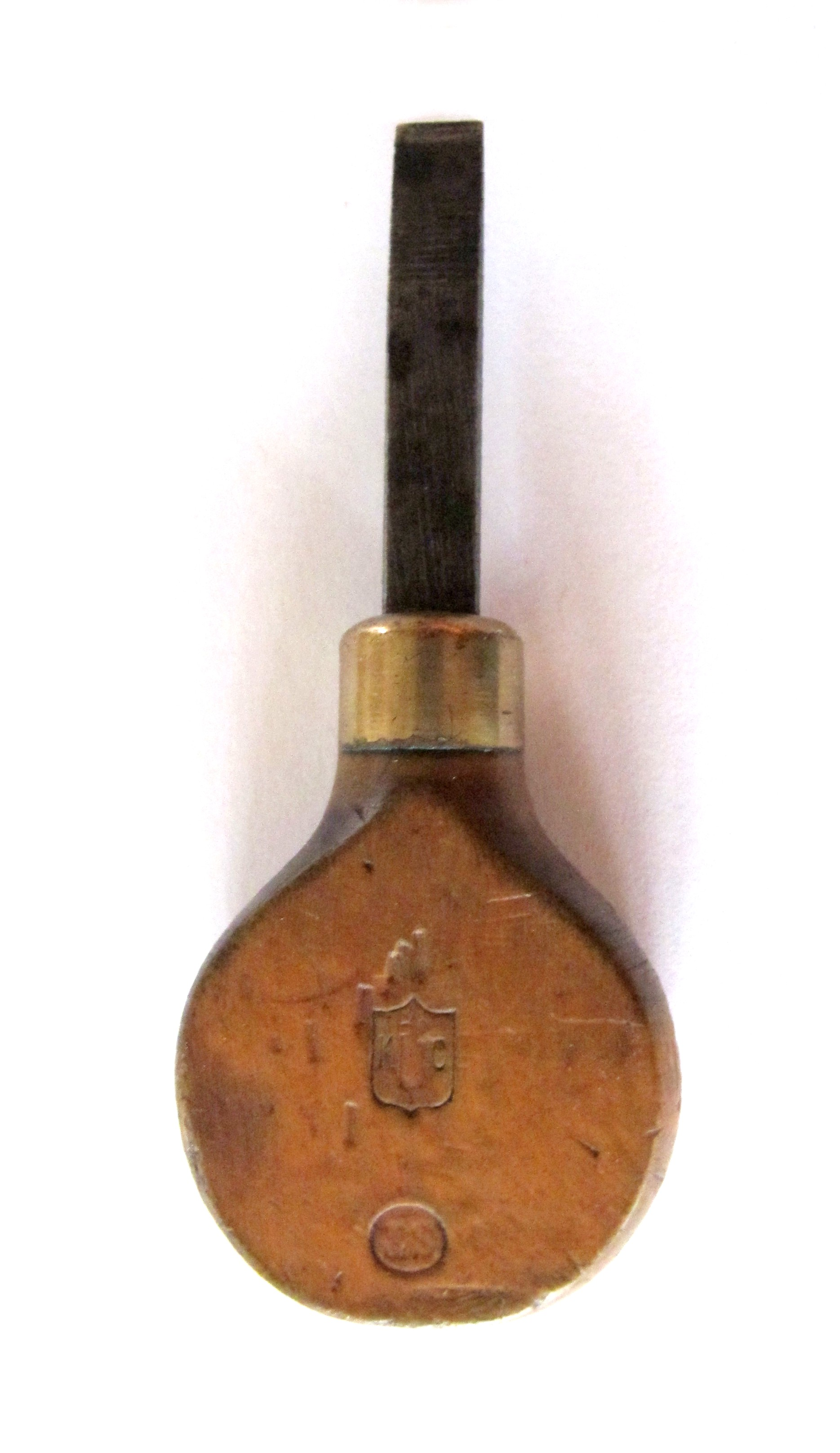
Tournevis pour fusils Vetterli de cadet, modèle 1870 et pour mousqueton de cavalerie, modèle 1871
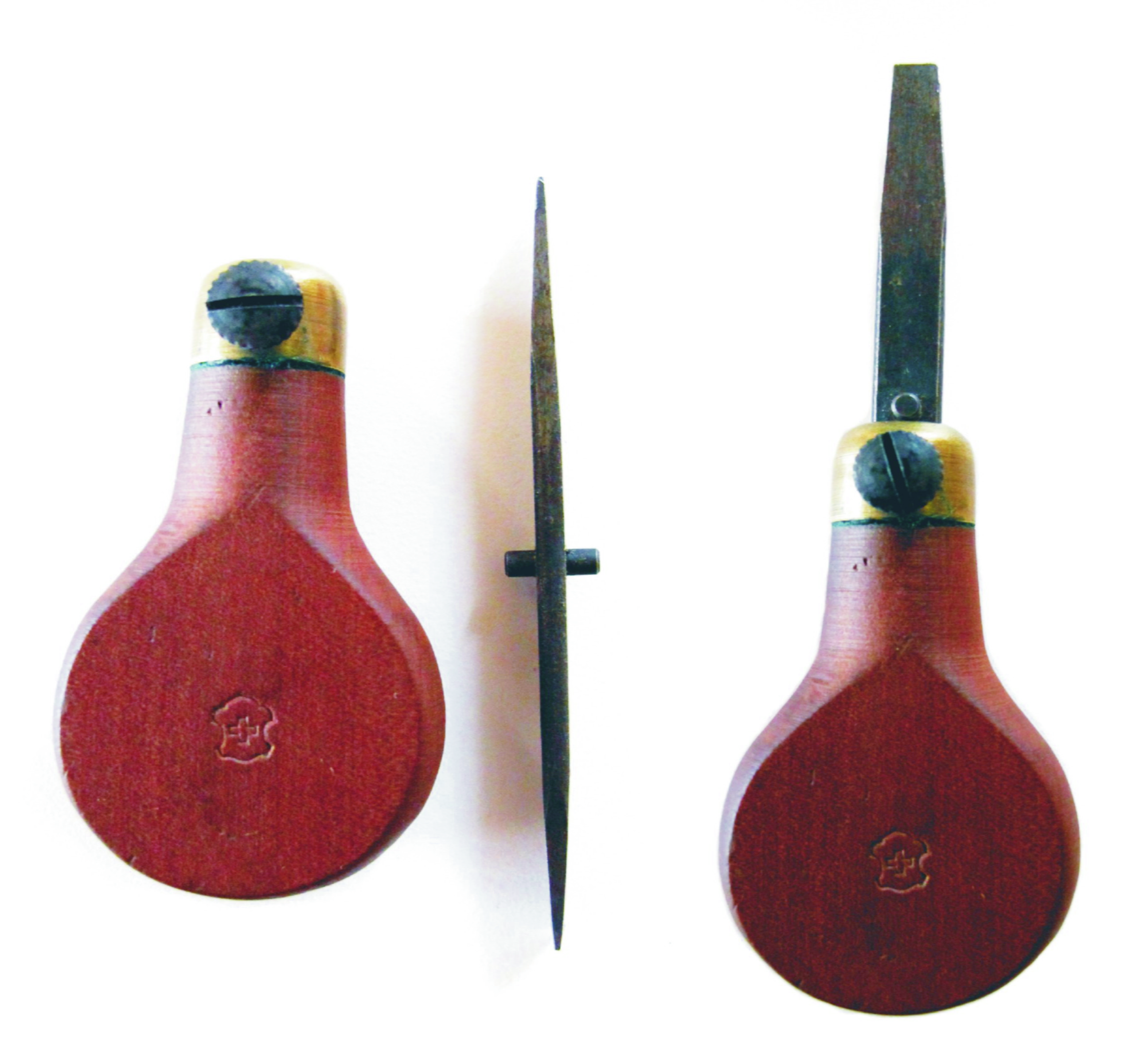
Tournevis modèle 1871 2e variante, avec lame amovible et réversible.
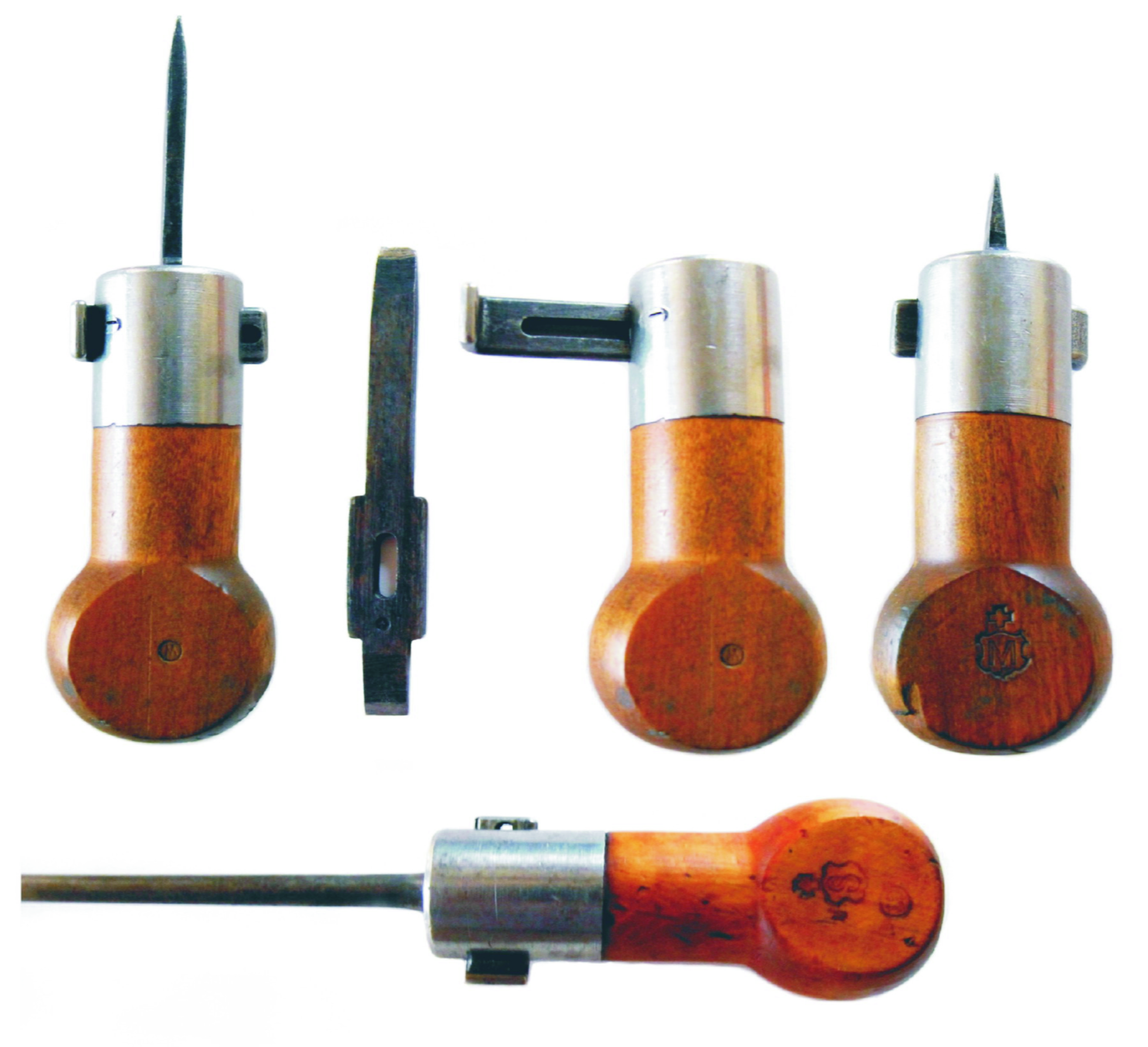
Tournevis modèle de 1878, avec lame amovible fixée par un tiroir. Il fait aussi office de manche pour la baguette du fusil.
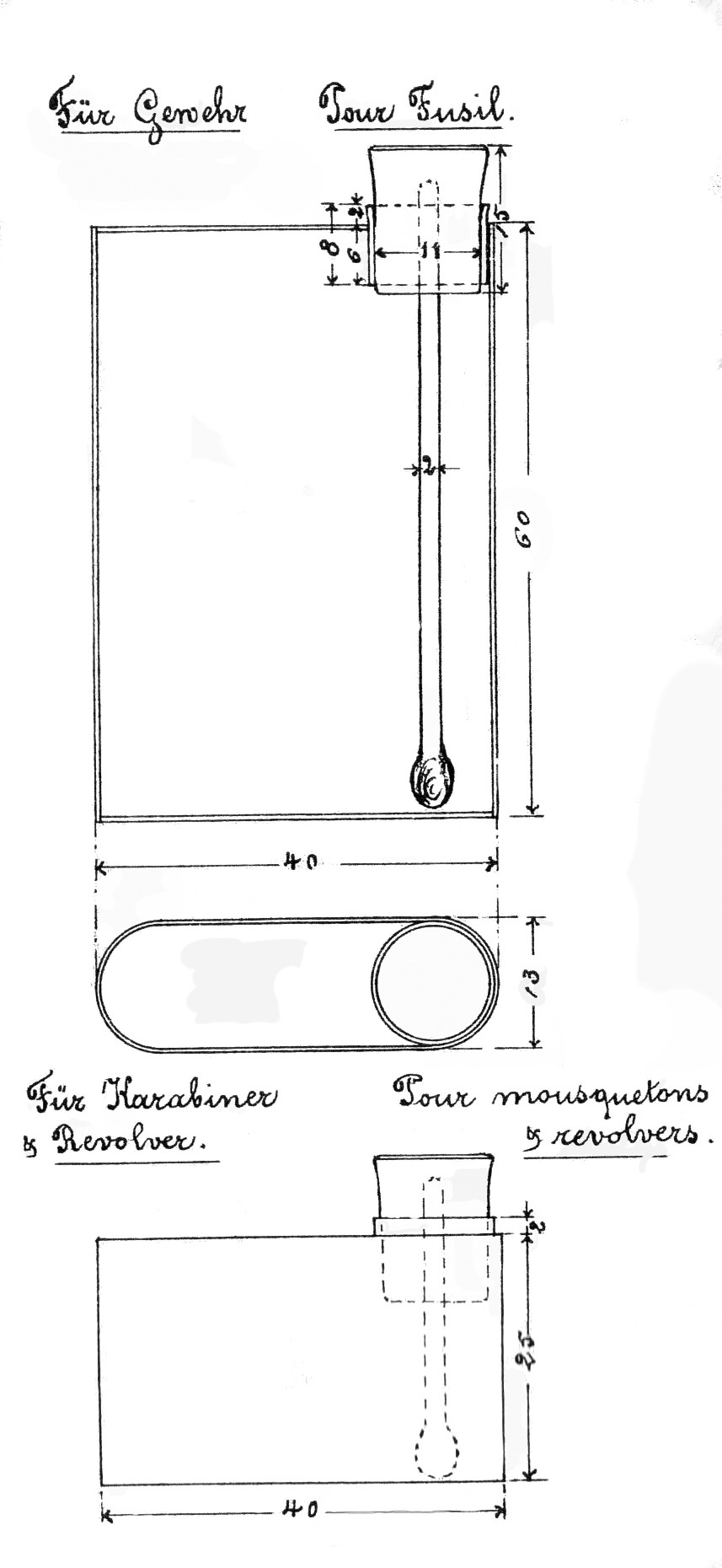
Dessin, extrait de l'ordonnance, des boîtes de graisse pour le fusil (60 mm) et le mousqueton de cavalerie.
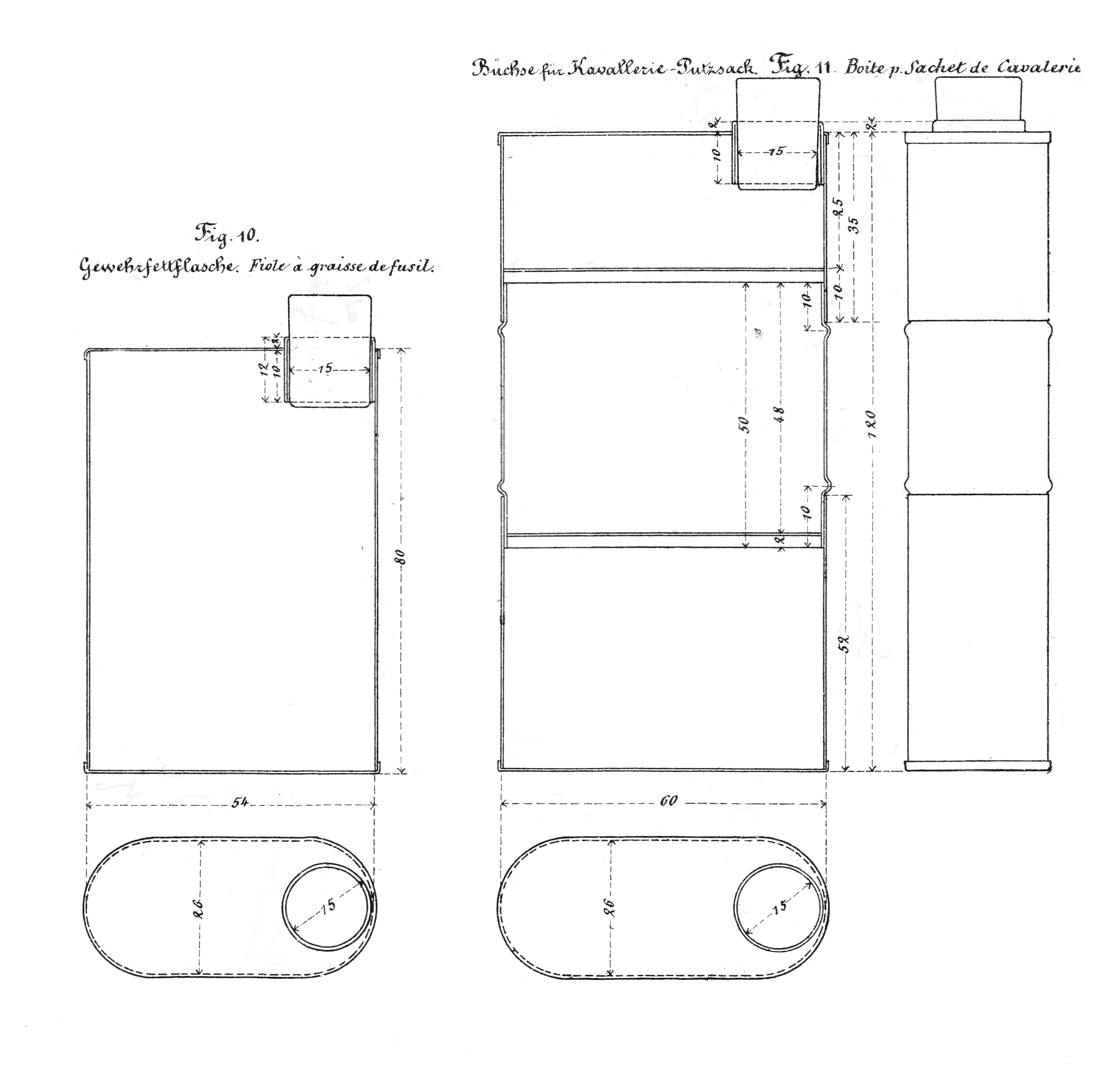
Boîte de graisse pour fusil (80 mm) et boîtes de graisse combinées pour la cavalerie. Dessin extrait de l'ordonnance de 1875 sur le matériel personnel

### Buffleterie et sellerie

#### Bretelle de fusil et carabine
La bretelle est confectionnée en cuir noirci avec des percements de réglage. Elle passe dans le battant de crosse puis dans une boucle rectangulaire fixe en laiton avec ardillon. Ensuite elle se glisse dans le battant supérieur et se replie contre le fût; elle est arrêtée par un bouton double en laiton dont la tête côté intérieur est plate et extérieur légèrement bombée. Elle porte la date de sa confection et le poinçon du sellier ainsi que celui du contrôleur de l'arsenal, une lettre et la croix fédérale dans un rectangle aux coins arrondis.

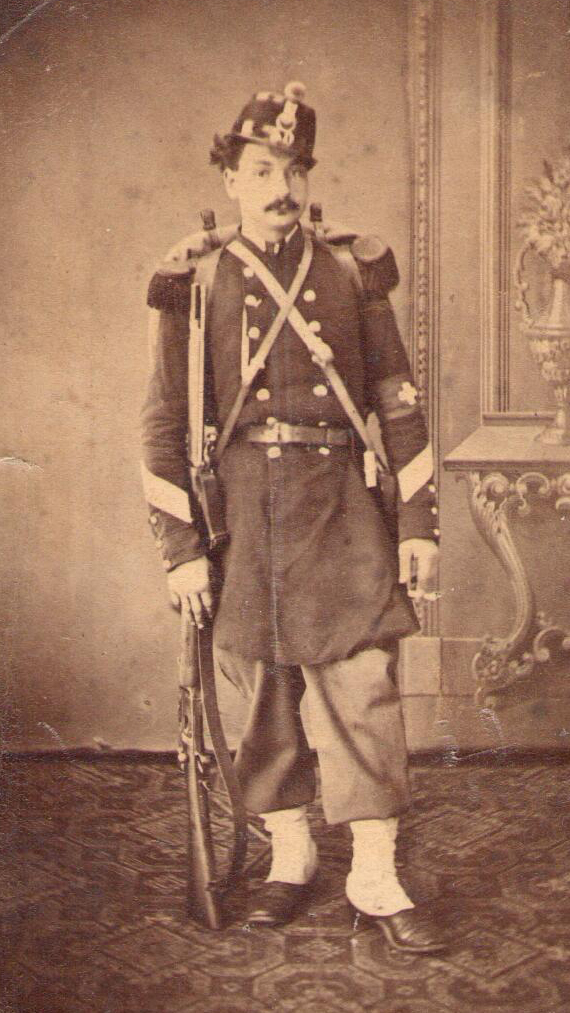
Caporal de chasseur d'infanterie, bataillon 60, uniforme selon l'ordonnance de 1861. Armé du fusil Vetterli modèle 1871.

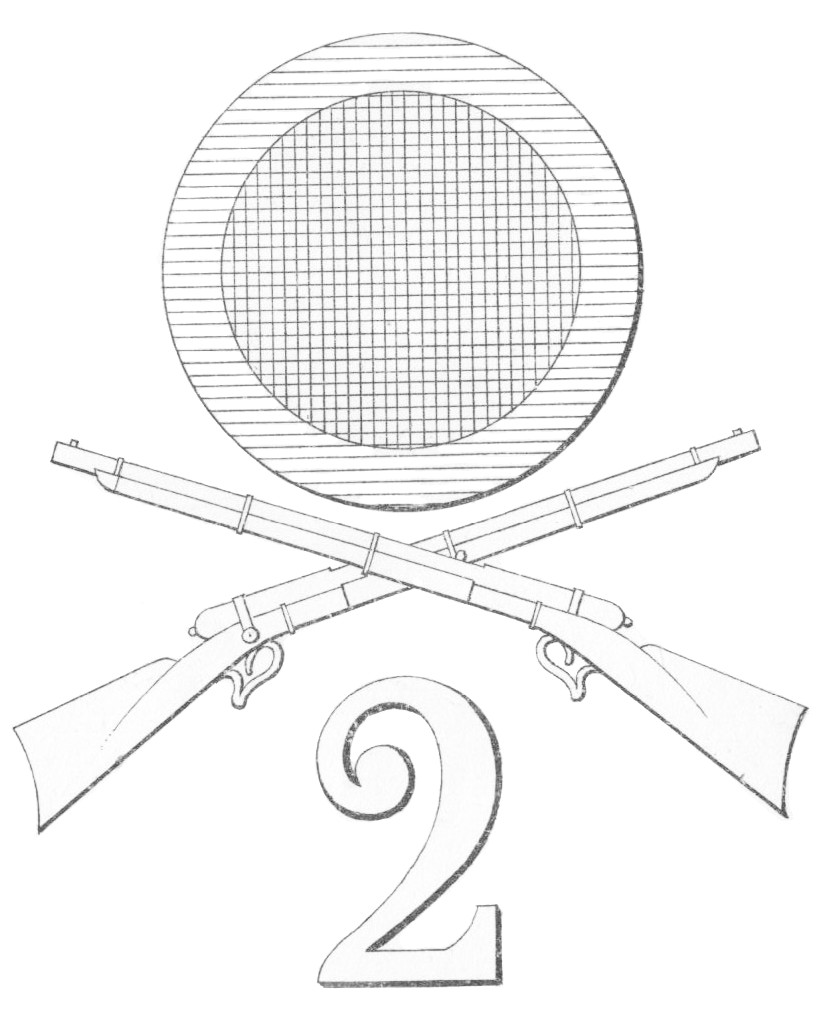
Insigne du shako des carabiniers, formé de 2 fusils Vetterli croisés, ordonnance fédérale du 20 janvier 1869. Cet insigne en laiton ou cuivre doré pour les officiers, sera en vigueur jusqu'au shako modèle 1898.

#### Porte-baïonnette
En cuir noirci dimensions finies 96/76 mm x 200 mm. La pièce de cuir est rabattue pour former un passant de ceinturon, elle est percée d'un trou en demi lune destiné à recevoir un crochet métallique cousu sur la tunique du soldat. Un gousset de 50 mm d'ouverture, cousu sur 10 mm de chaque côté supporte le fourreau. À l'avant du gousset est cousu un contre-sanglon de 20 mm de largeur sur 36 mm de longueur muni d'un passant de 12 mm de largeur. La bride de cuir du fourreau est fixée au porte fourreau par une boucle à rouleau en acier, de 30 mm de largeur.
Le porte fourreau est poinçonné et daté par le sellier qui l'a fabriqué. Il reçoit le poinçon du contrôleur de l'arsenal qui l'a réceptionné.

#### Gibernes
- Giberne de cavalerie
- Gibernes d'infanterie

Ordonnance du 16 octobre 1868 sur la nouvelle giberne, la giberne transformée et le nouveau havresac
- Giberne transformée modèle de 1861/68[18]

Les cantons sont libres de transformer la giberne dont il a été fait usage jusqu'à présent. En cas de transformation on devra se conformer aux indications suivantes.
Le ceinturon porte giberne ne subit aucun changement.
Sont conservés à la giberne : le couvert (pattelette) et le contre-sanglon' le dos et le fond, le bouton en métal et le passant du ceinturon.
Le sous-couvert, la paroi extérieure ou de devant, la cloison (paroi de séparation), le fond en bois et les côtés disparaissent. La paroi extérieure et les deux côtés sont remplacés par une nouvelle pièce en cuir noir souple, cousue, à la partie supérieure de laquelle et des deux côtés de la giberne passent deux attaches en peau de veau noire, longue de 420 et de 10 de large, retenues au dos de la giberne et des deux côtés par un bouton également en cuir. De cette manière se forme une poche facile à fermer, de la grandeur de l'ancienne giberne. À la partie extérieure de cette poche est fixée, au moyen d'un morceau de même cuir de 100 de haut et de la même longueur que la paroi postérieure de la giberne une seconde pochette longue de 170 et de 25 de profondeur, pour les accessoires du fusil. Le couvert de cette pochette est de la même largeur que celle-ci, haute de 60, pourvue au milieu d'un contre-sanglon large de 20, long de 65 (dont 20 cousu), qui sert à fermer au moyen du bouton en cuir fixé sur la pochette.
- Giberne modèle de 1868

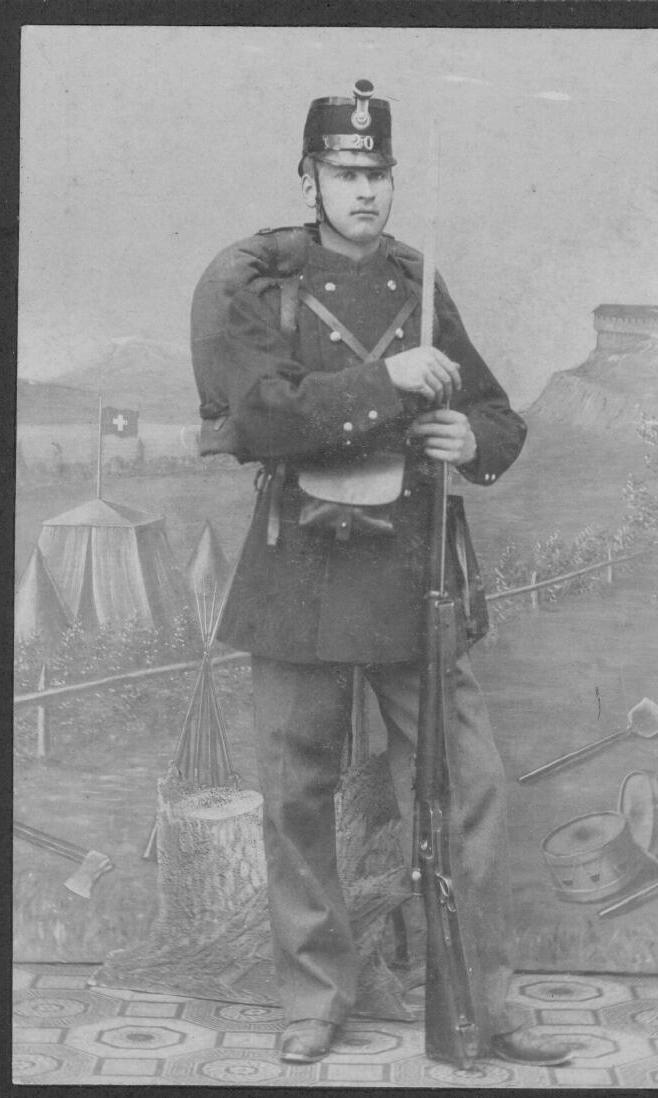
Fusilier du bataillon 20 de Genève. Il est armé d'un fusil Vetterli 1881. Uniforme de l'ordonnance de 1875. Shako ordonnance 1888. Giberne modèle de 1868. Photographe Olsommer, Escalier de la Gare à Neuchâtel.

Elle se compose de la poche et du ceinturon.
La poche se compose :
Du dos avec couvert (pattelette) formé d'un seul morceau de cuir de vache, noirci, étiré, haut dans le milieu de 355, aux deux côtés de 340, largeur du couvert à son extrémité 215, largeur du dos où le couvert commence 200, largeur du dos au bas 185.
Du contre-sanglon en cuir noir, large de 22, long de 180, fixé au moyen d'une double couture à l'intérieur du couvert et à 50 de son extrémité.
Du compartiment à cartouches proprement dit, composé d'un morceau de cuir long de 310, haut de 140, formant paroi extérieure, cousu au moyen d'une bordure en peau de chèvre ou de veau aux bords inférieurs de la paroi extérieure du compartiment. Un bouton solide, en cuivre, est rivé sur une contre-plaque de même métal, de 30 de diamètre, placés à l'intérieur, au milieu du fond et contre celui-ci. Aux bords supérieurs de la paroi extérieure 10 trous ronds percés à l'emporte-pièces à travers desquels passent deux attaches en peau de veau noire, cousues à droite et à gauche de cette paroi, longues de 420, larges de 10, terminées en pointe à l'un des bouts et destinées à fermer le compartiment à cartouches par en haut.
De la pochette pour les accessoires du fusil; elle est formée d'un morceau de cuir, long de 245, haut de 120, cousu extérieurement à la paroi et à la partie du fond. Sur cette pochette se trouve un couvert de même cuir, large de 185, haut de 50. Elle se ferme au moyen d'un petit contre-sanglon cousu au couvert, large de 20, long de 60 (dont 45 dépasse du couvert) et d'un bouton en cuir fixé sur le devant à 50 au-dessous du bord de la pochette.
Des deux passants en cuir noirs, long de 75, larges de 30, fixés au dos, un par côté, chacun au moyen de deux doubles coutures, avec un espace libre de 46 pour le passage du ceinturon, la partie inférieure des passants à 45 au-dessus du bord inférieur de la giberne.
Le porte-giberne (ceinturon) est une courroie en cuir noir, étiré, large de 33, longue de 1000 à 1050, avec un passant large de 15 et une boucle à rouleau en cuivre massif de 4.5 d'épaisseur. le rouleau en cuivre de 1 mm d'épaisseur.
- Giberne modèle de 1875
- Giberne modèle 1875/92

#### Équipement de cavalerie
- Baudrier de mousqueton.
- Fonte à mousqueton de la selle de cavalerie modèle de 1874.

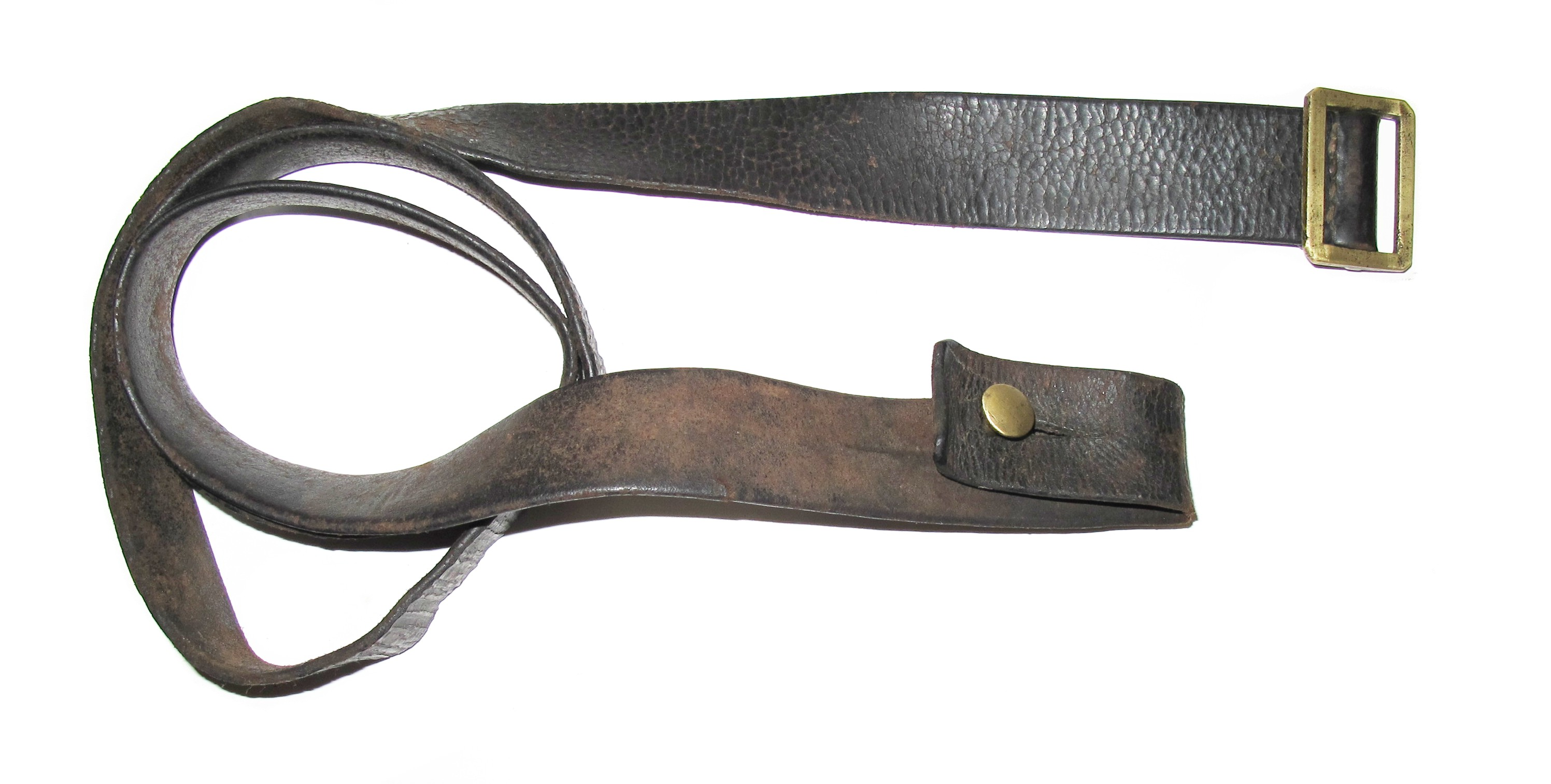
Bretelle pour fusil Vetterli, en cuir avec boucle rectangulaire et bouton en laiton.
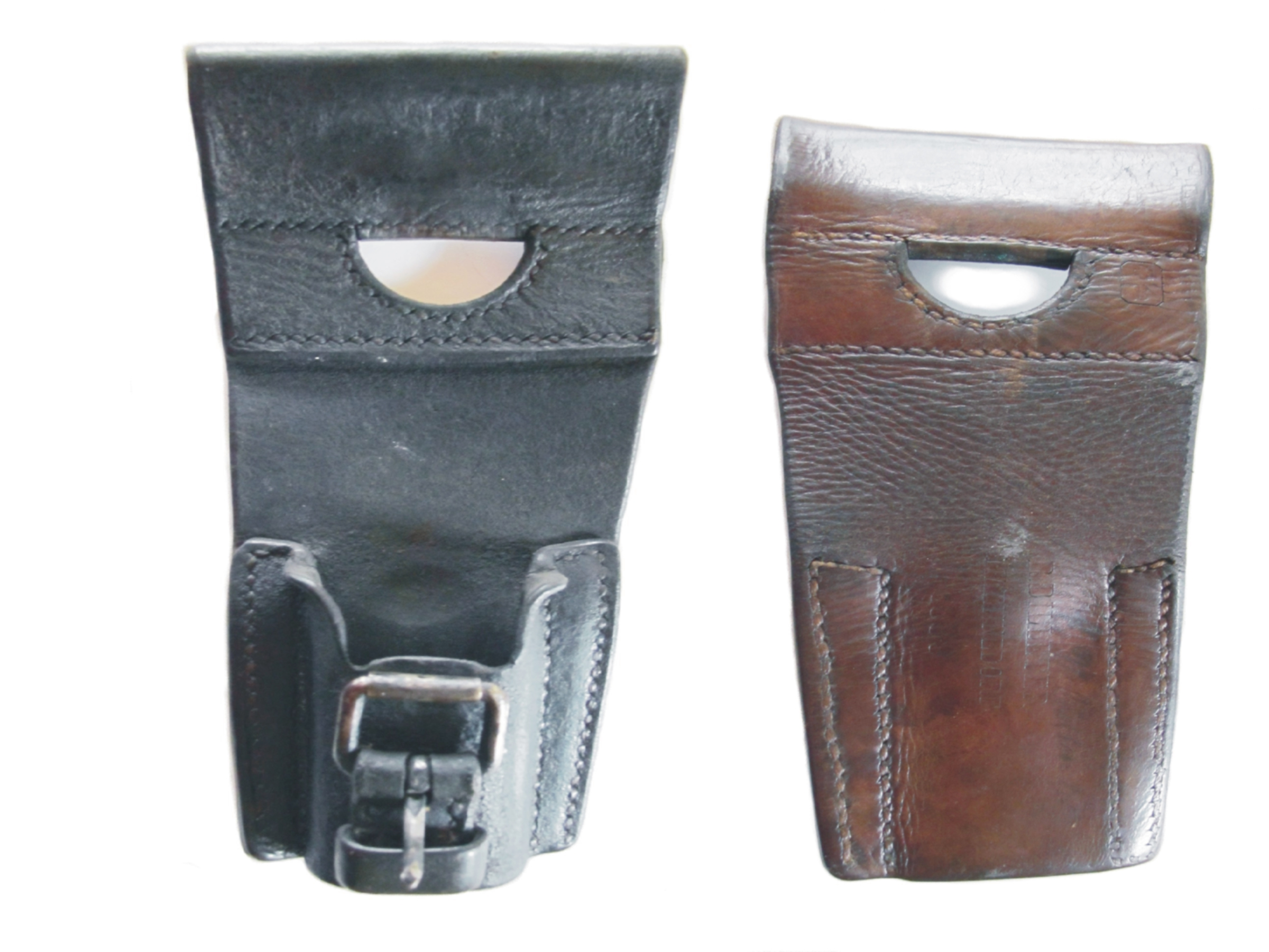
Porte-fourreau pour baïonnette Vetterli, daté 1886.
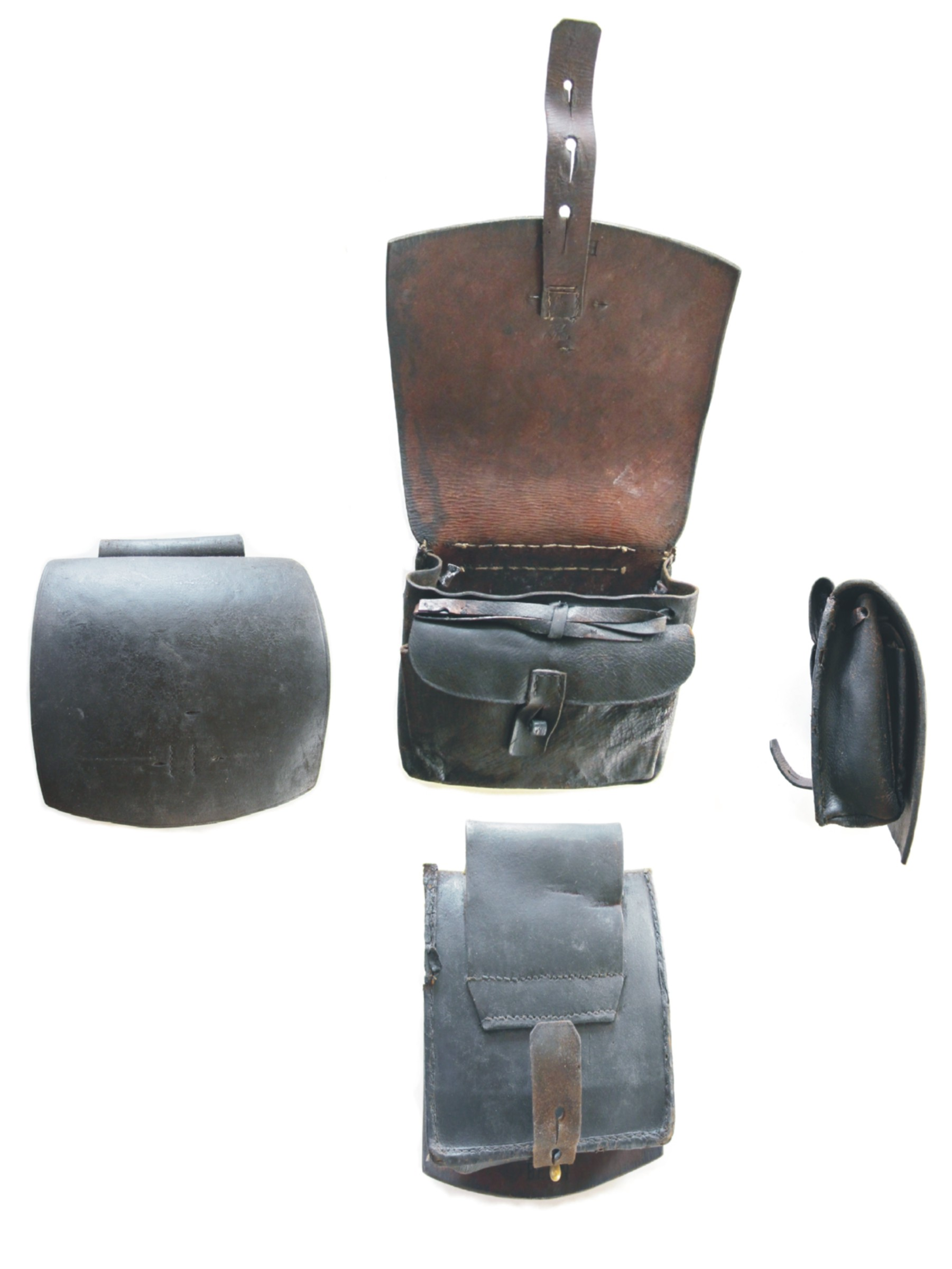
Giberne d'infanterie, pour fusilier et carabinier. Modèle modifié 1861/68
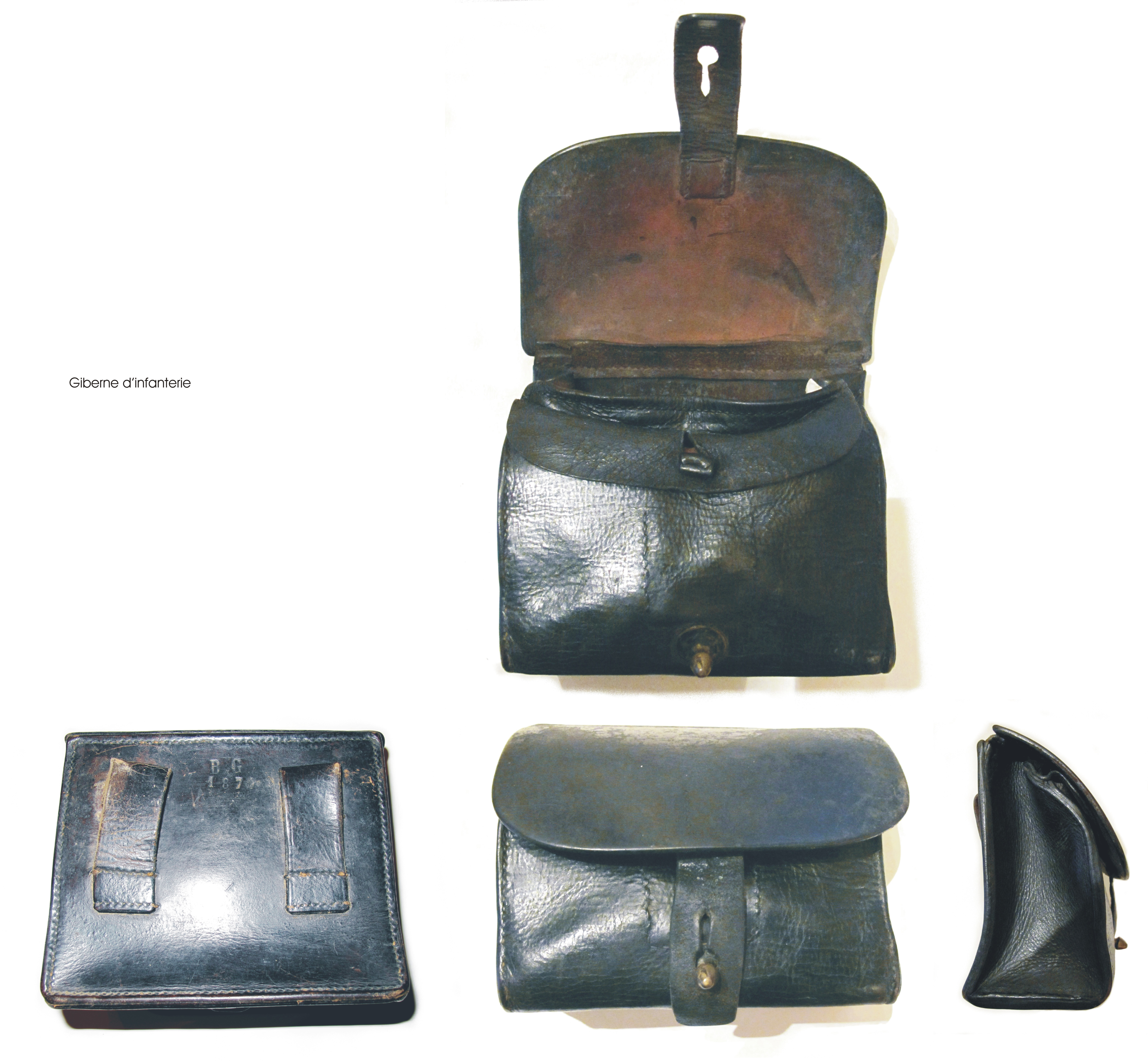
Giberne d'infanterie, pour fusilier et carabinier. Modèle de 1868 dim. 310 × 140 × 75 mm.
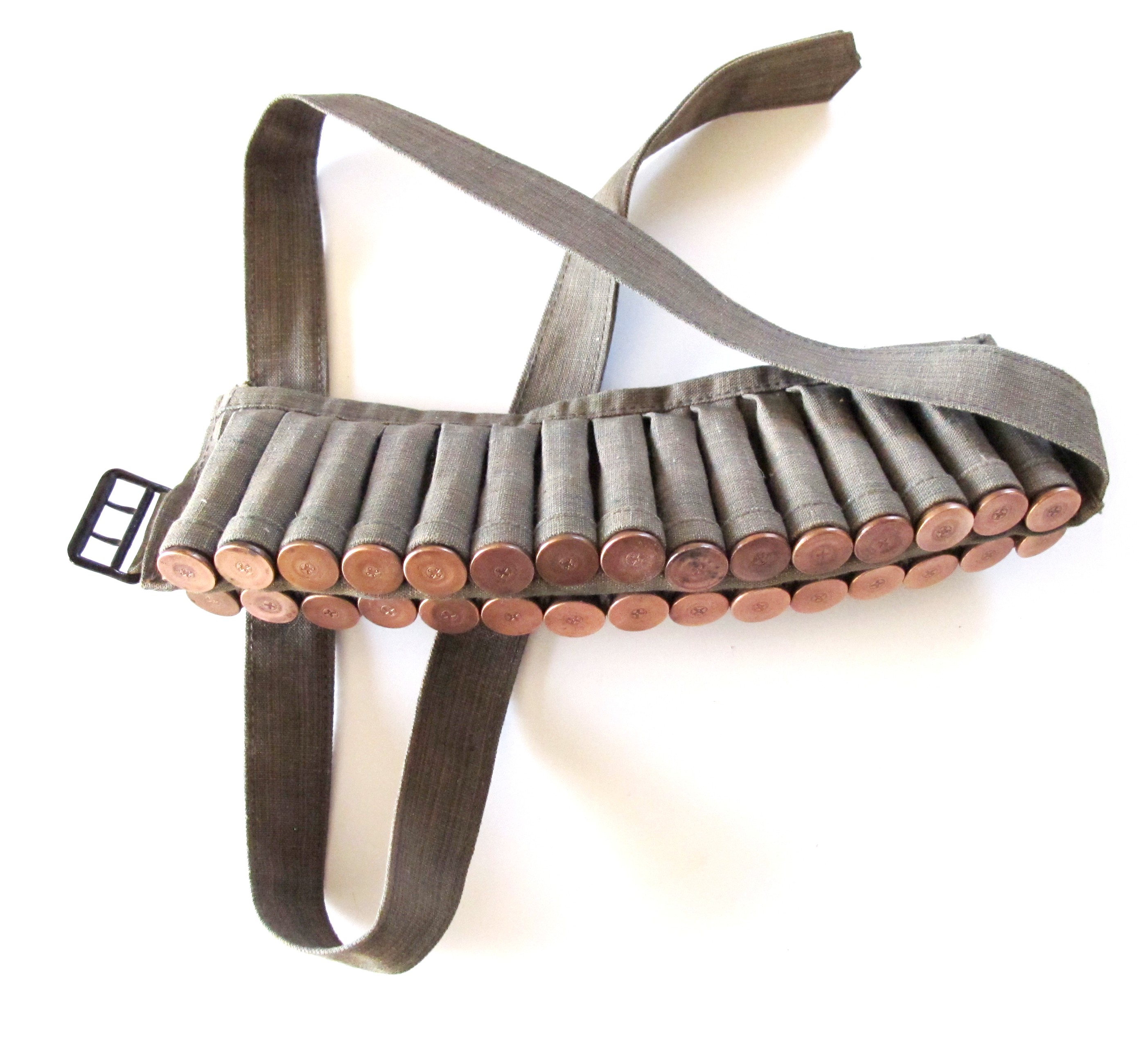
Cartouchière 1889 en toile contenant 30 coups. Cet accessoire était destiné aux soldats du Landsturm armés du fusil Vetterli.
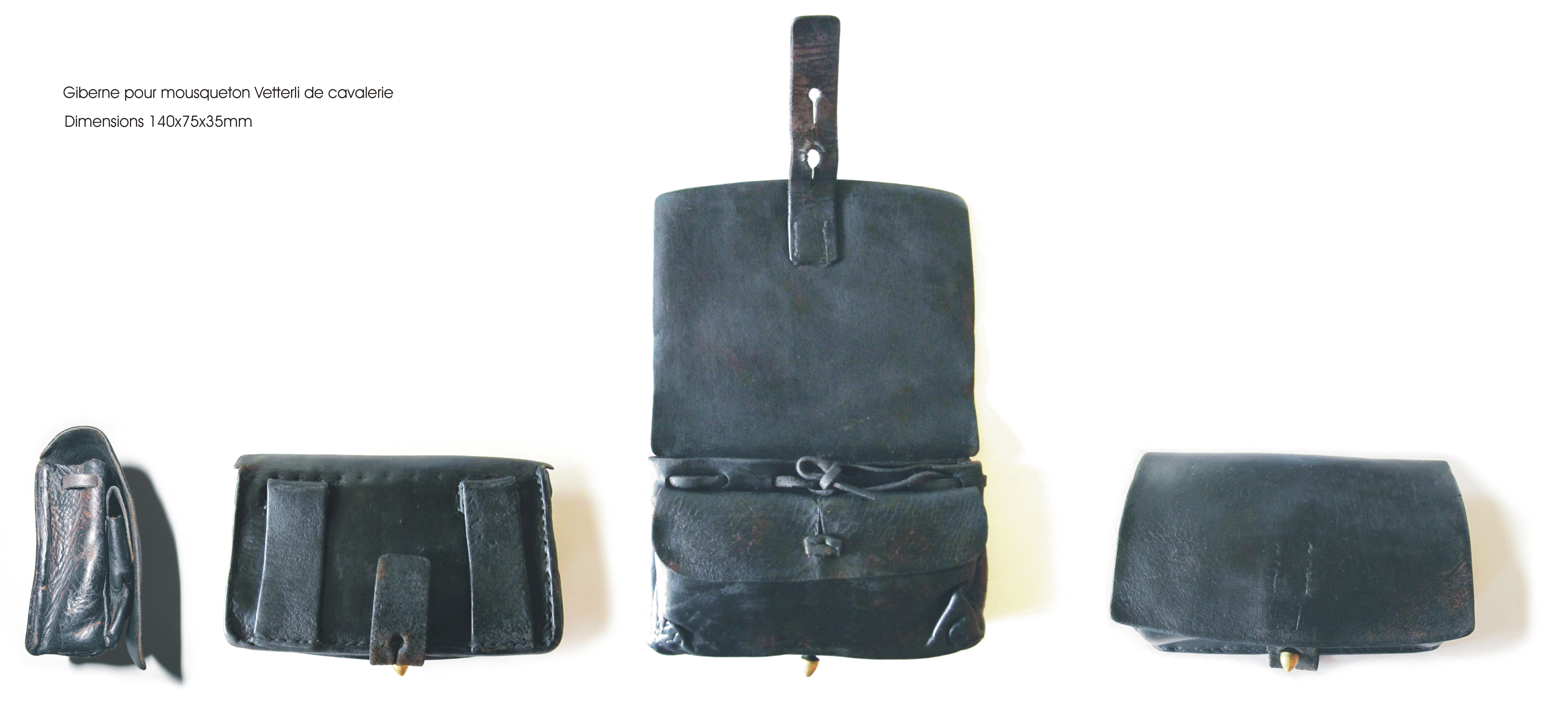
Giberne de dragon modèle 1874 pour mousqueton Vetterli de cavalerie. Dim 160 × 35 × 90 mm.
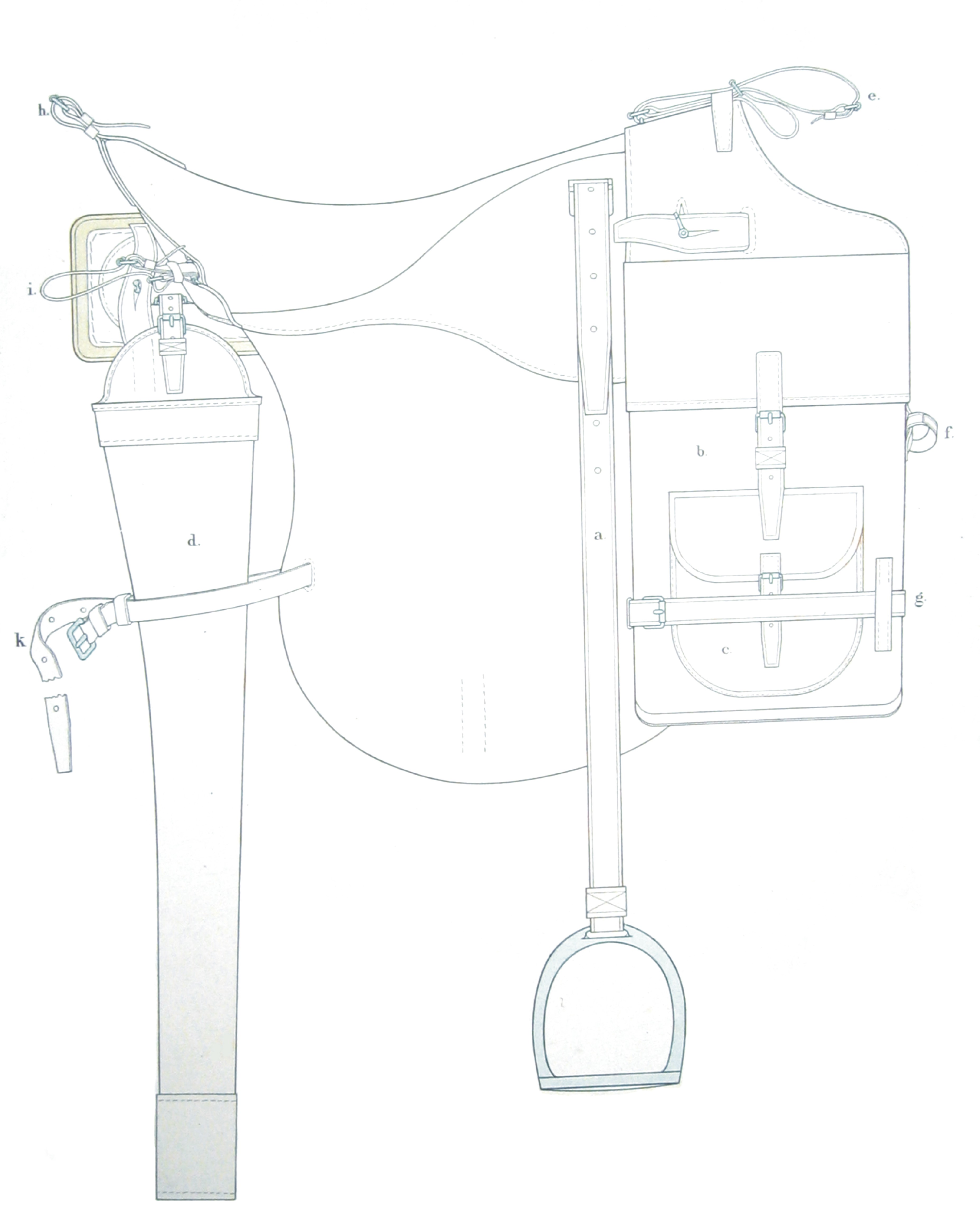
Selle de cavalerie suisse, modèle de 1874, avec fonte pour mousqueton Vetterli de cavalerie
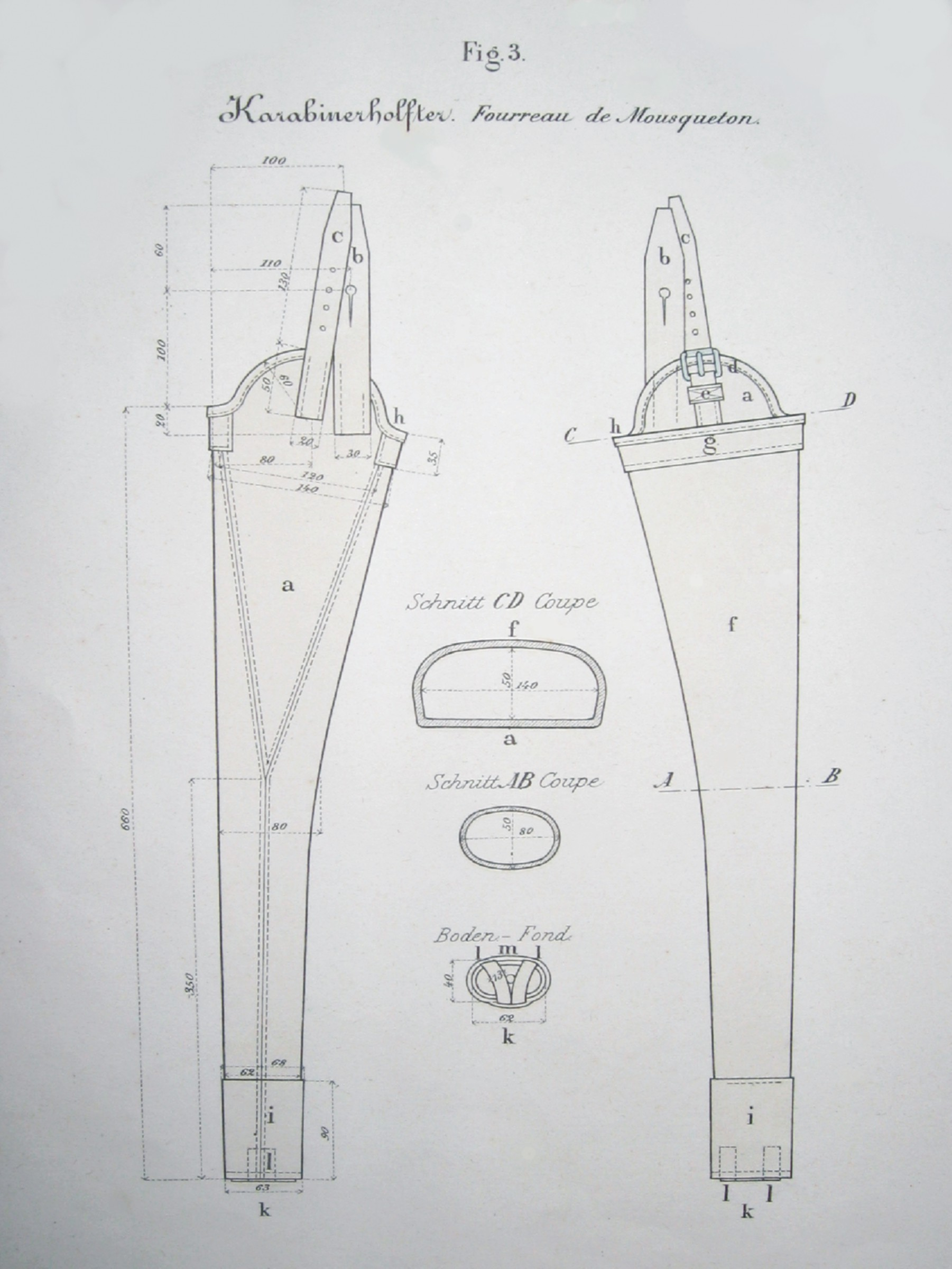
Fonte pour mousqueton Vetterli de cavalerie. Planche extraite de l'ordonnance sur la selle de cavalerie modèle de 1874.
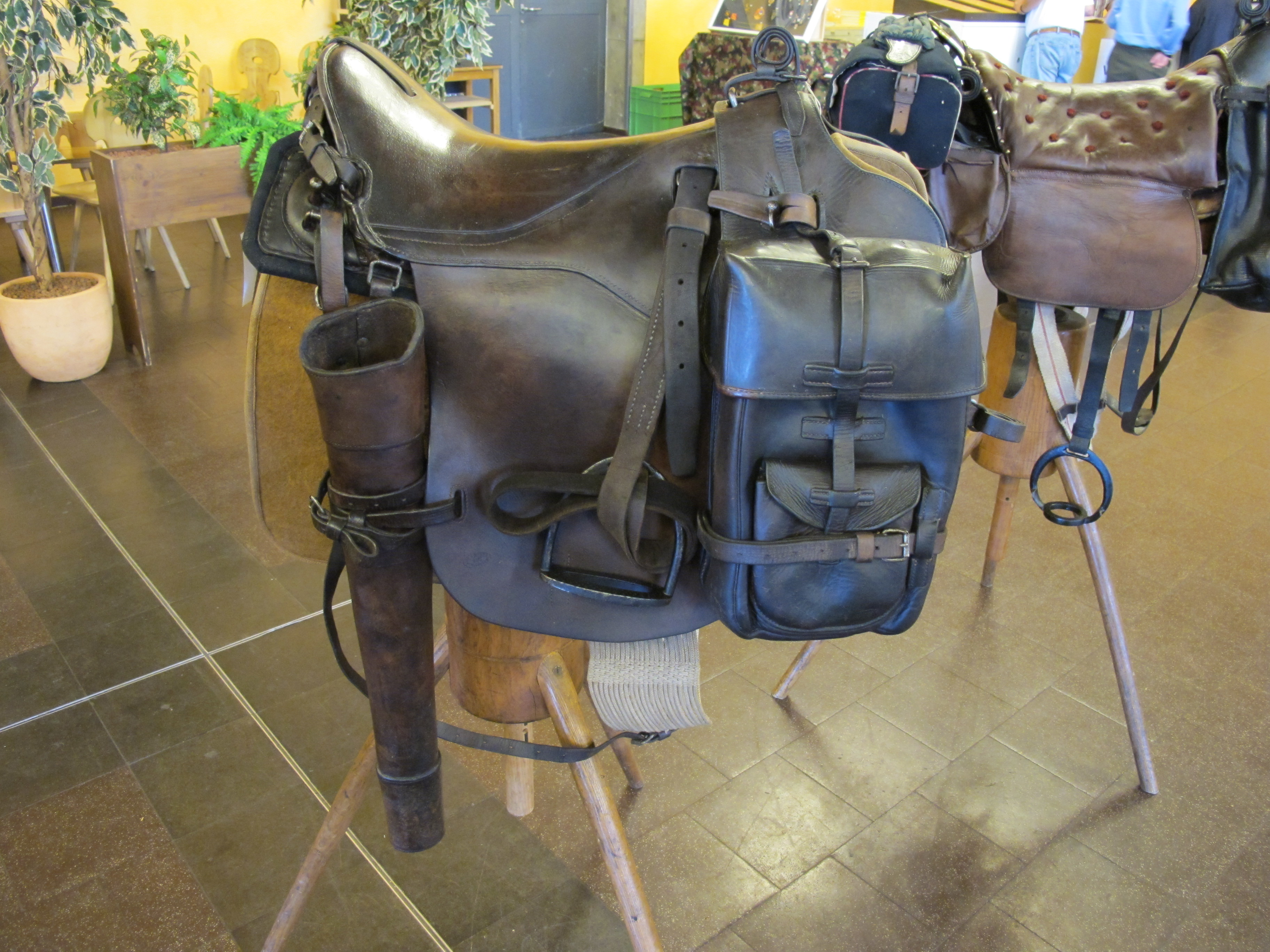
Selle de dragon suisse, ordonnance de 1874. Collection VSAM Thoune.

## Démontage et remontage

### Démontage
Le démontage s’effectue dans l'ordre et de la manière suivante: Saisir l'arme avec la main gauche à la hauteur de la hausse, le canon tourné vers l'extérieur, la crosse appuyée sur une table.
1. Ôter la baïonnette.
2. Dévisser la baguette et la retirer.
3. Retirer à moitié la culasse, prendre le fusil sur le bras gauche, la boîte de culasse dans la main gauche, de manière que la tête de la vis de pontet se trouve en haut. Dévisser la vis de pontet et presser en même temps le pontet contre la boîte. Dévisser les vis du pontet et du fermoir du magasin.
4. Enlever le pontet et le transporteur. dans ce but il faut pousser le transporteur vers le bas et ensuite saisir le pontet par-dessus la détente et l'enlever en le faisant pivoter autour du crochet.
5. Pousser le couvre-culasse en avant (modèle de 1869). Avec la lame du tourne-vis, repousser à fond de droite à gauche le tiroir jusqu'à la goupille; sortir la culasse. Remettre le coin en place pour éviter de le fausser.
6. Le démontage de la culasse s'exécute de la façon suivante :
  1. Dévisser l'écrou, la main droite tient le cylindre et le fait tourner de droite à gauche, pendant que la main gauche maintient l'écrou.
  2. Enlever la coquille, le ressort, la broche, la fourchette et la noix.
  3. Enlever l'extracteur; pour cela, on le saisit près de la tête, on le pousse en arrière et on l'enlève. S'il ne peut pas s'enlever à la main, on le dégage en frappant légèrement sur la griffe avec le manche du tourne-vis.
  4. Pour un nettoyage ordinaire ce démontage suffit. Il n'est même pas toujours utile de démonter la culasse mobile, qui si elle est en bon état d'entretien et convenablement graissée, peut être nettoyée sans démontage.
7. Ôter le fût. Pour enlever le fût et le tube réservoir, on sépare les différentes parties de la manière suivantes : Démonter :
  1. la bretelle
  2. l'anneau du haut en pressant sur le ressort sans endommager le guidon.
  3. l'anneau du milieu en desserrant la vis d'anneau.
  4. l'anneau du bas en desserrant la vis.
  5. Comprimer le ressort de fût en plaçant le tourne-vis dans l'entaille; pour cela on place l’embouchure du canon sur la pointe du pied ou sur un tasseau de bois, en tenant le tourne-vis avec la main droite et le fût avec la main gauche.
  6. enlever le fût, en le retirant le long du canon. Il faut éviter de dissocier le bois du canon par-devant, car dans ce cas l'écrou de baguette comprimerait le tube réservoir et pourrait le fausser.
Pour un démontage normal, le tube magasin ne devrait pas être séparé du bois. Pour démonter le ressort du tube, dévisser l'embouchure, détendre le ressort avec le chapeau.
Les ressorts d’anneau et du fût ne doivent pas être démontés.
8. Ôter la crosse. Cela est nécessaire lorsque la gâchette ne fonctionne plus. on l’exécute ainsi:
  1. Dévisser la vis à bois et la vis à fer.
  2. Enlever la crosse en la tirant dans l'axe des deux bandes.
9. Démonter la plaque de couche et le battant de bretelle en dévissant les vis à bois.
10. Le canon doit être démonté par un armurier.

### Remontage
Pour remonter le fusil, suivre, en sens inverse, l'ordre qui vient d'être indiqué pour le démontage.
En remettant en place l'extracteur, il faut avoir soin de ne le pousser en avant que lorsque le crochet est bien engagé dans sa goupille; une fois l'extracteur en place, la griffe doit faire saillie sur la tranche antérieure du cylindre.
Pour replacer la noix, presser sur le ressort d'arrêt pour permettre le mouvement de rotation, puis la placer en tenant le levier abaissé à droite; l'extrémité antérieure du cylindre doit être inclinée, afin que les pièces entrent bien les unes dans les autres. En remettant la broche de percussion, avoir soin de placer la grande ailette en bas et d'engager la tige à fond.
Pour visser l'écrou, saisir le cylindre dans la main droite, et lui donner un mouvement de rotation de gauche à droite, la main gauche ne faisant que maintenir l'écrou; veiller à ce que l'écrou ne soit pas engagé à faux sur les filets et le serrer solidement. Remettre l'écrou nécessite un effort musculaire important pour vaincre la puissance du ressort.
Retirer le coin, engager à moitié la culasse mobile, puis remettre le coin en place; c'est seulement alors que l'on peut fermer la culasse et désarmer d'une manière normale.
Pour remettre le transporteur, ainsi que le levier coudé et son support, assembler d'abord ces pièces entre elles. Abaisser pour cela le grand bras du levier coudé et l'engager dans le transporteur. Prendre le fusil et l'appuyer sur une table, introduire les pièces; par une légère pression sur le support du levier coudé, opérer la liaison avec sous-garde, puis replacer et serrer la vis.

## Poinçons et numérotation

### Marquages de fabricants
- Société industrielle Suisse à Neuhausen (SIG)
- Cordier & Cie à Bellefontaine
- W. Von Steiger à Thoune
- von Erlach et Cie à Thoune
- Société des armuriers de la Suisse orientale
- Valentin Sauerbrey à Bâle[21]
- Arsenal de Zurich
- Atelier de montage à Berne M+W
- Waffenfabrik Berne W+F
- Société des Armuriers à Aarau
- Rychner & Keller, Aarau
- Pfenninger à Stäfa

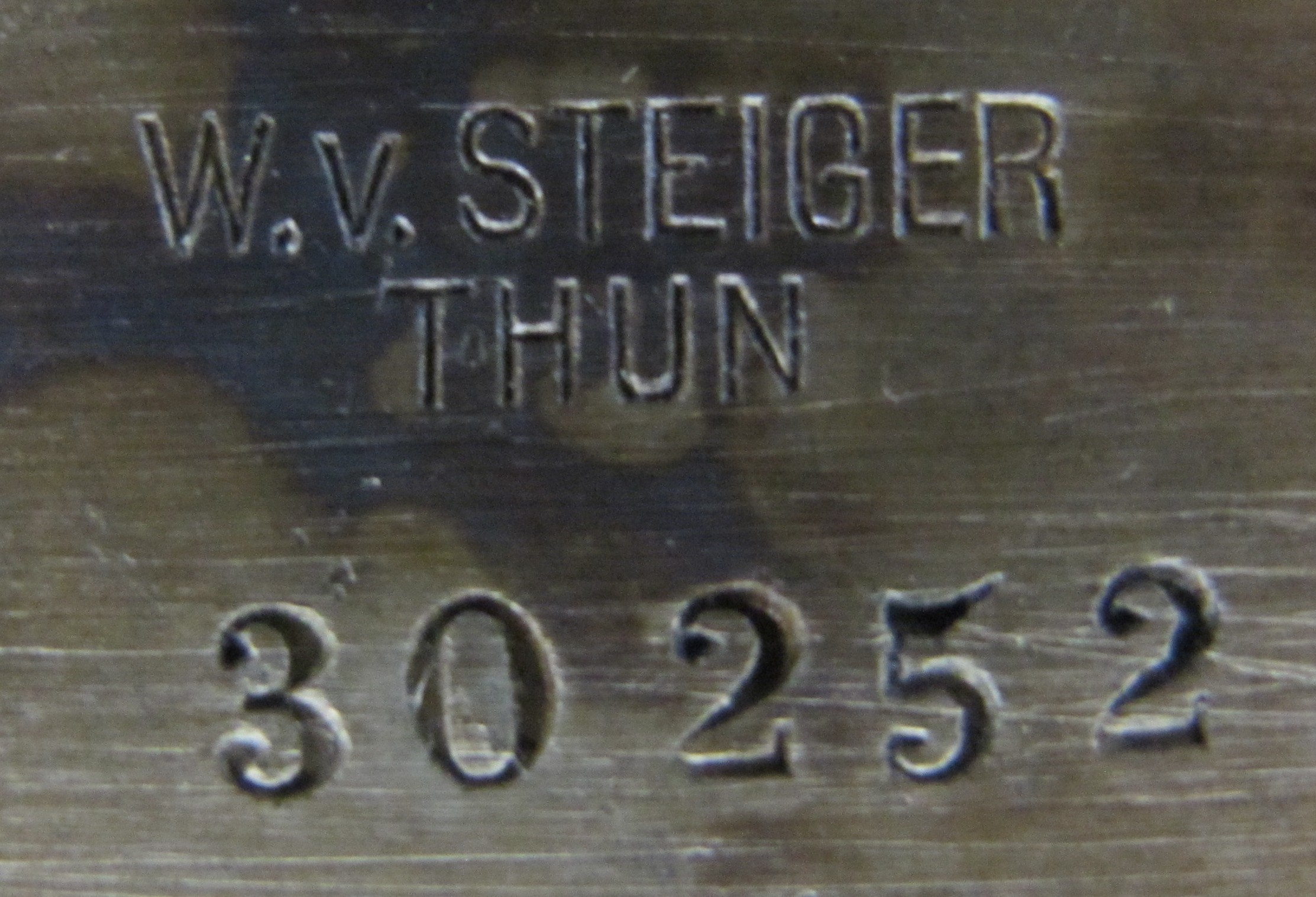
Poinçon W von Steiger à Thoune
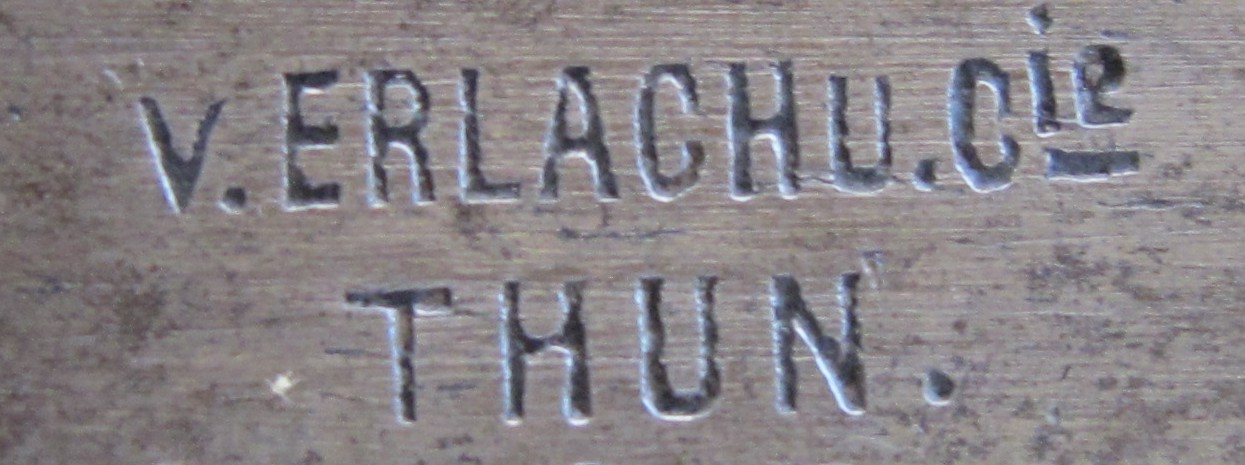
Poinçon de l'armurier Von Erlach & cie à Thoune
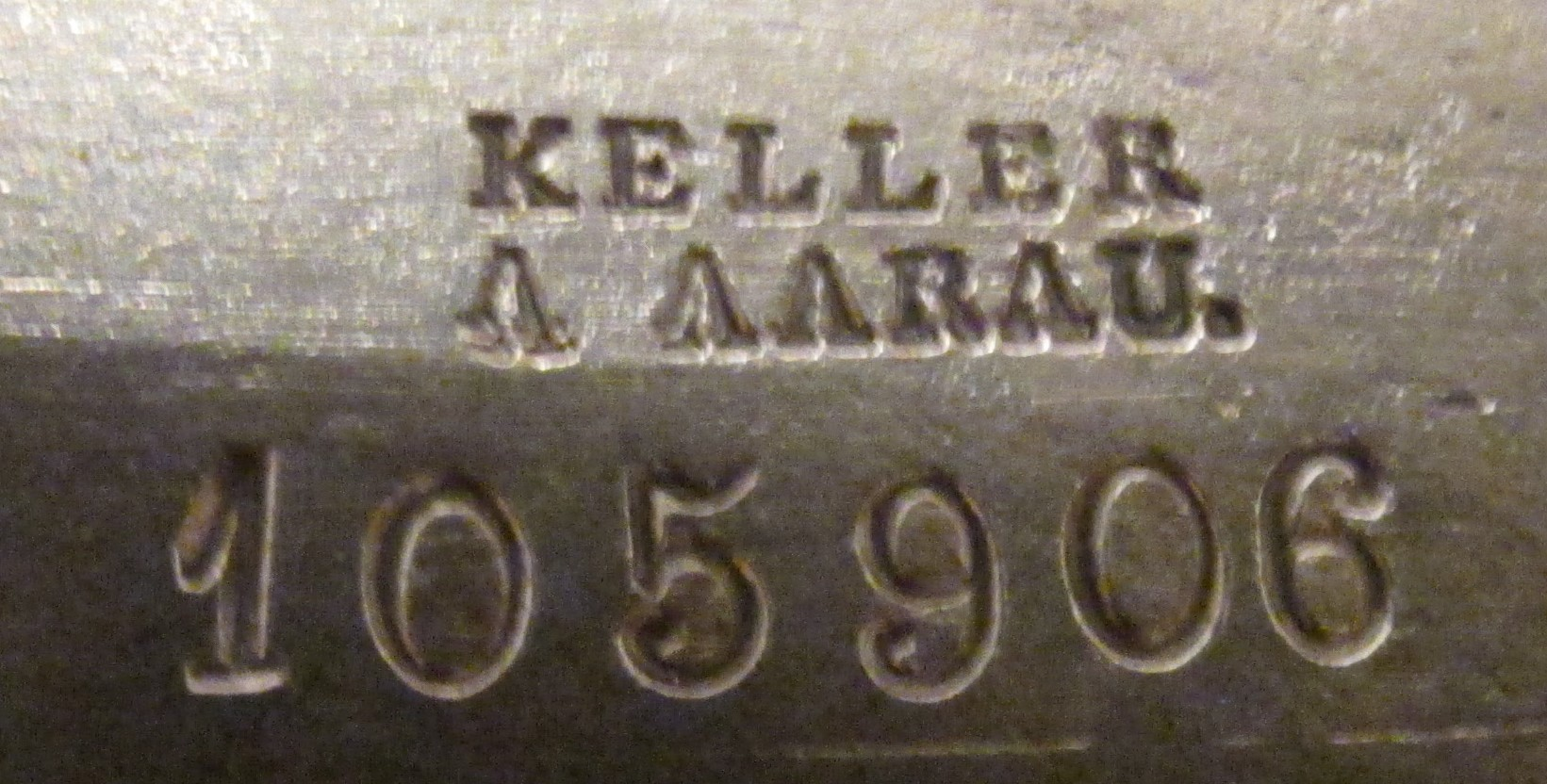
Poinçon de l'armurier Keller à Aarau
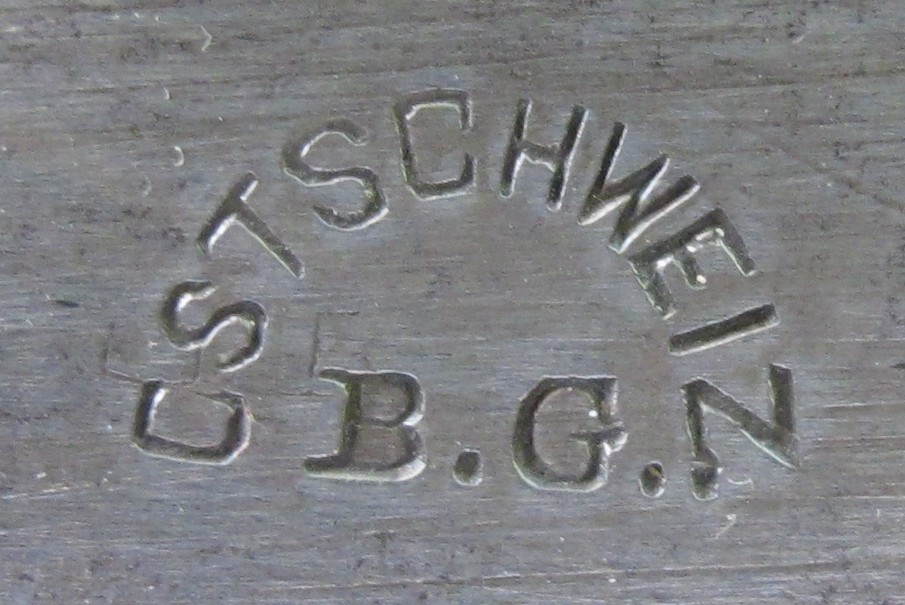
Poinçon de la Société des armuriers de la Suisse orientale
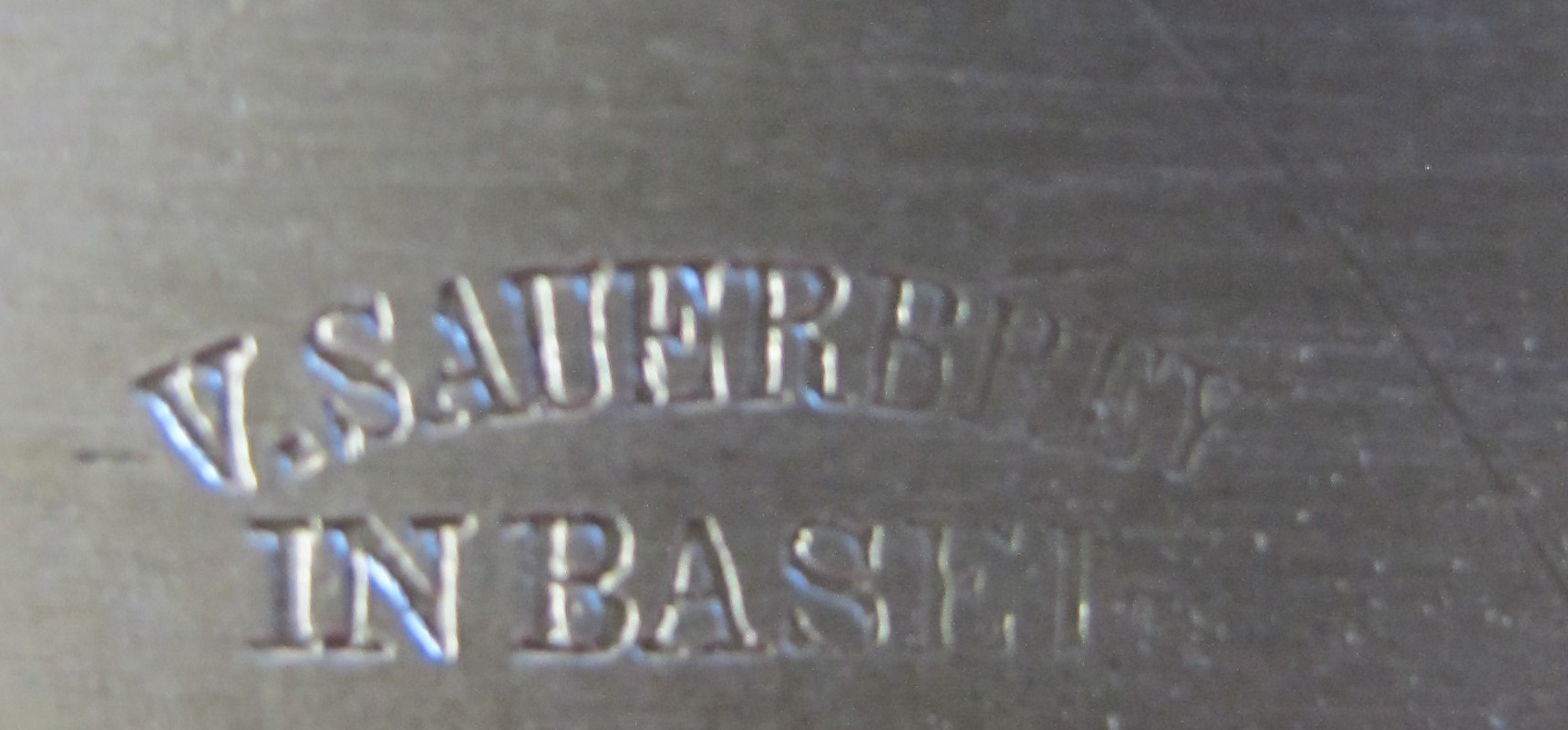
Poinçon de l'armurier Valentin Sauerbrey à Bâle
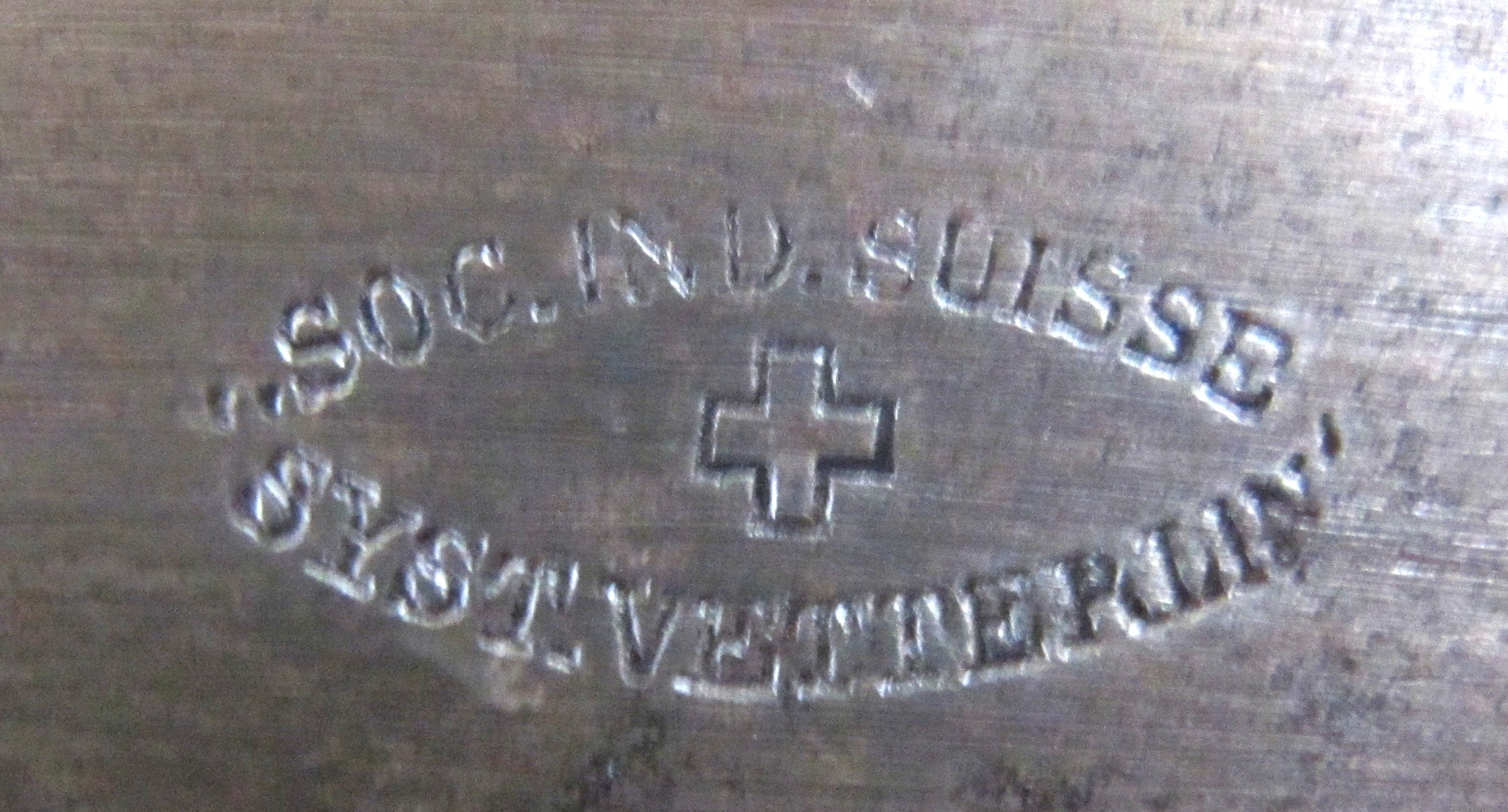
Poinçon SIG à Schaffhouse
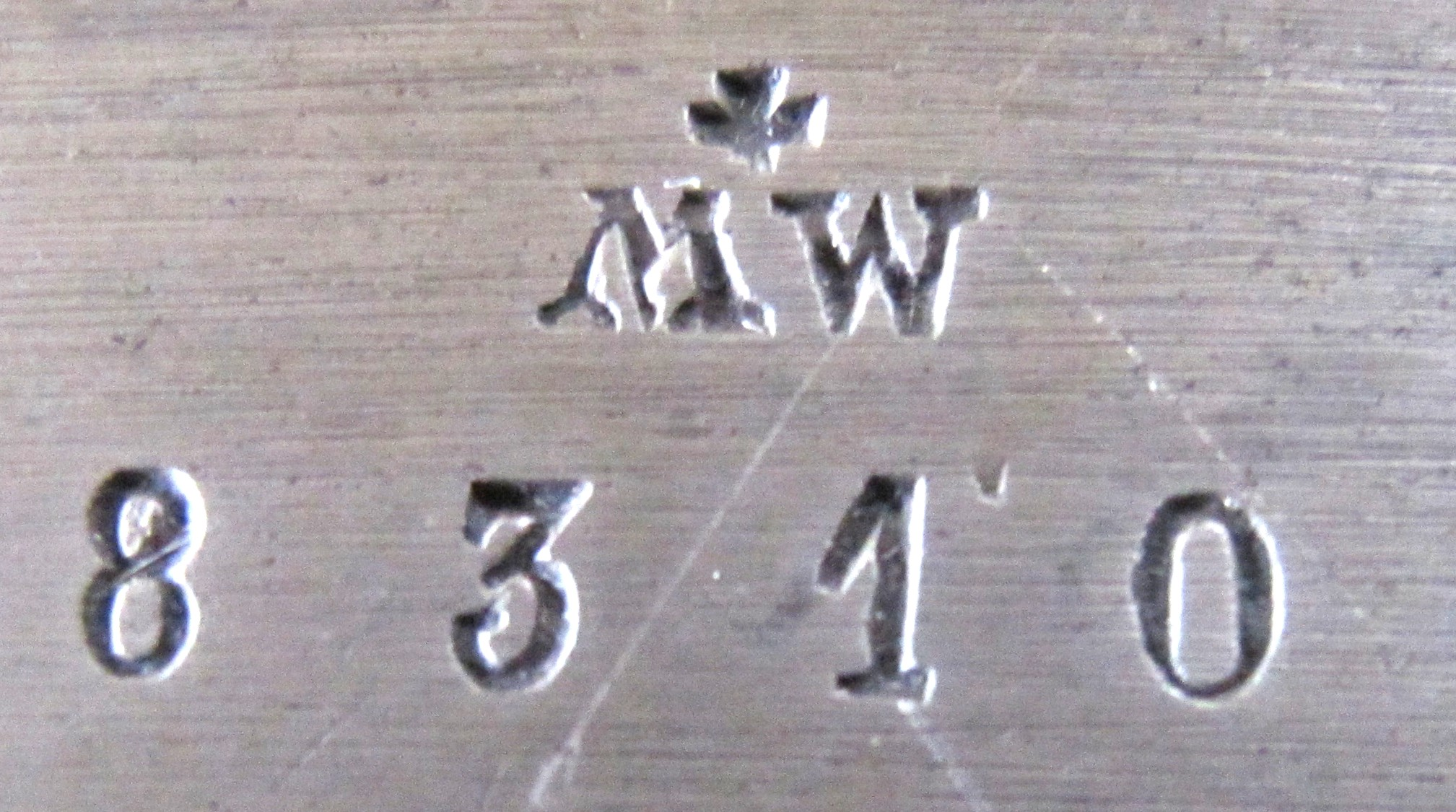
Poinçon de l'atelier de montage fédéral à Berne. Montage Werkstätte
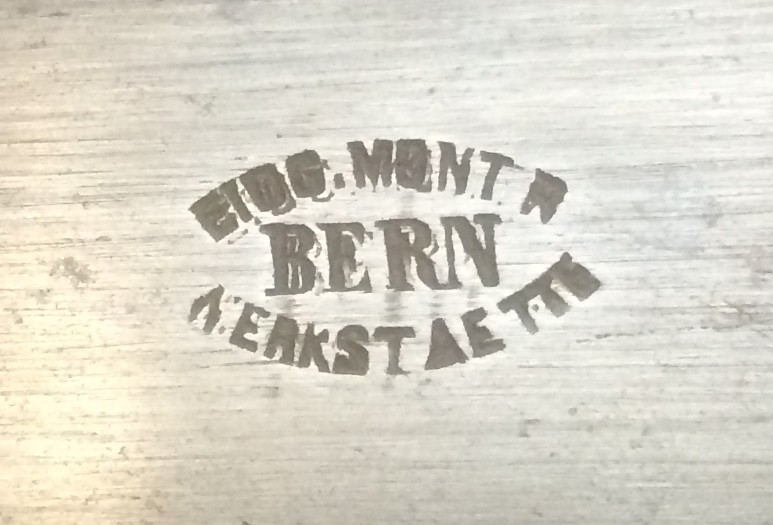
Variante du poinçon de l'atelier de montage fédéral à Berne
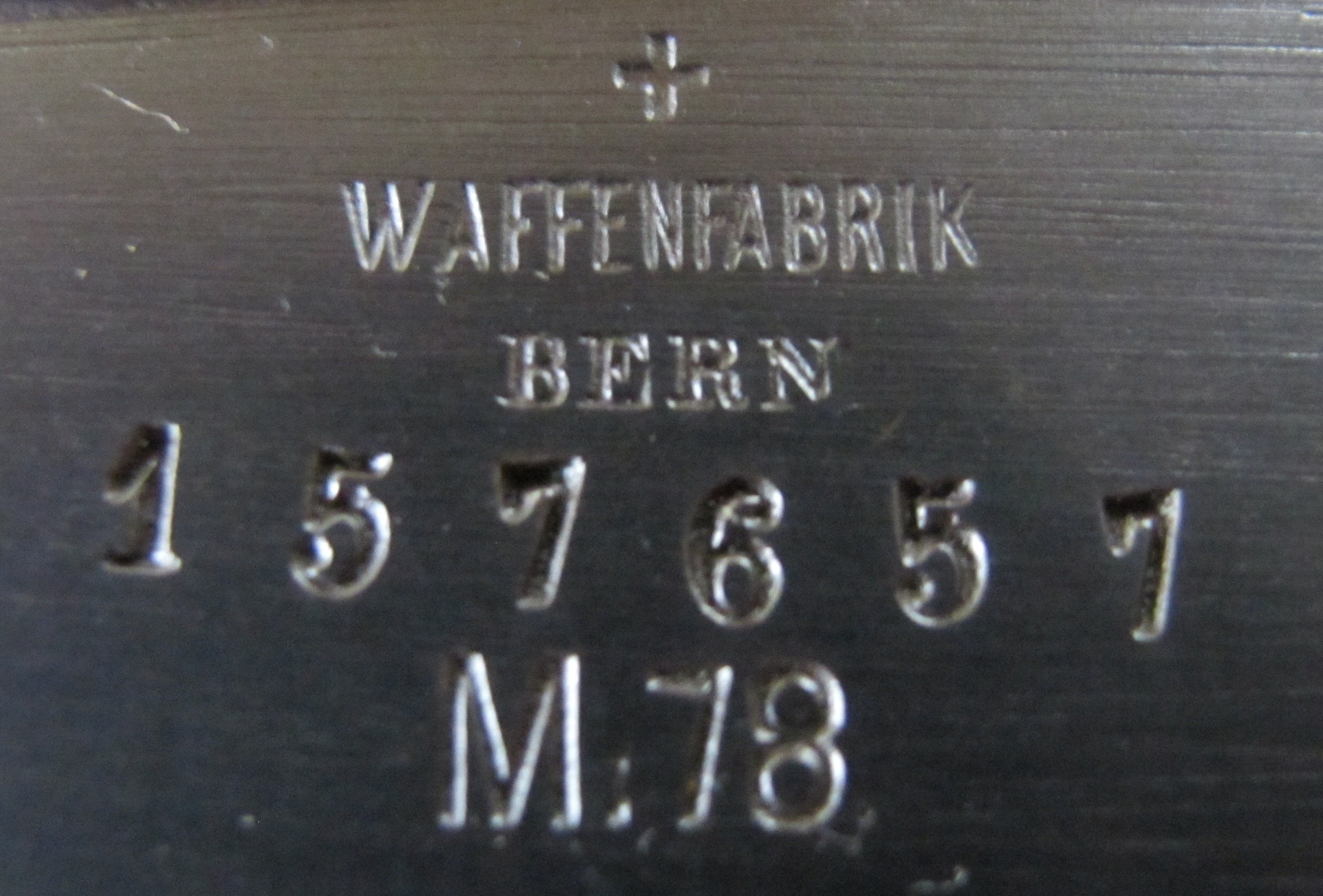
Poinçon de la Waffenfabrik de Berne
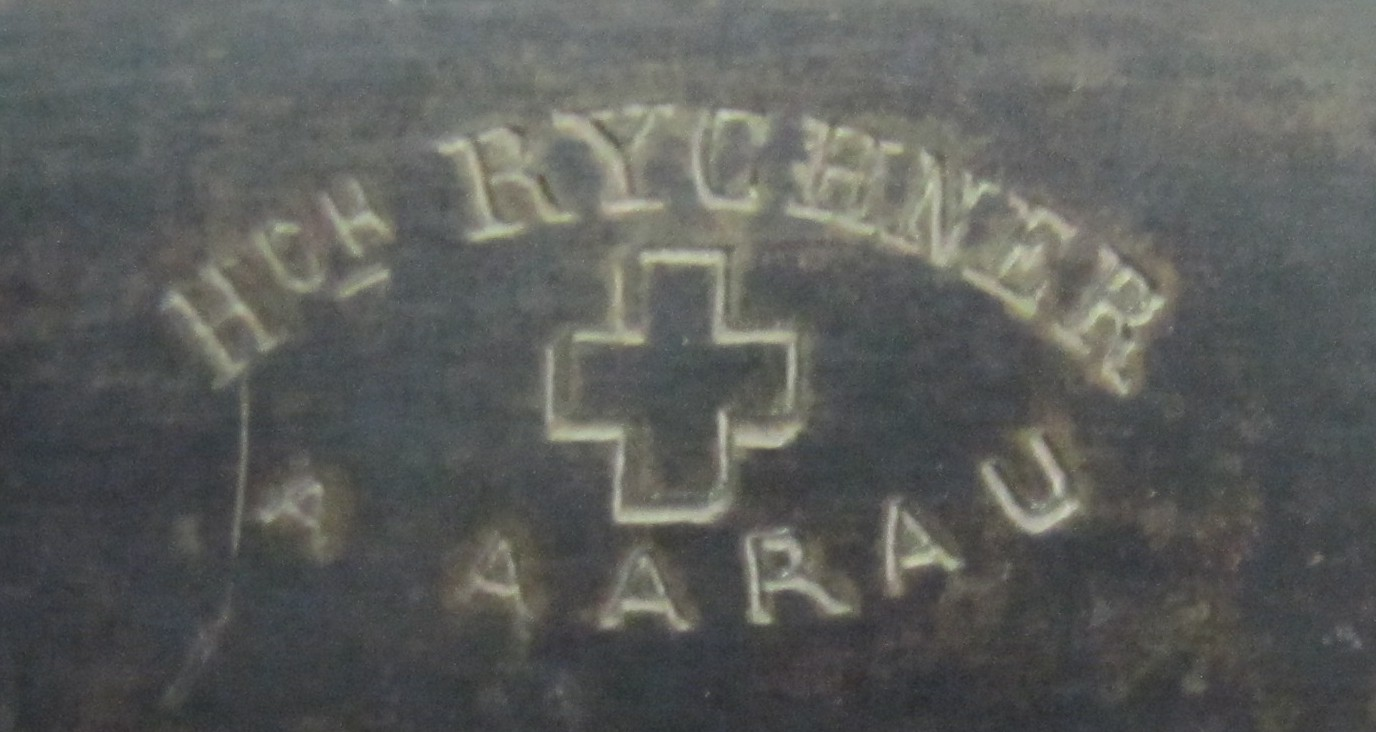
Poinçon de l'armurier Rychner à Aarau, canton d'Argovie
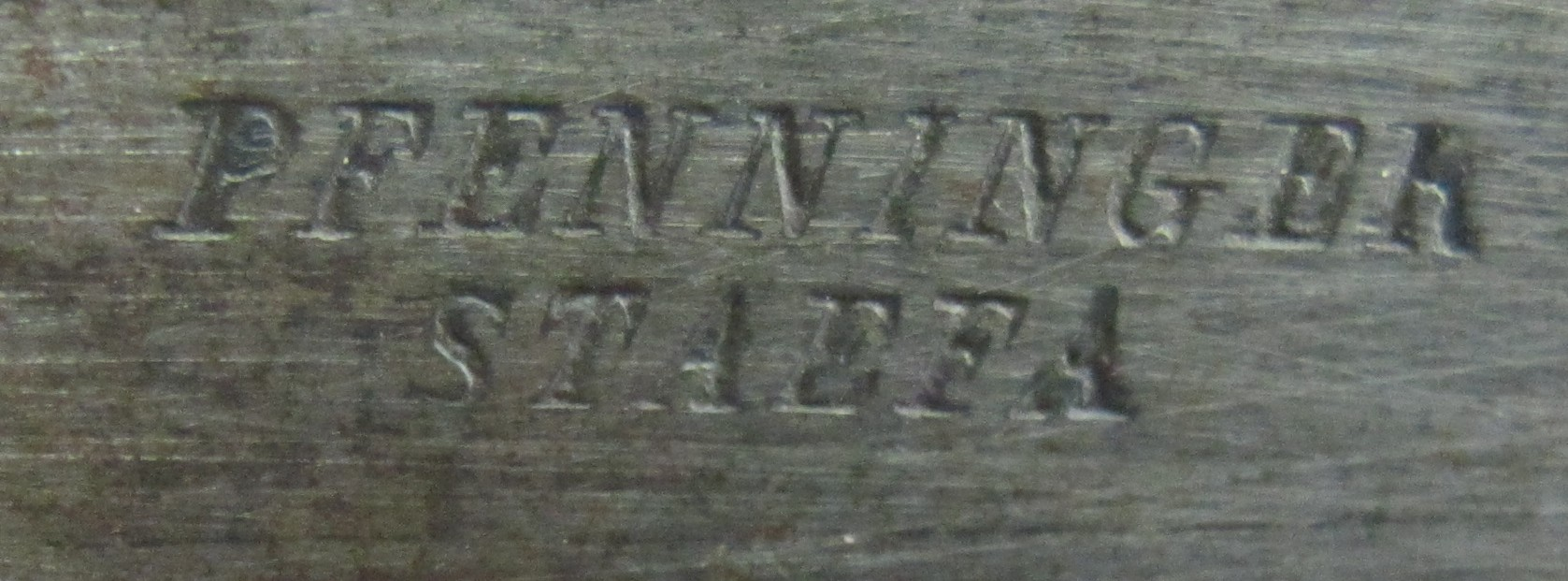
Poinçon de l'armurier Pfenninger à Stäfa, canton de Zurich

### Poinçons cantonaux
Jusqu'en 1873, les cantons sont souverains en matière d'armement et d'équipement pour leur contingent. C'est pourquoi on retrouve sur les armes de cette époque des poinçons qui indiquent quel canton est propriétaire du fusil. L'organisation militaire de 1873 mettra fin à cette pratique et depuis ce moment l'armée devient véritablement fédérale et l'état central sera responsable de l'armement et de l'équipement des troupes.

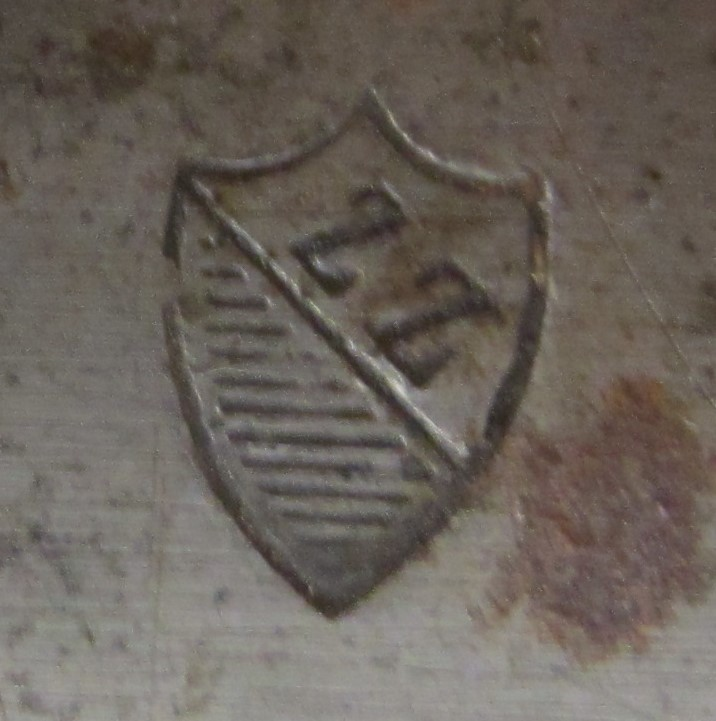
Poinçon du canton de Zurich (ZZ Zeughaus Zurich).
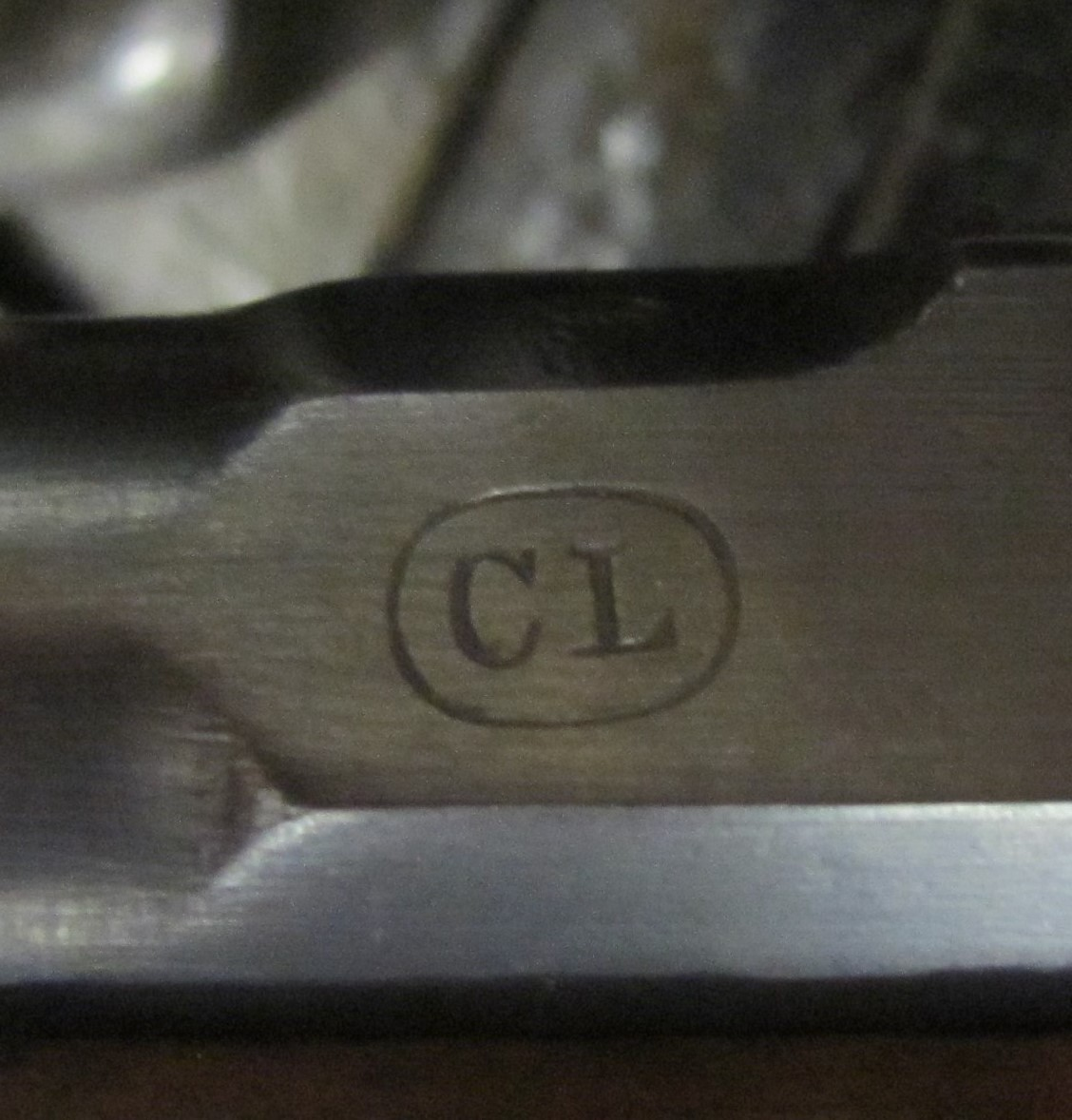
Poinçon du canton de Lucerne (CL: Canton Luzern) Relevé sur un fusil 71.
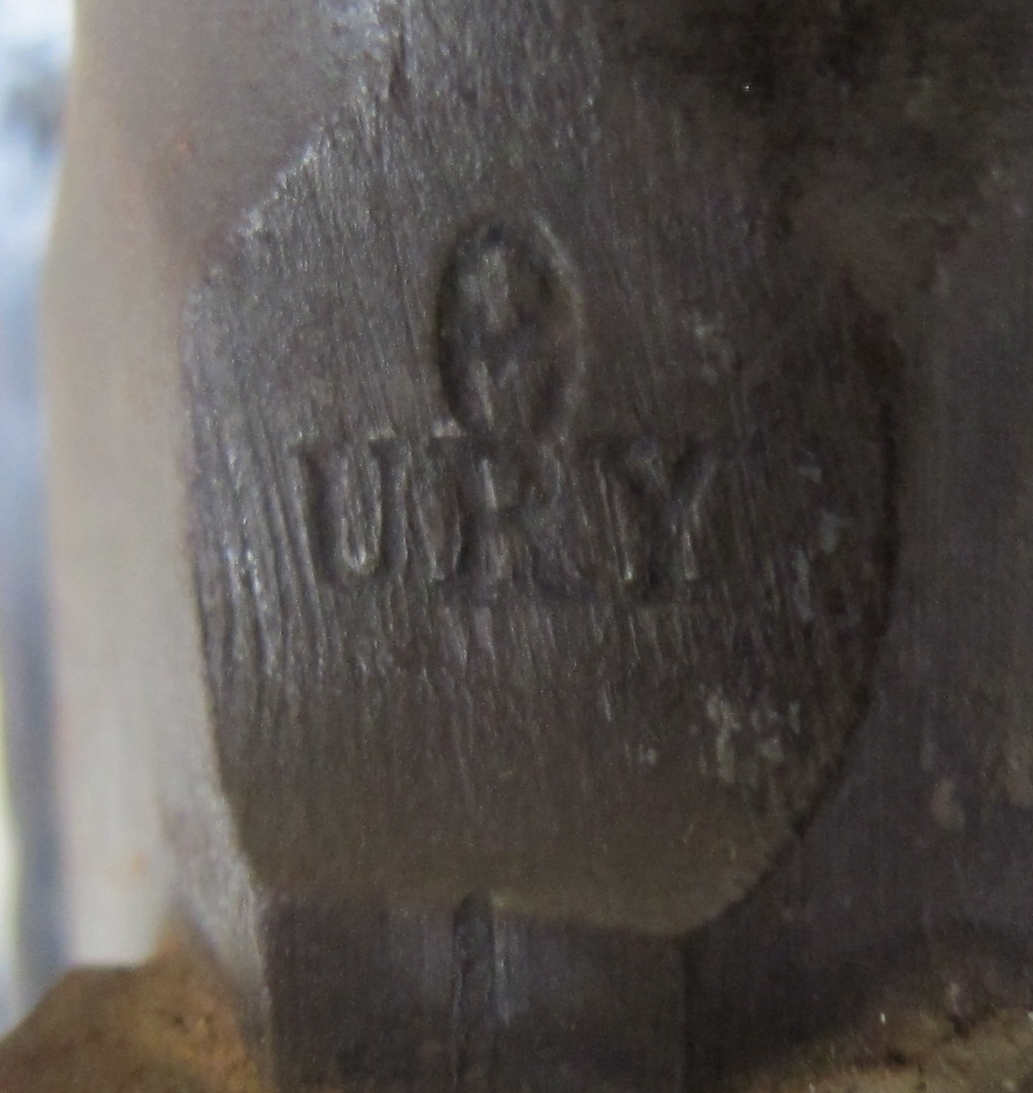
Poinçon du canton d'Uri, (URY) relevé sur un fusil 69/71
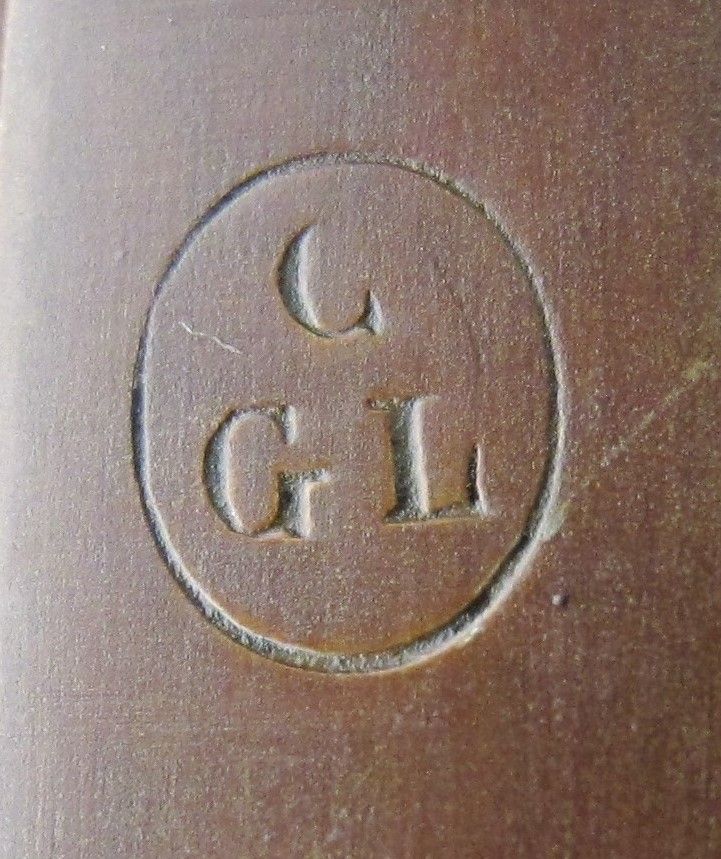
Poinçon du canton de Glaris (CGL Canton GLarus)Relevé sur une carabine 71.
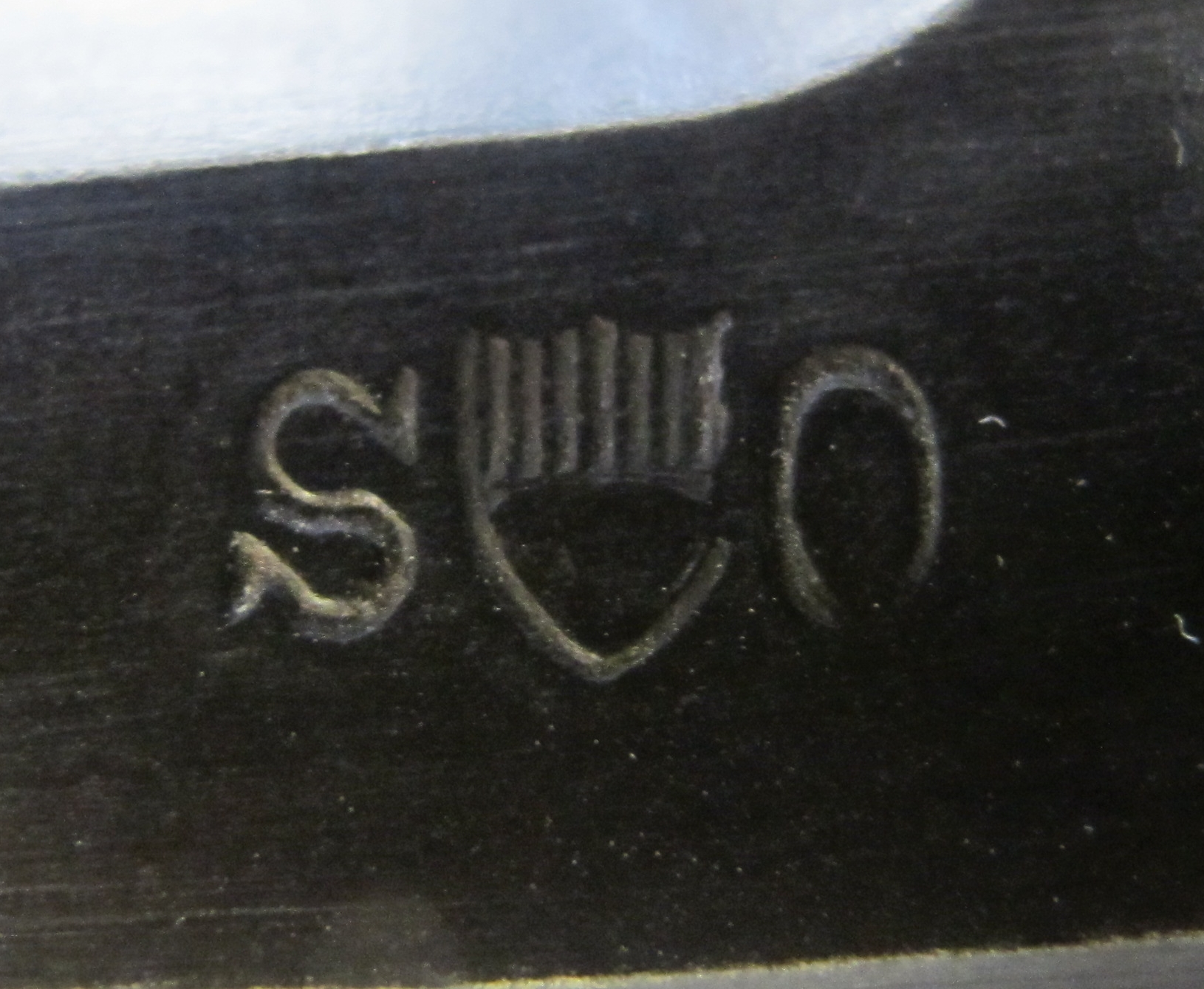
Poinçon du canton de Soleure, relevé sur un fusil 71
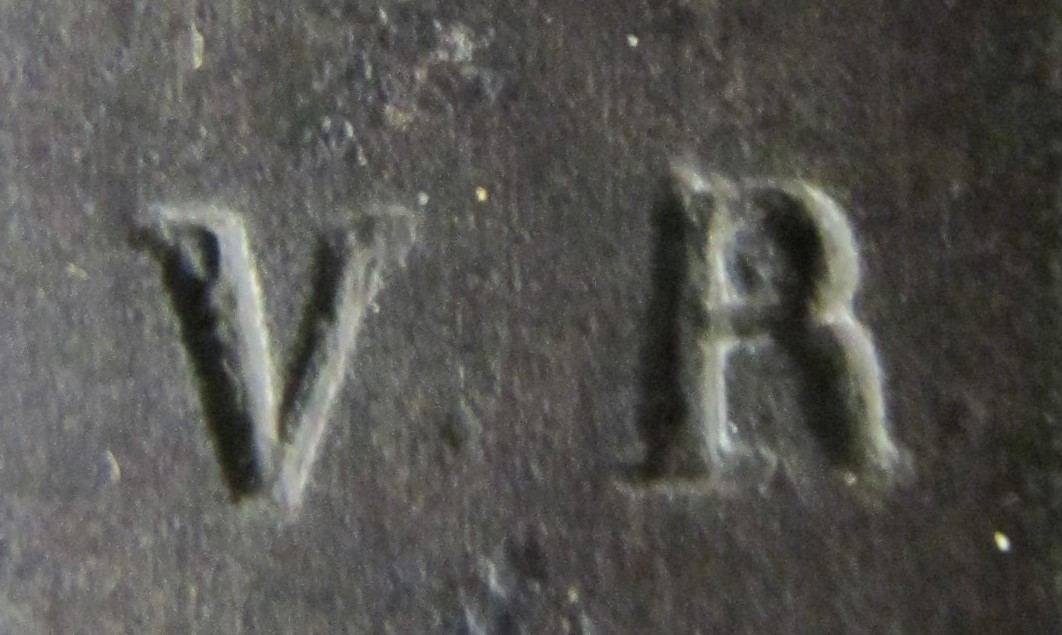
Poinçon du demi-canton d'Appenzell Rhodes Extérieurs (VR: AUsserRhoden).
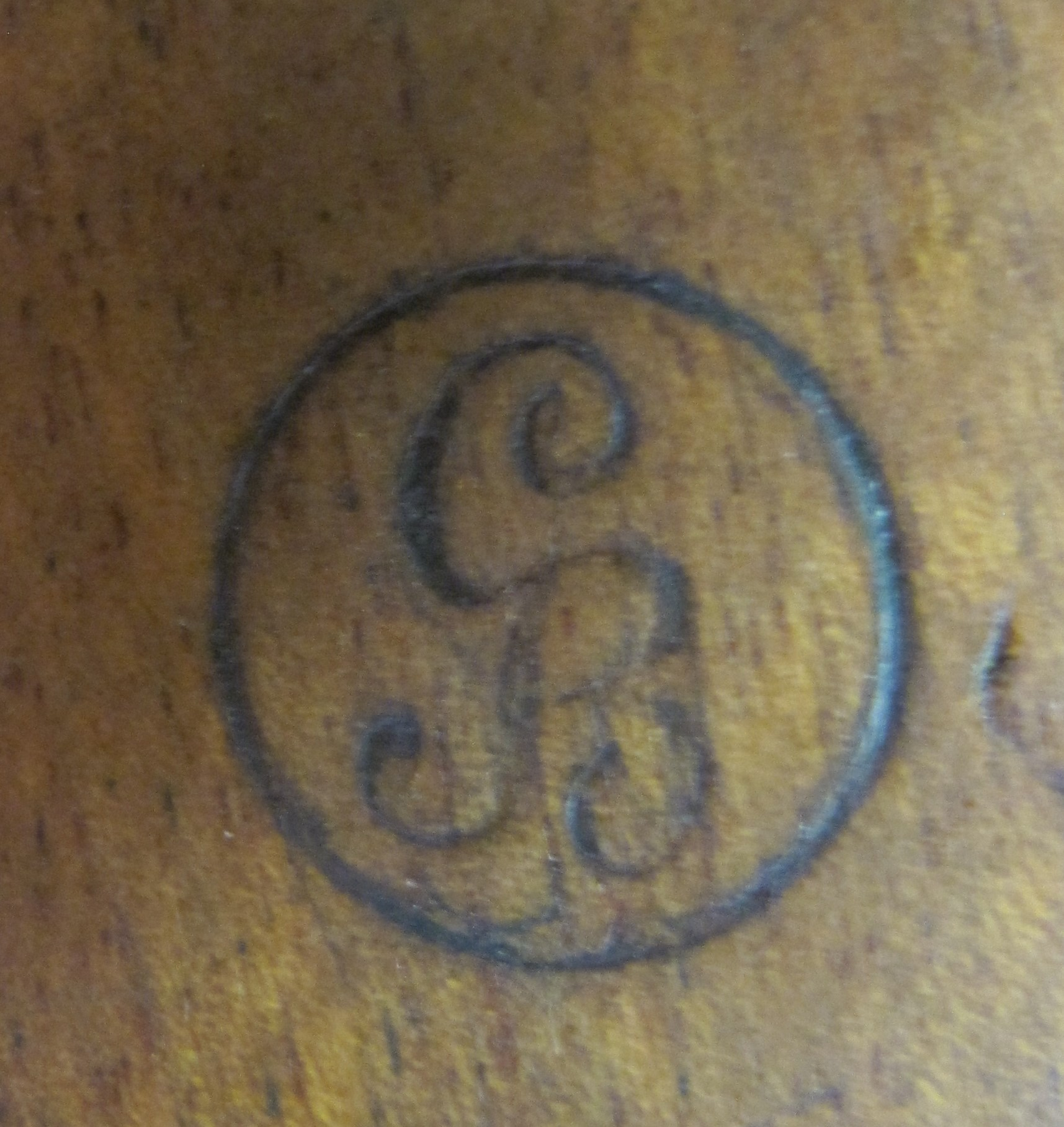
Poinçon du canton des Grisons (GB GrauBünden), relevé sur la crosse d'un fusil de cadet.
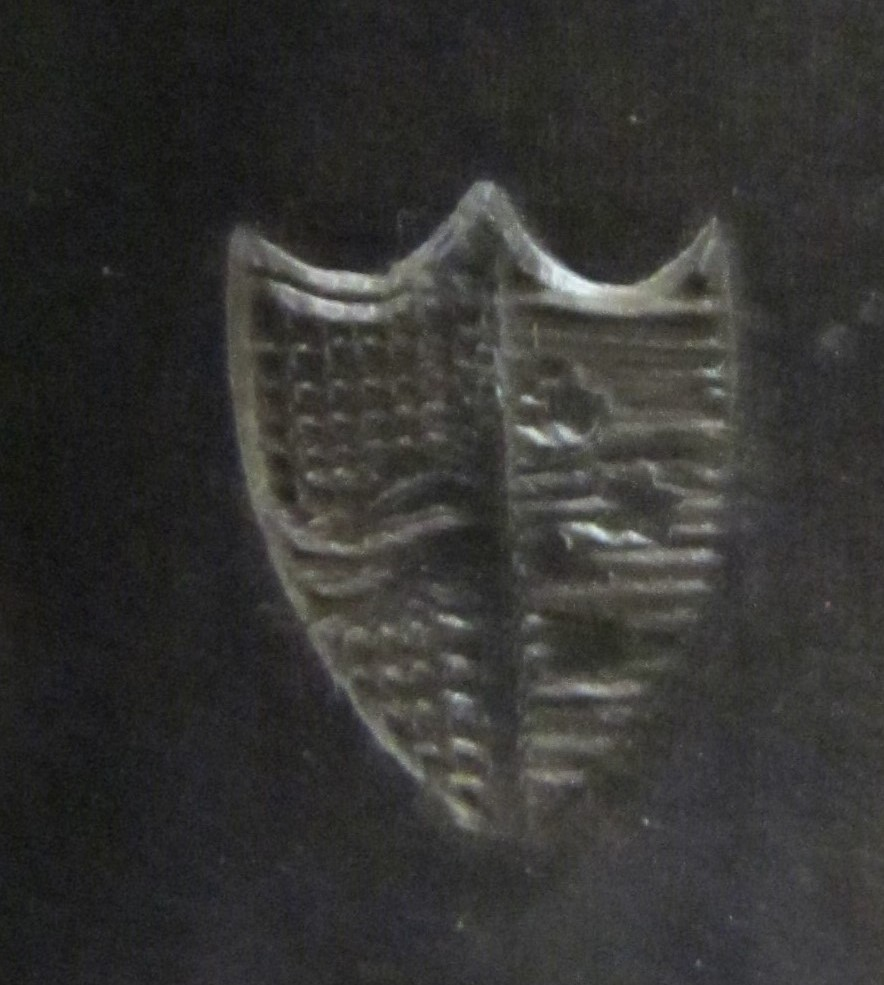
Poinçon du canton d'Argovie, relevé sur une carabine d'essai 1869.
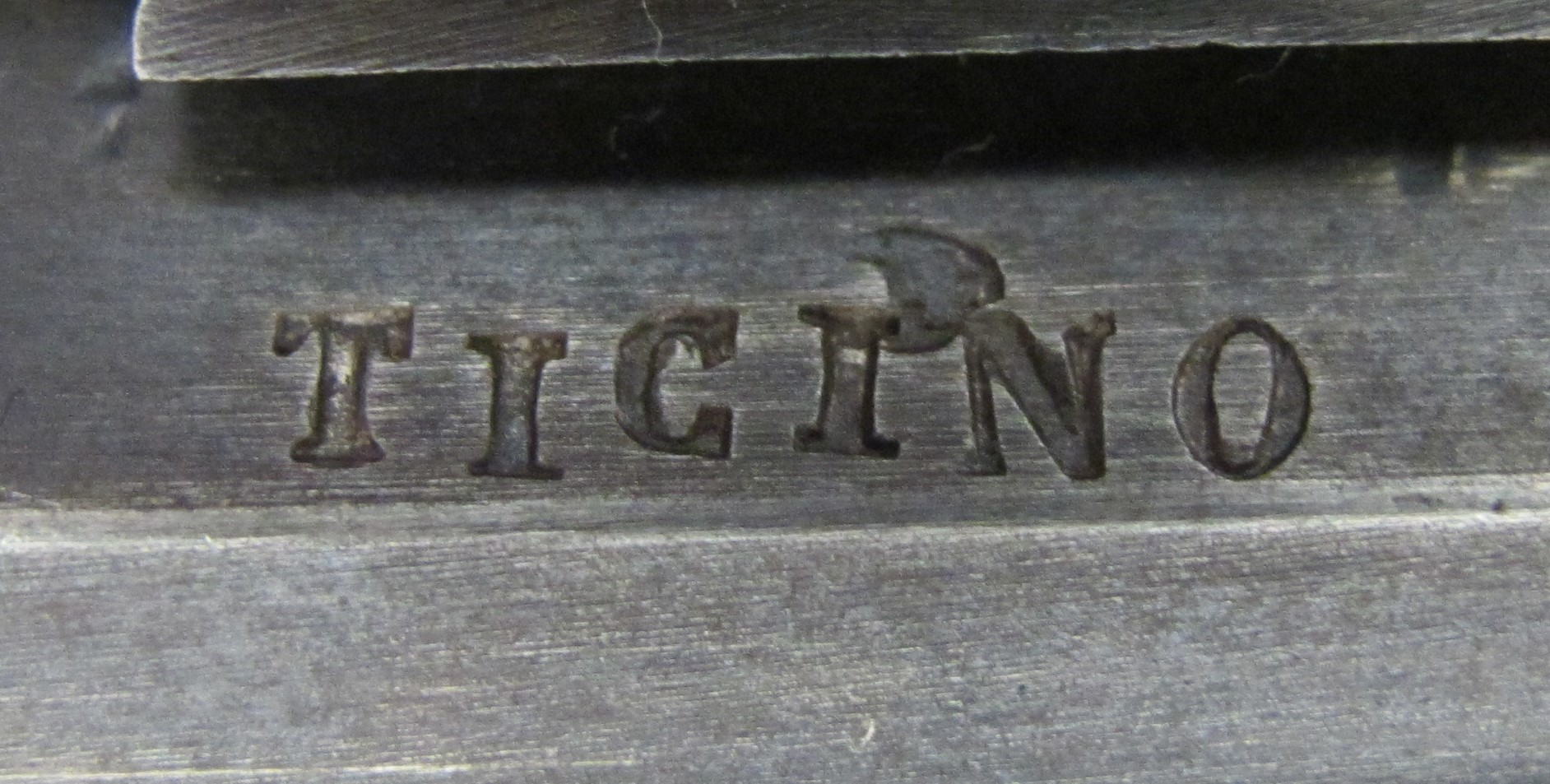
Poinçon du canton du Tessin (TICINO), relevé sur un fusil de cadet.
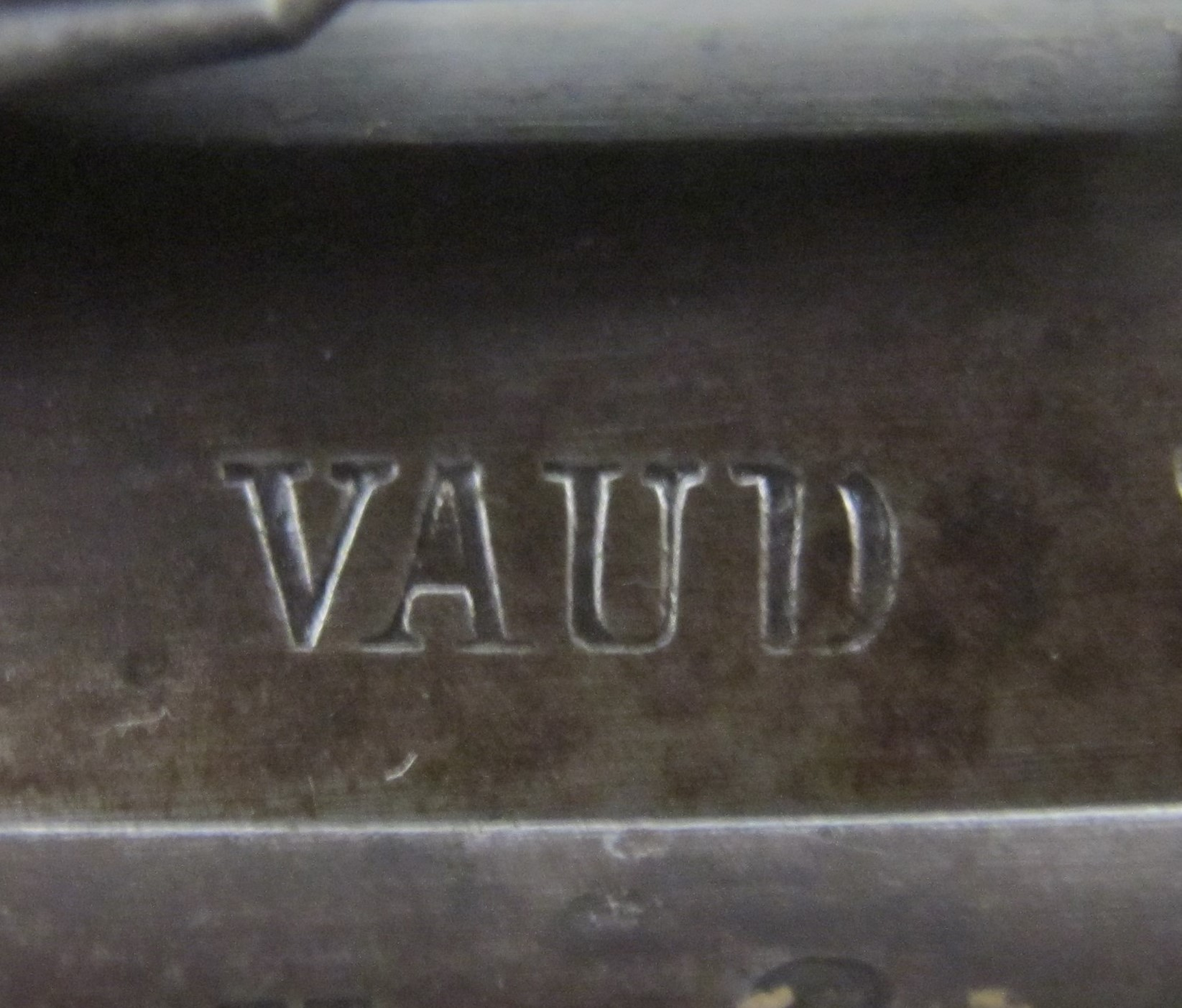
Poinçon du canton de Vaud, relevé sur un fusil 69/71
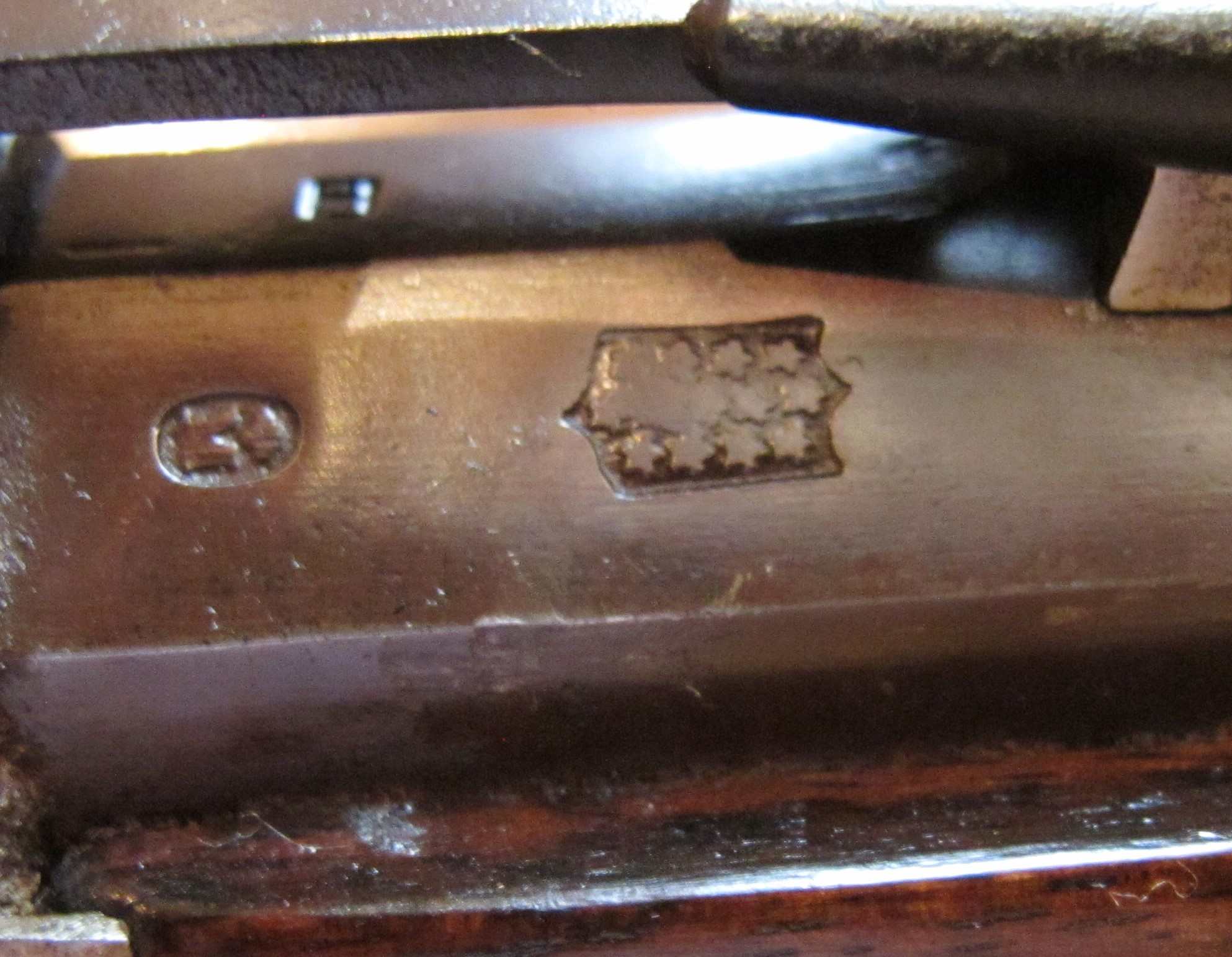
Poinçon du canton du Valais, relevé sur le canon d'un fusil 71

### Marquages d'armuriers privés et de revendeurs

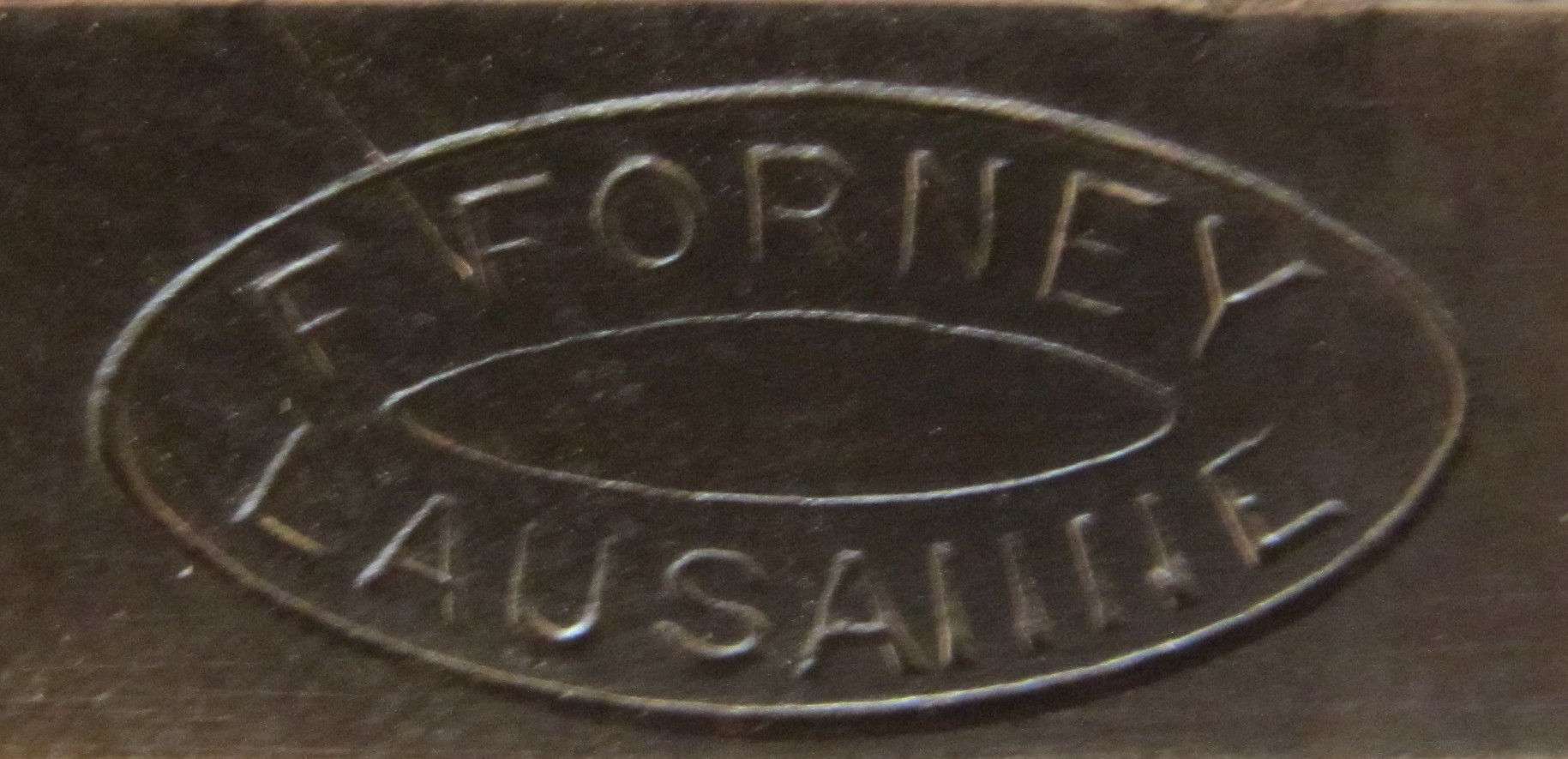
Poinçon de l'armurier François Forney à Lausanne 1892-1925

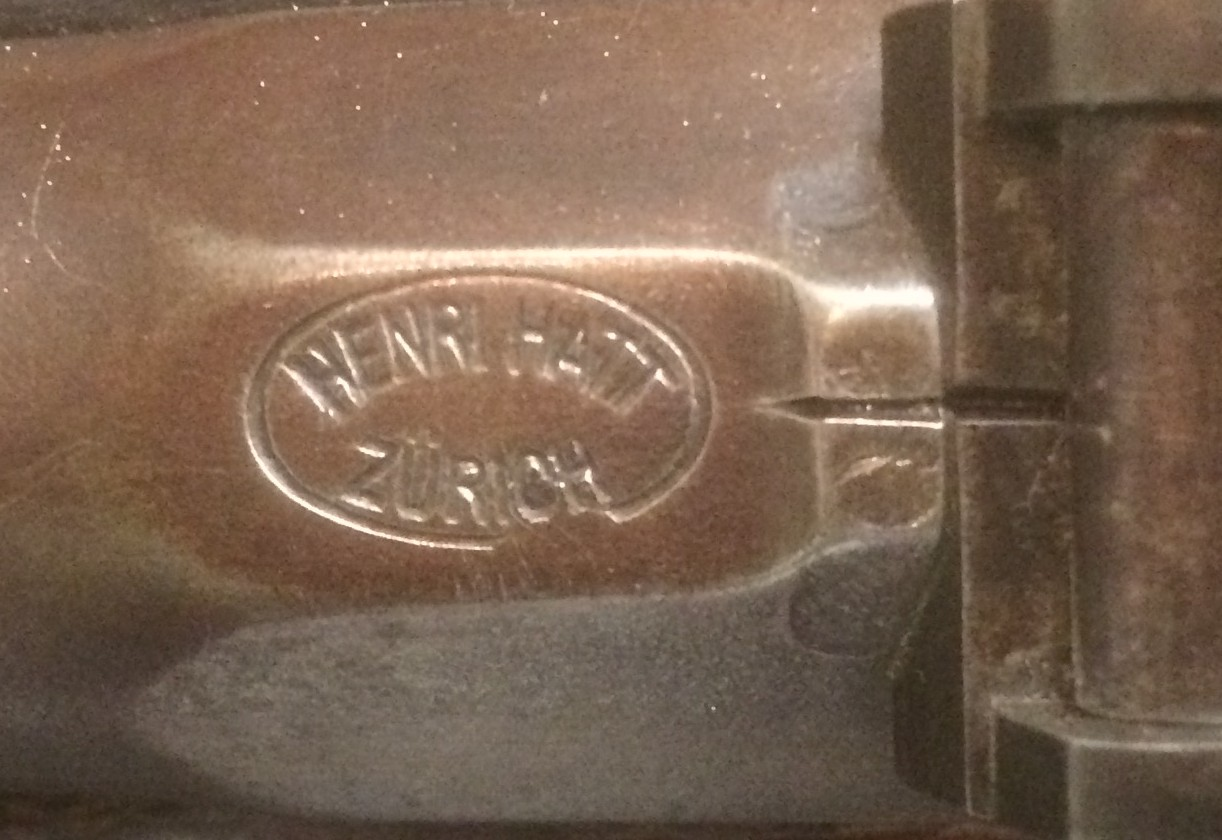
Poinçon de l'armurier Henri Hatt 1874 - 1888 à Zurich, relevé sur une carabine de tir

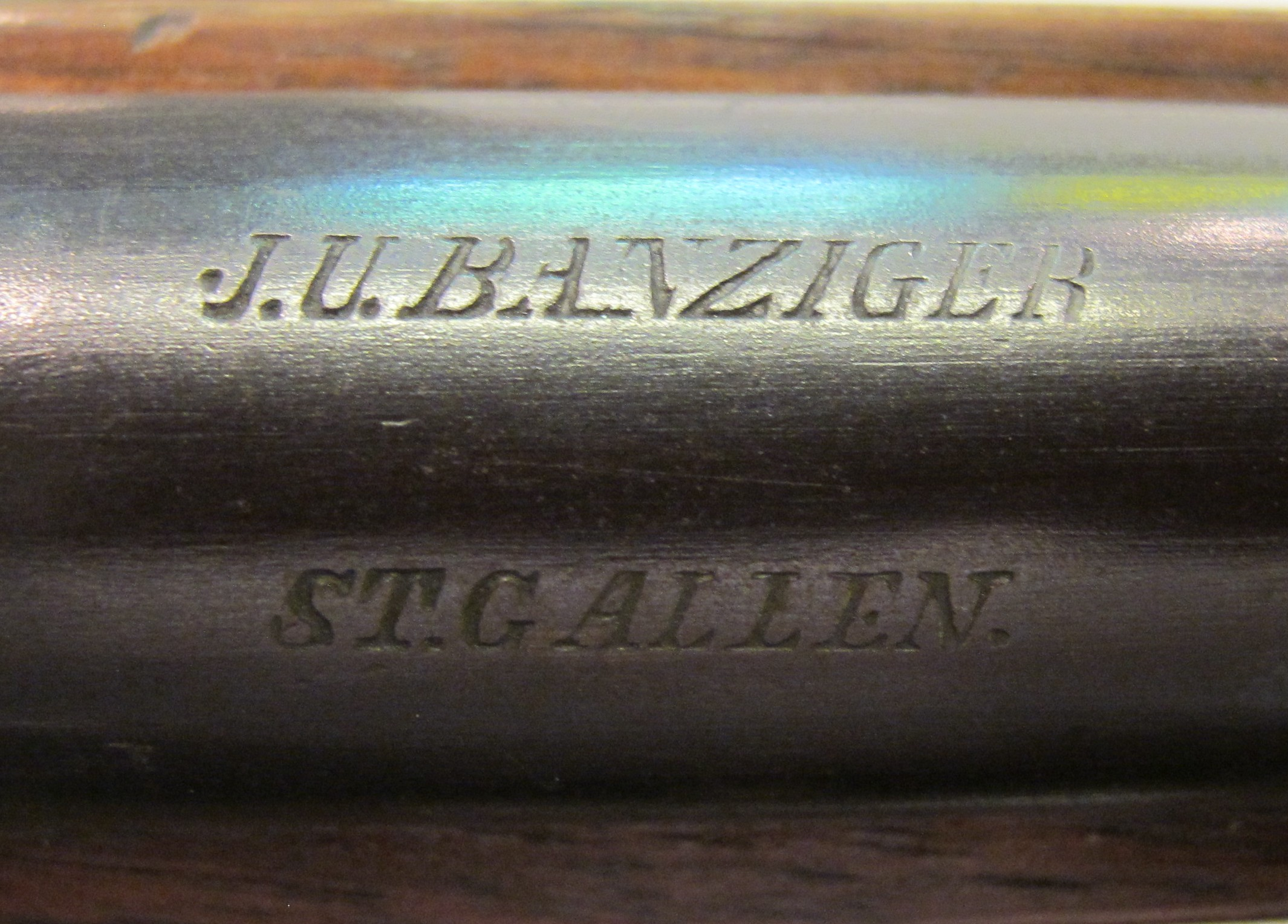
Johann Ulrich Banziger, armurier à St Gall entre 1848 et 1906. Il a présenté des armes de chasse et de tir à l'exposition nationale de 1883 à Zurich.

## Productions
- Fusils d'infanterie : 228 060
- Carabines : 21 406
- Mousquetons de cavalerie : 3 500
- Mousquetons de garde-frontière : 400
- Mousquetons modifiés pour garde-frontière : 280

## Munitions

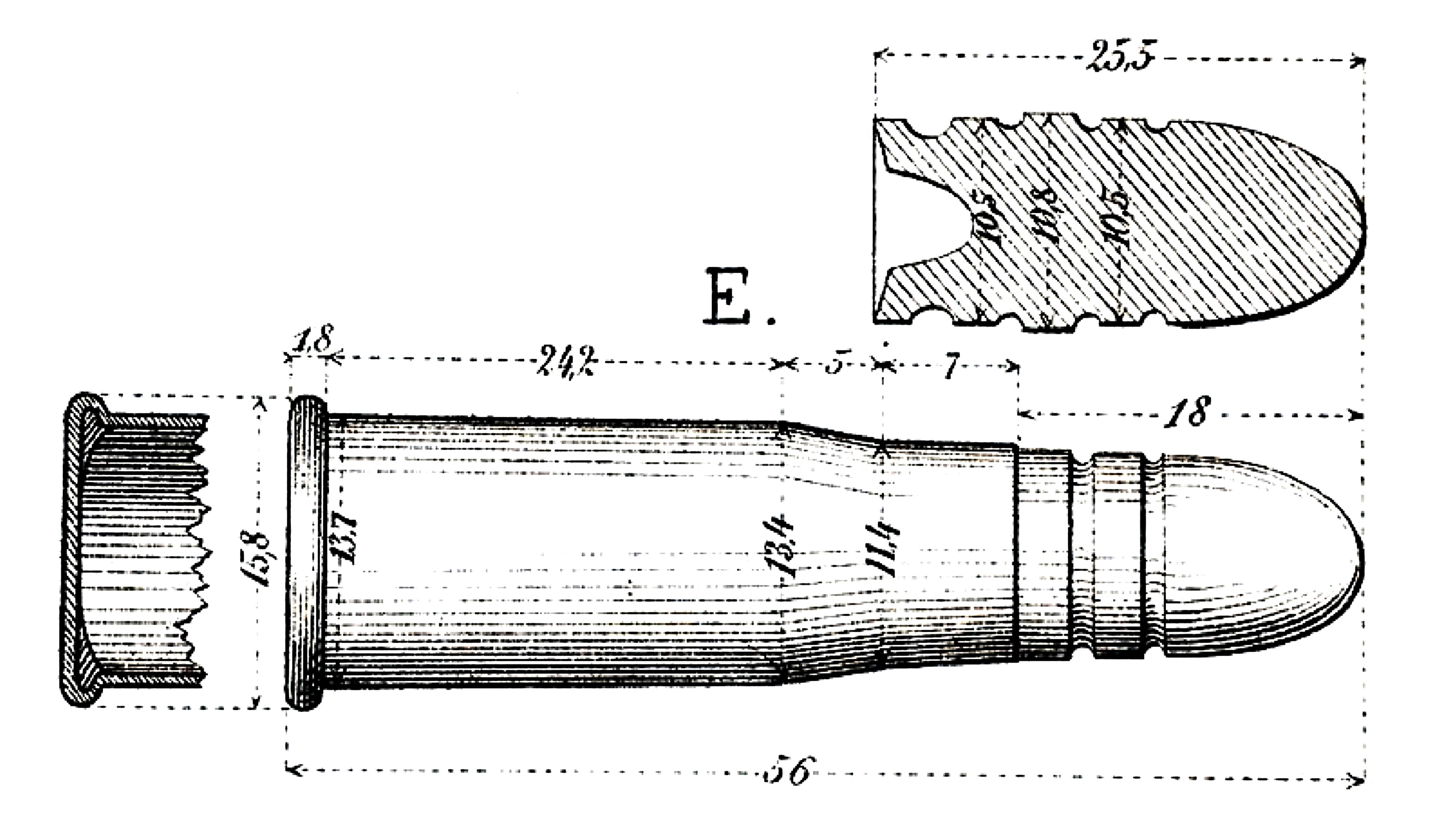
Cartouche 10.4 mm Vetterli, ordonnance de 1869 (Dénomination GP 1869)

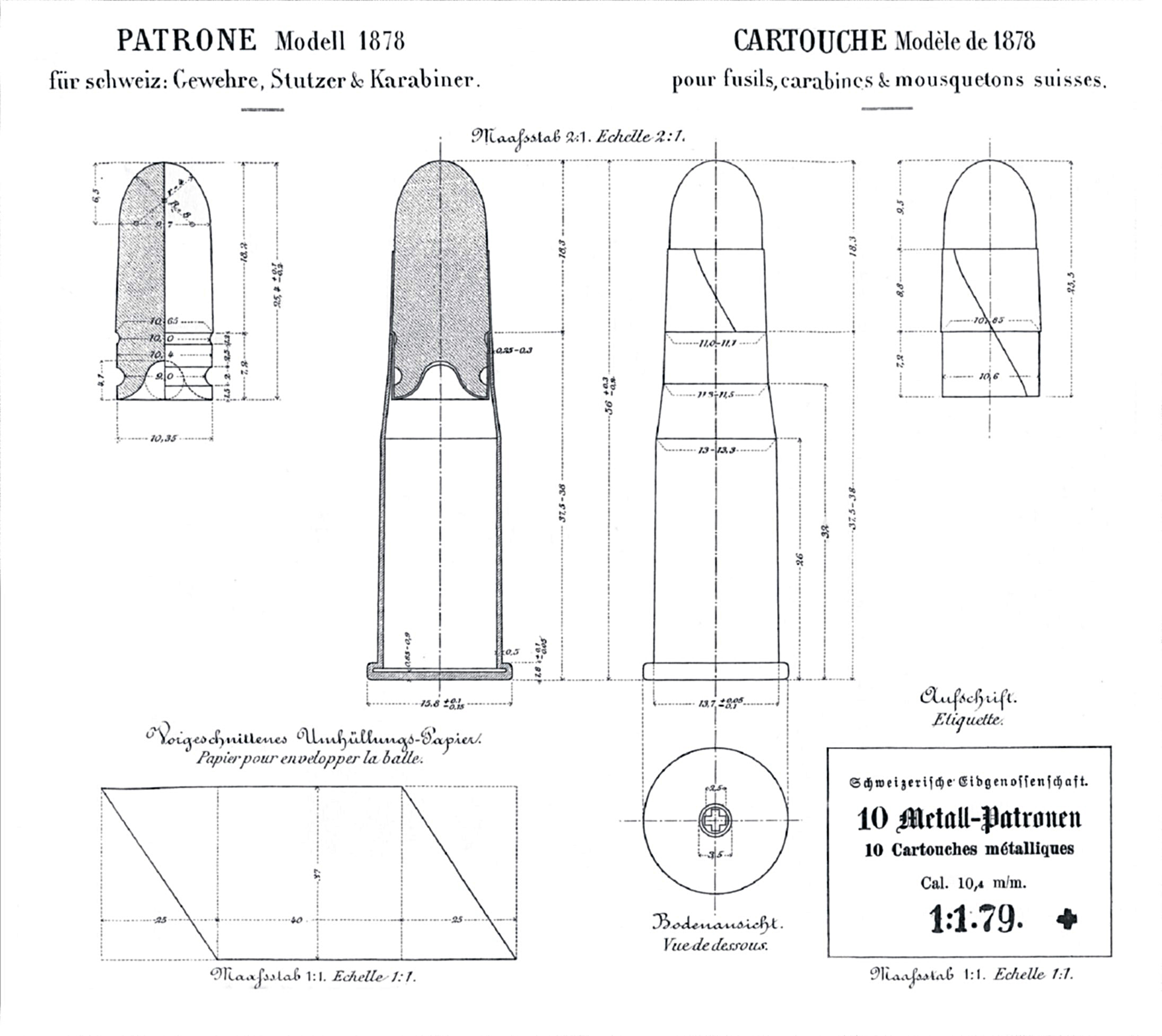
Cartouche 10.4 mm Vetterli, ordonnance de 1878, (Dénomination GP 1878)

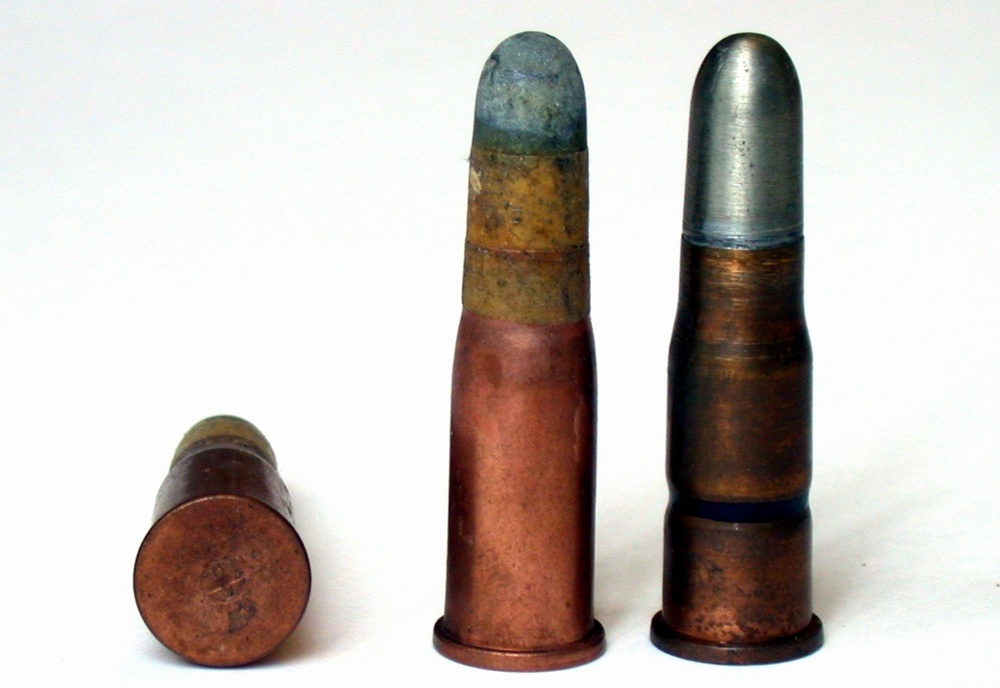
Cartouche Vetterli, à droite la cartouche de manipulation

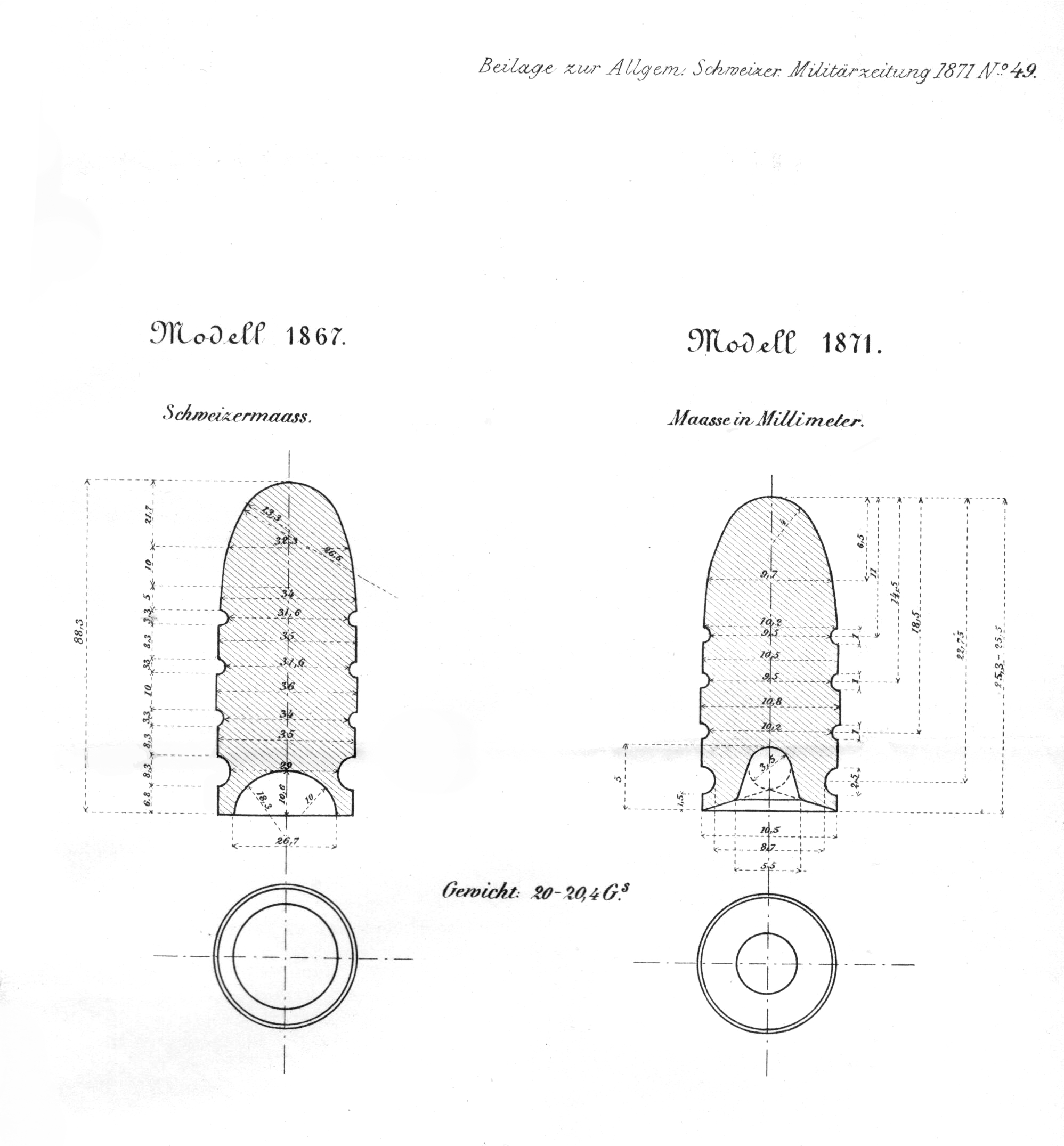
Profils des balles mod GP 1867 et GP1871, Allgemeine Schweizerische Militär-Zeitung N°49 1871

La cartouche Vetterli, fabriquée en Suisse en série à partir de 1867 était dénommée Cartouche métallique cal 10,4 m/m ou (Dénomination GP 1867). C’était une cartouche à poudre noire, avec un étui en Tombac (94 % Cuivre, 6 % zinc) à bourrelet, à percussion annulaire. La balle ogivale en plomb dur était du type Minié. Les armes suisses à percussion récentes étaient calibrées à 10,4 mm (carabine 1851, fusil de chasseurs 1856, fusil d'infanterie 1863 et carabine 1864). Lorsque la question du chargement par la culasse s'est posée à la Suisse comme à tous les pays européens, ces armes étaient encore en très bon état et pour des raisons économiques et de rapidité de mise à niveau de l'armement, il a été décidé à titre transitoire de transformer ces armes plutôt que d'en acheter de nouvelles. Parallèlement un nouveau modèle fût étudié. C'est pourquoi le calibre 10,4 mm fût conservé pour les armes transformées selon le système Amsler-Milbank, pour le nouveau fusil Peabody acheté en urgence aux États-Unis et pour le nouveau fusil Vetterli. Ceci garantissait l'unité de munition pour l'armée fédérale et pour la Landwehr. Le Landsturm était provisoirement armé de fusils de gros calibre (18 mm) modifiés en attendant de recevoir les fusils de petit calibre.
Caractéristiques:
a-L'étui est tiré d'une rondelle en tombac
- Diamètre 36,2 mm
- Épaisseur 0,85 mm
- Poids 7,5 g

b-Étui
- Longueur de l'étui cylindrique 37,2 mm
- Longueur de l'étui embouti conique 37,8 mm
- Hauteur du bourrelet 1,8 mm
- Diamètre du bourrelet 15,8 mm
- Diamètre devant le bourrelet 13,7 mm
- Poids de l'étui terminé 6,2 g
- Poids de l’amorce sèche 0,1 g
- Composition de l'amorce : fulminate de mercure 58,82 %, poudre de verre 29,41 %, chlorate de potasse 7,35 %, gomme en solution 4,42 %

c- Charge 3,7 g de poudre no 4 (cartouche pour cadet 3 g)
- Selon la densité de la poudre de 3,62 à 3,76 g

d- Balle
- Calibre nominal : 10,4 mm
- Poids 20,2 g
- Alliage : plomb 99,5 %, antimoine 0,5 %

e-Papier-enveloppe, avec graisse, poids 0,2 g
f-Cartouche terminée et graissée
- Poids total : 30,4 g
- Longueur totale : 56 mm
- Calibre de la balle avec papier graissé :10,8 mm

g- Composition de la graisse : suif de mouton 5 parties, cire 1 partie.
h- Paquet de 10 cartouches
- Dimensions 67 × 62 × 29 mm
- Poids 316 g

### Variantes

#### 10,4 × 38 mm RVetterli suisse
Ce calibre de cartouche est en double percussion annulaire, chargé à la poudre noire, développé pour le fusil réglementaire Vetterli 1869, 1871, 1878, et 1881.
Introuvable, le culot doit être repercée et devenir une cartouche en percussion centrale et pouvoir être rechargée.

#### Cartouche pour cadet à charge réduite
Cartouche à charge réduite à 3 g livrée en paquet de 10 coups avec une étiquette violette. Cette munition pouvait aussi être tirée par le fusil et la carabine d'ordonnance, elle était même préférée par les sportifs car elle fatigue moins le tireur et donne de meilleurs résultat en cible.Son succès était tel que le Département militaire interdira aux débits de poudre de vendre cette munition aux sociétés de tir et aux particuliers pour obliger les soldats à s'exercer avec la munition d'ordonnance.

#### Cartouche d'exercice
La cartouche d'exercice comprend :
- l'étui
- le fulminate
- la charge de poudre
- le tampon de graisse

Ce dernier est séparé de la poudre par une rondelle en carton et maintenu à l'avant par une autre rondelle en étoffe recouverte d'une couche de laque.
Il existe deux espèces de cartouches d'exercice :
1. La première, pour charges successives, fabriquée avec des étuis de rebut provenant de la munition à balle, elle est courte et ne peut être chargée que coup par coup.
2. La seconde, pour répétition, avec des étuis en laiton plus longs, fabriqués ad hoc, permet le chargement par le magasin.

Le paquetage de la munition d'exercice se fait aussi par 10 cartouches, mais dans des boîtes en carton dont le couvercle est simplement collé.
Chaque paquet de cartouches porte une inscription indiquant son contenu ainsi que la date de sa fabrication.

#### Cartouche à percussion centrale
Pour les fusils transformés en fusil de chasse.
Ce calibre a fait une réapparition soudaine sous la forme de la cartouche 10,4 × 32 (590-0760) pour fusil 150, arme silencieuse destinée à l'organisation secrète P26.

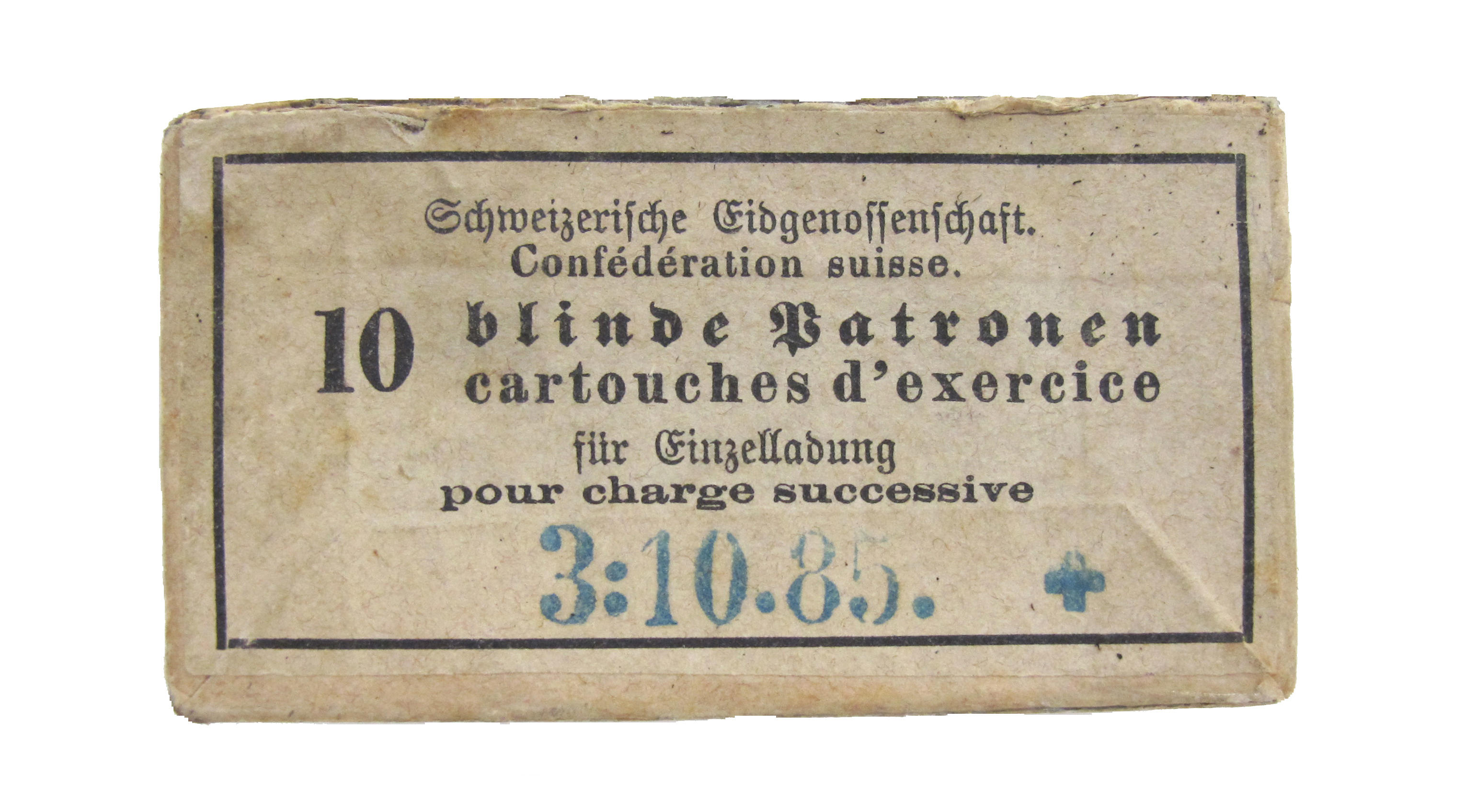
Paquet de 10 cartouches d'exercice pour le tir par charges successives, (sans utilisation du magasin du fusil), 1885.
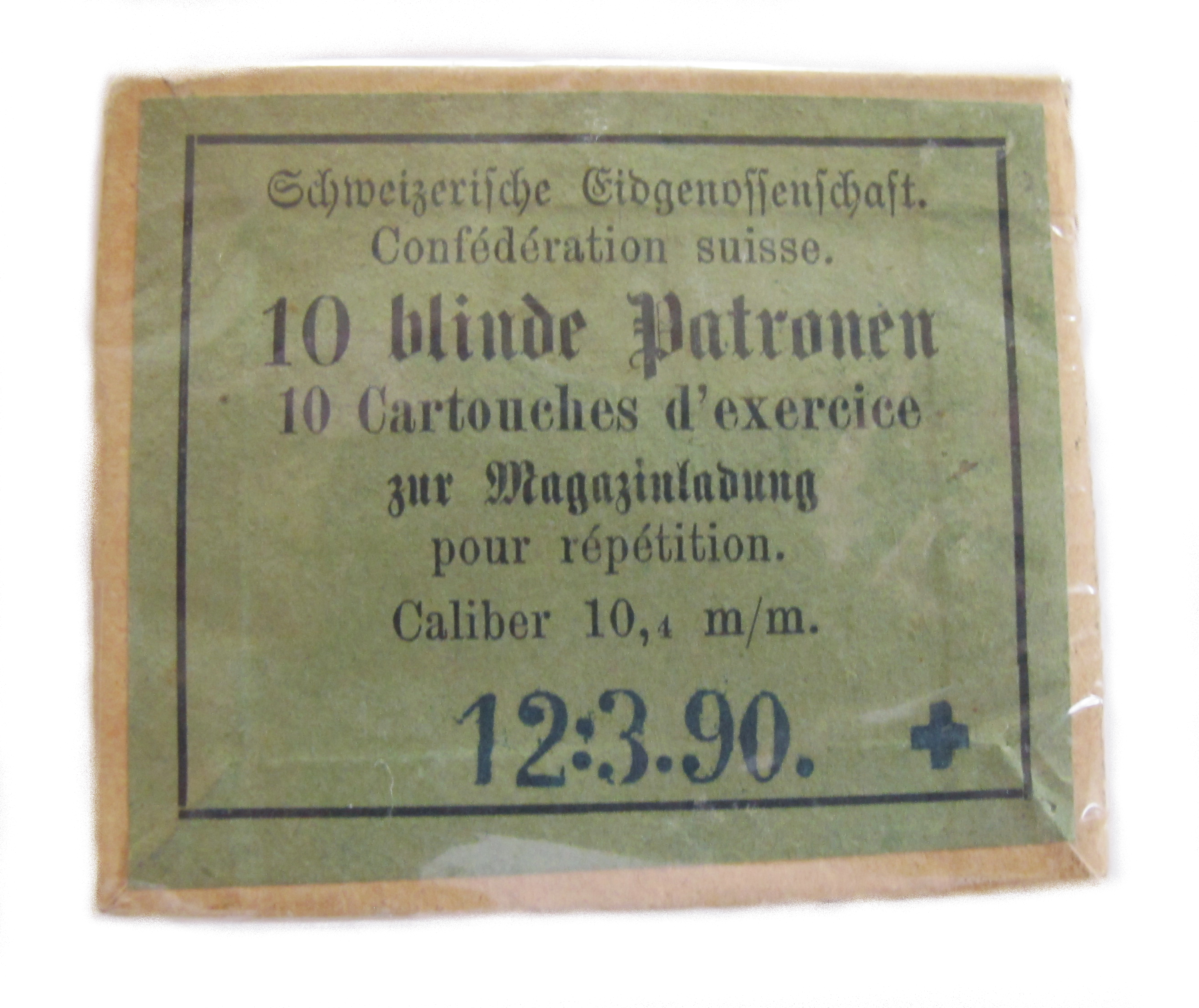
Paquet de 10 cartouches d'exercice pour le tir à répétition, 1890.
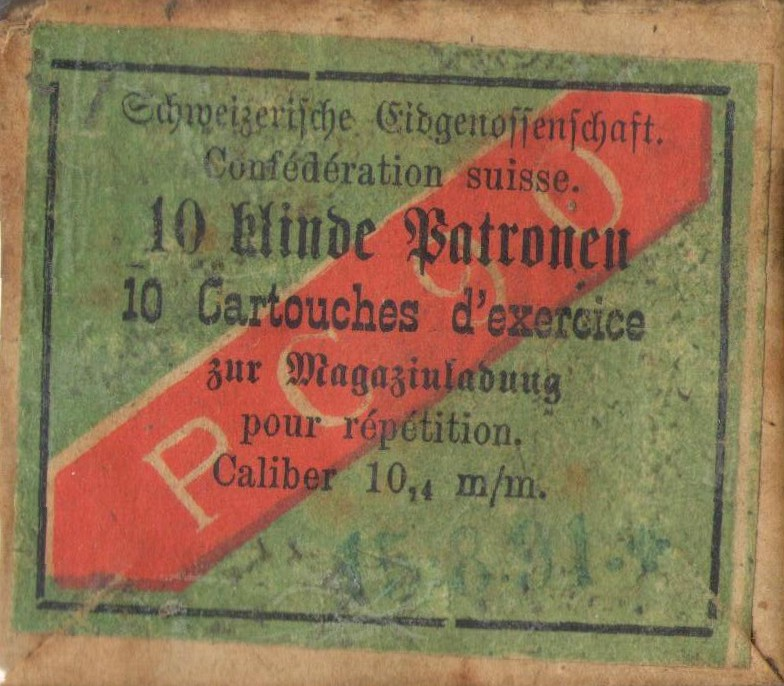
Paquet de 10 cartouches d'exercice pour le tir à répétition, chargement à poudre sans fumée PC90, 1891
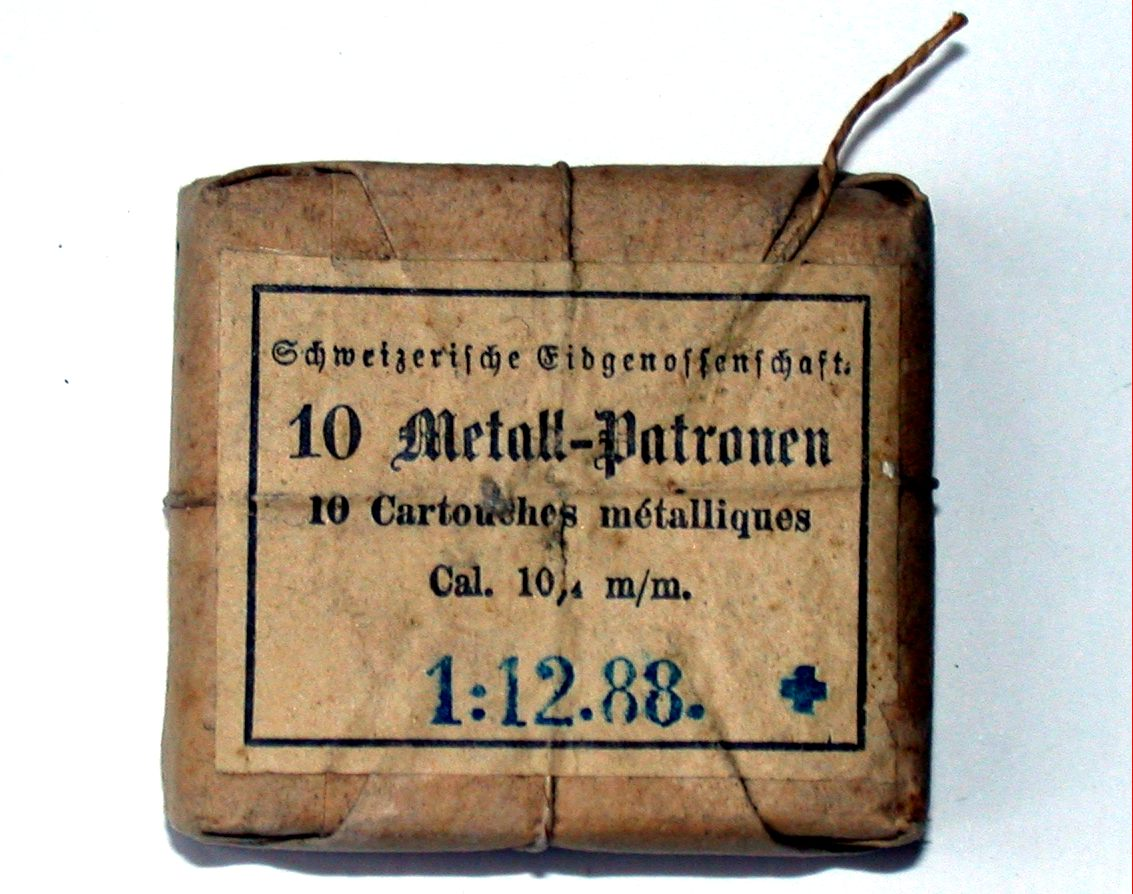
Paquet de 10 cartouches à balle, charge à poudre noire, 1888
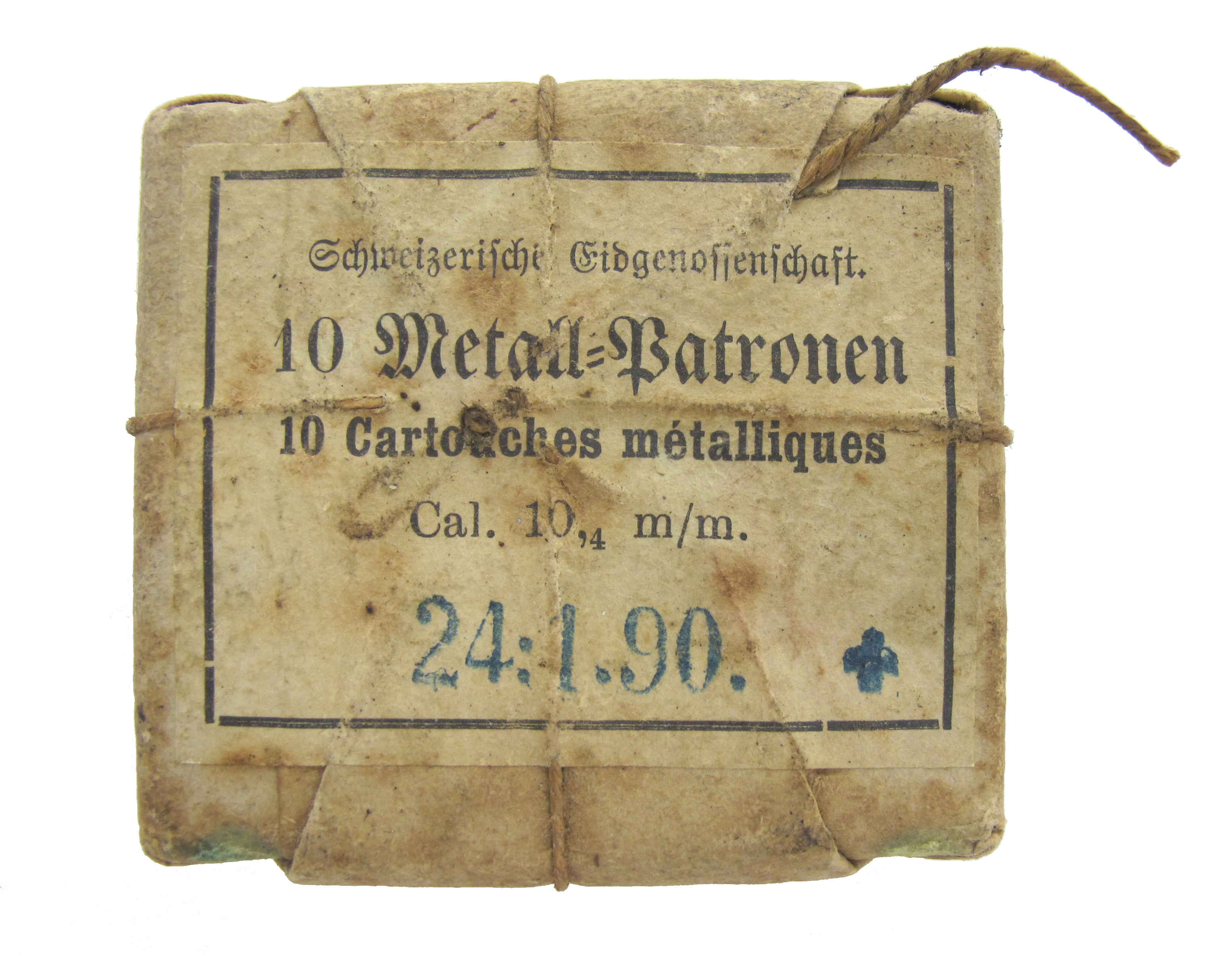
Paquet de 10 cartouches à balle, charge à poudre noire, 1890.
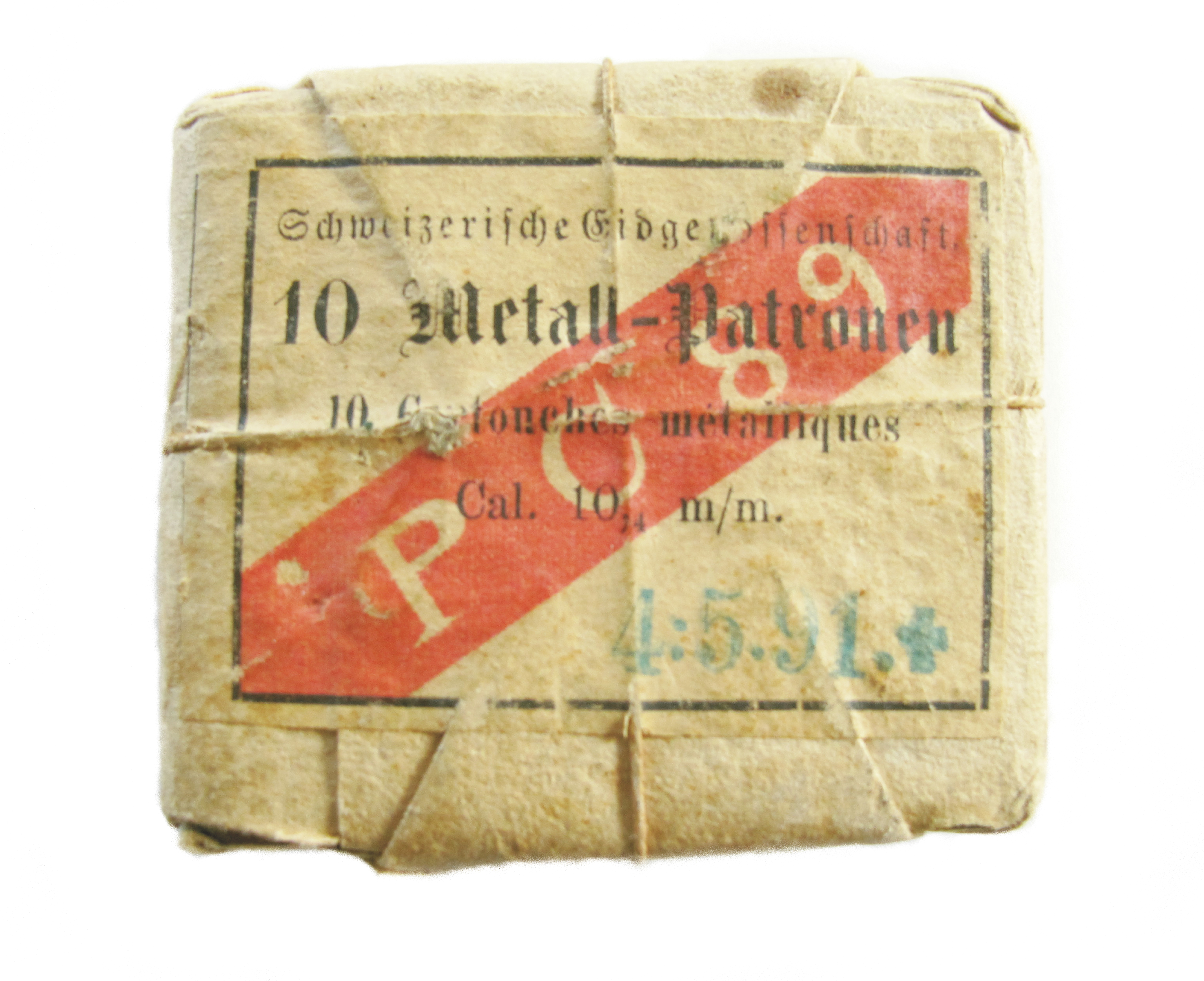
Paquet de 10 cartouches à balle, avec chargement à la poudre sans fumée PC89, 1891.
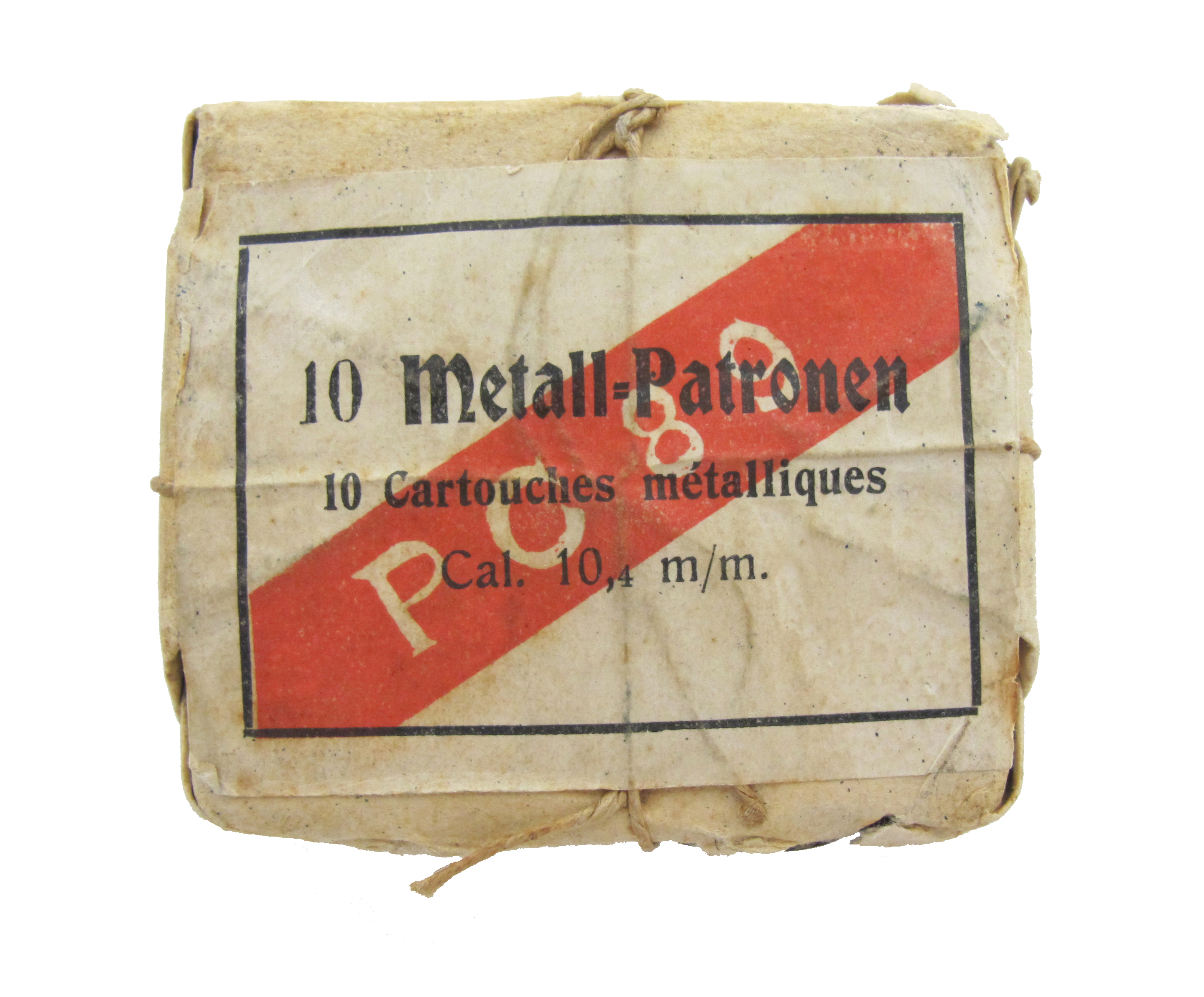
Paquet de 10 cartouches, sans date, destiné à la vente commerciale civile.
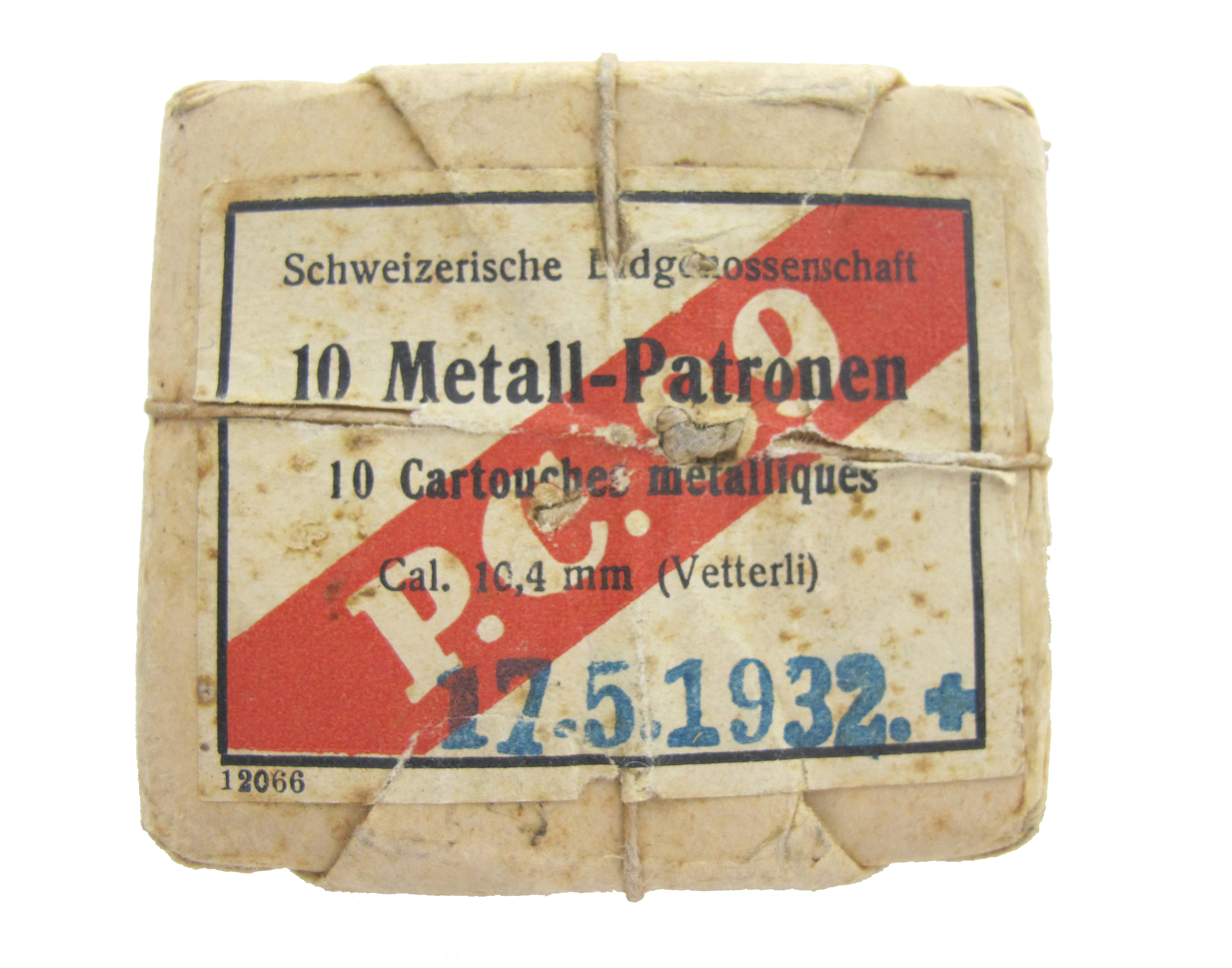
Paquet de 10 cps, cartouche de chasse no 109, fabriqué par intermittence entre 1920 et 1949.
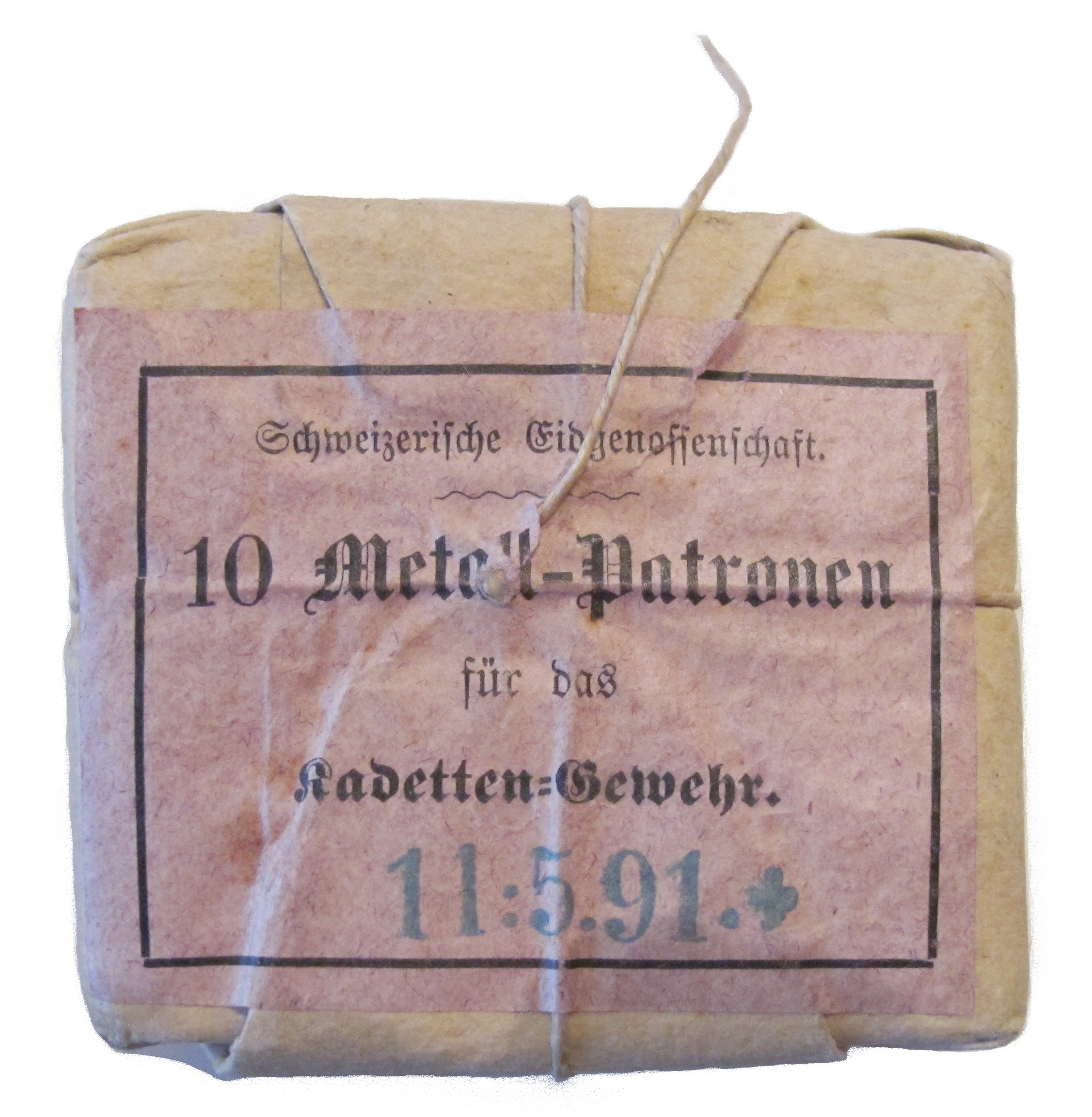
Paquet de 10 cartouches à charge réduite pour fusil de cadet. Étiquette violette. Année de fabrication 1891.
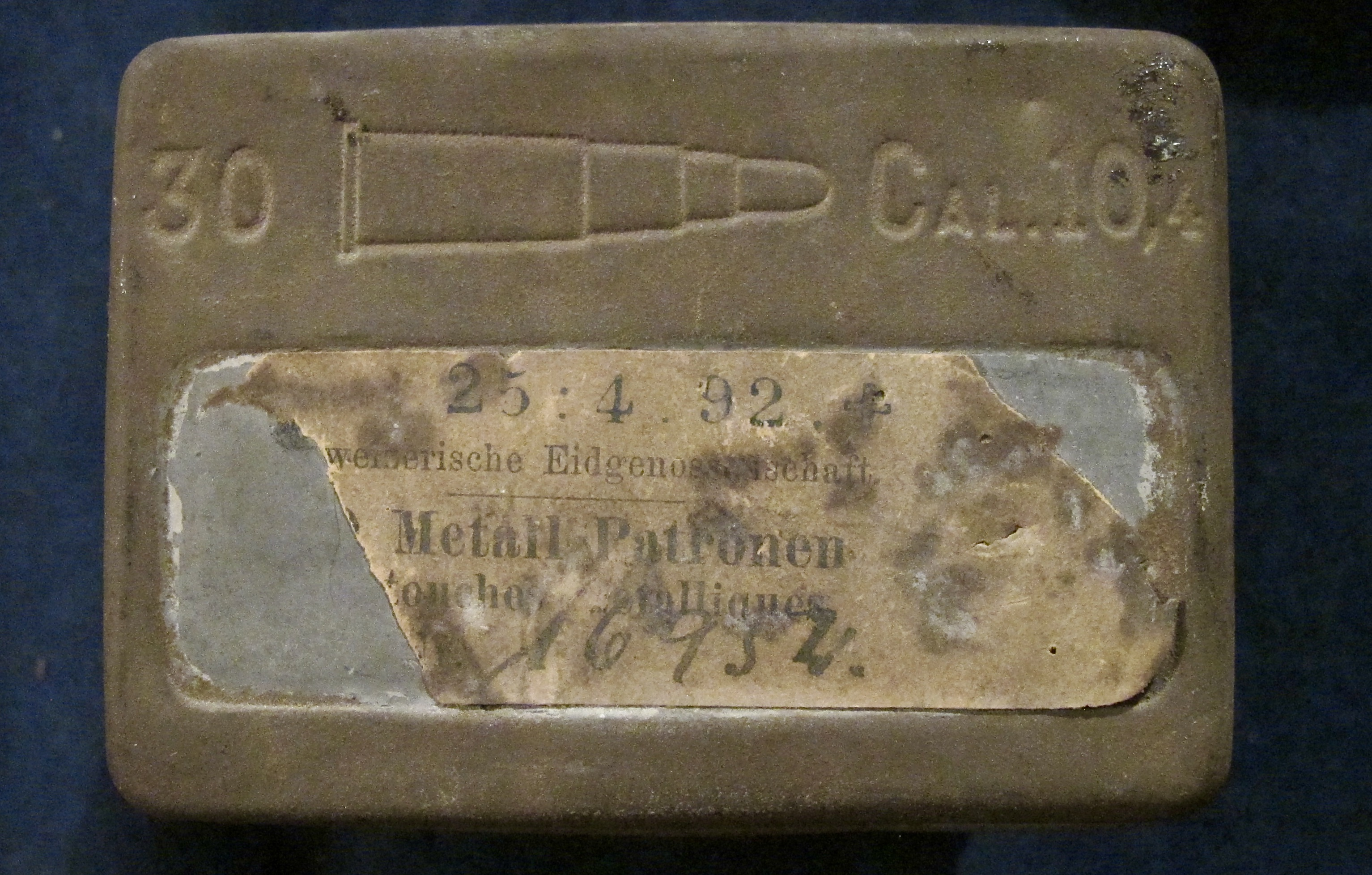
Boîte de munition de poche, emballage en métal, scellé à l'étain; 30 cartouches cal. 10.4 x 38 Vetterli pour les soldats du Landsturm.

## Épilogue

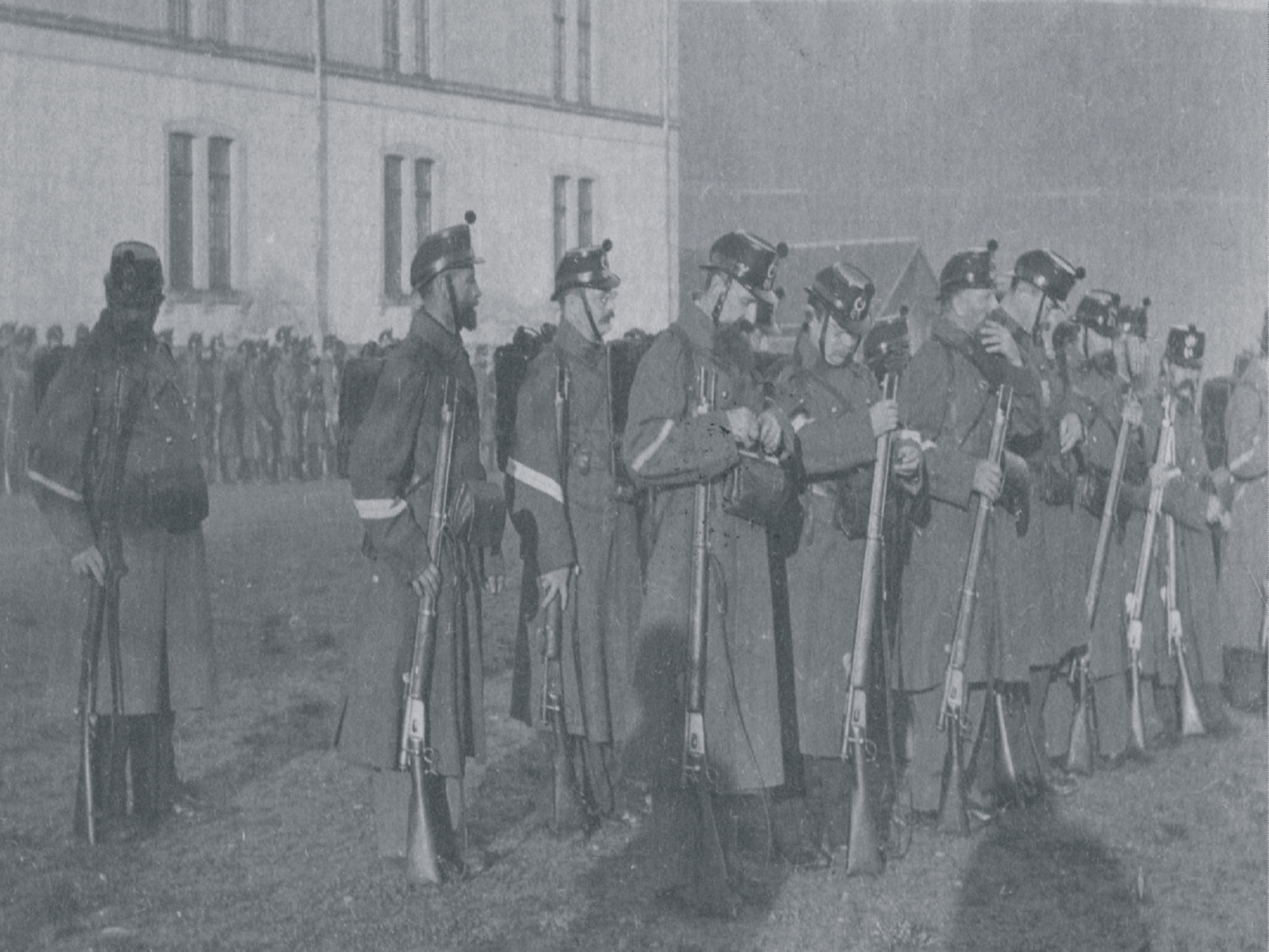
Groupe de fantassins du Landsturm, caserne d'Herisau novembre 1898

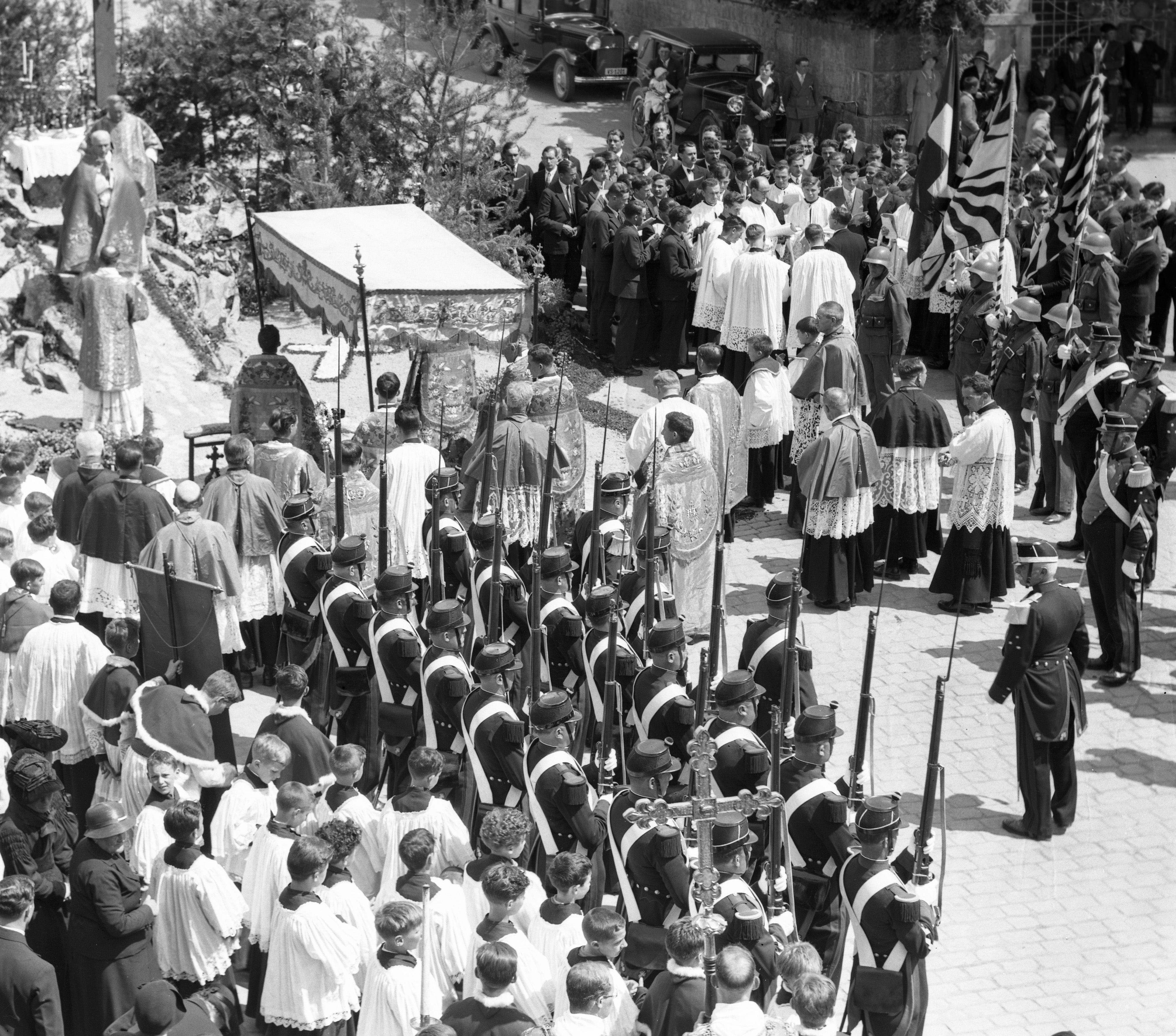
Peloton d'honneur de la gendarmerie valaisanne à la procession de la Fête-Dieu dans les rues de Sion en 1933. Les gendarmes sont armés de fusils Vetterli mod. 1881

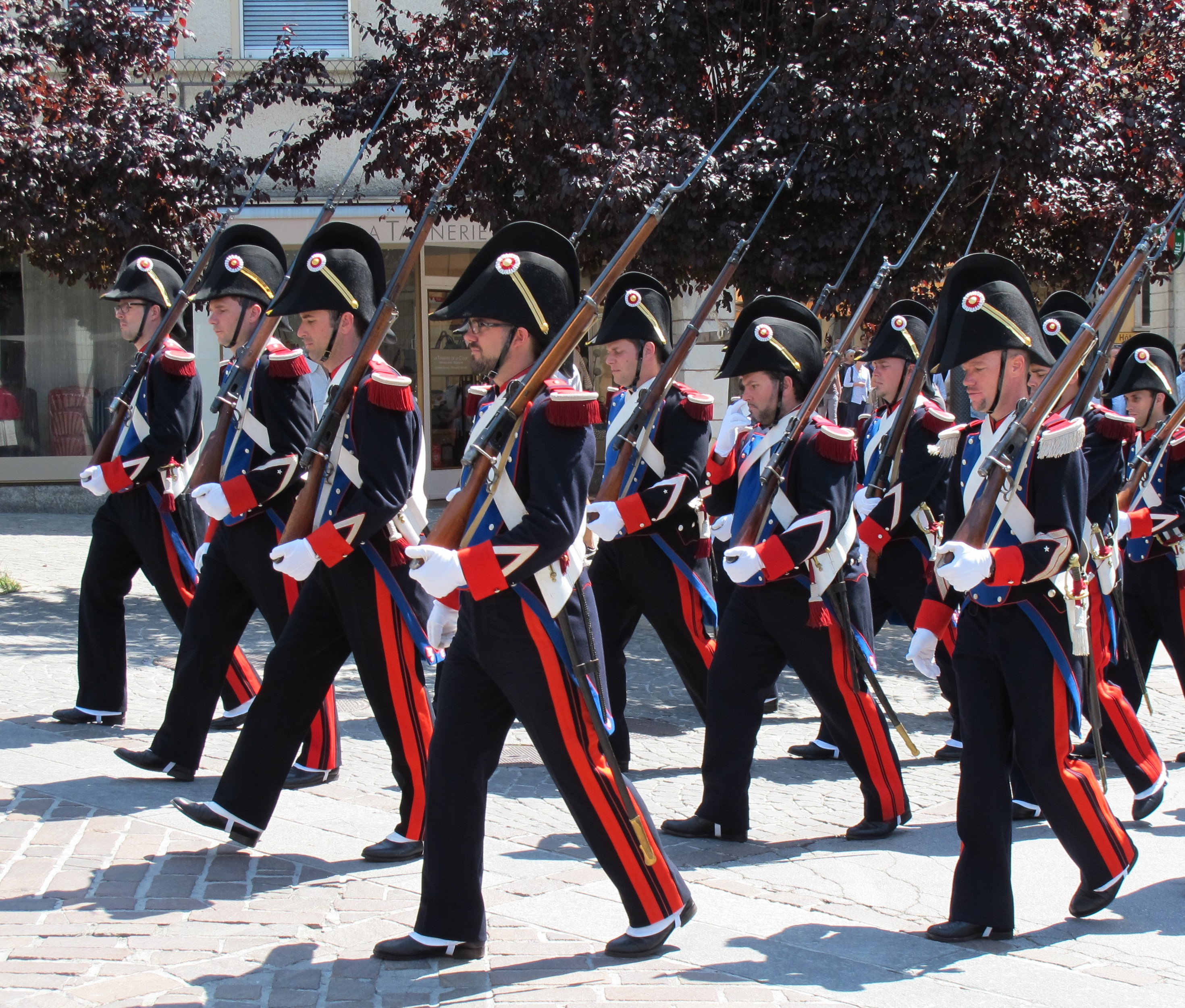
Gendarmes valaisans, procession de la Fête-Dieu, Sion 19 juin 2014. Ils sont armés de fusils Vetterli 1881, mais étrangement les fusils sont équipés de baïonnettes à douille alors que le tenon de la baïonnette sabre est bien visible

Malgré la modernité du Vetterli , l'armée suisse l'a constamment maintenu au meilleur niveau. En 1883, des essais ont été réalisés pour moderniser le Vetterli et l'adapter au tir de munitions à poudre sans fumée et de calibre réduit à 8 mm puis 7,5 mm suivant les recherches du Colonel Rubin de la Waffenfabrik de Berne. Le système de magasin tubulaire n'étant pas adapté à ces nouvelles munitions à inflammation centrale, l'arme fût abandonnée au profit de fusils à chargement par un magasin vertical élaborés par SIG et par le colonel Schmidt de la W+F.
Les essais aboutirent à l'adoption du système Schmidt-Rubin modèle 1889 puis 1896 en calibre 7,5 mm, GP90 à poudre sans fumée, chargeur-magasin vertical de 12 coups puis amélioré avec une nouvelle cartouche GP11 dans deux fusils à poudre sans fumée, le fusil 11 et le mousqueton 11.
Ces armes étaient au-dessus du niveau des Mauser, Carcano et autres Lebel : le rechargement de l'arme était jusqu'à 6 fois plus rapide, et les systèmes d'alimentation des plus modernes (chargeurs 12 ou 6 + lames-chargeurs de 6 coups).
Après l'introduction du fusil Schmidt-Rubin 1889, le Vetterli devient l'arme du Landsturm jusqu'en 1911. Les armes devenant propriété des soldats à la fin de leurs obligations militaires elles ont été utilisées comme arme de tir ou de chasse par la suppression du tube magasin et par la mise à feu à percussion centrale. L'armée a vendu ses derniers stocks dans les années 1950. C'est une arme qui est courante chez les armuriers et antiquaires spécialisés dans les armes anciennes. La munition à percussion annulaire n'est plus fabriquée. La carrière du Vetterli a été plus longue dans l'armée italienne qui l'a modifié deux fois par l'adoption d'un magasin vertical (Vetterli/Vitali) et ensuite par le tir de la munition de petit calibre du Carcano. Ces armes ont servi pendant les 2 guerres mondiales comme arme de seconde ligne et dans les colonies.
Le Vetterli aurait été utilisé lors de la guerre Russo-Finlandaise de 1918, côté finlandais, dans des combats d'arrière-garde. Au début du siècle dernier, des armuriers belges en fournissaient aux colons en partance pour le Congo. Les pionniers américains partant vers l'Ouest ont aussi acheté des Vetterli de surplus ce qui explique que plusieurs manufacturiers américains de munition avaient dans leurs catalogue la munition 10.4 annulaire dénommé .41Swiss aux États-Unis.
La munition n'étant plus produite, cette arme aurait pu tomber dans l'oubli, mais une modification permit de la convertir en percussion centrale et de la faire tirer à nouveau.

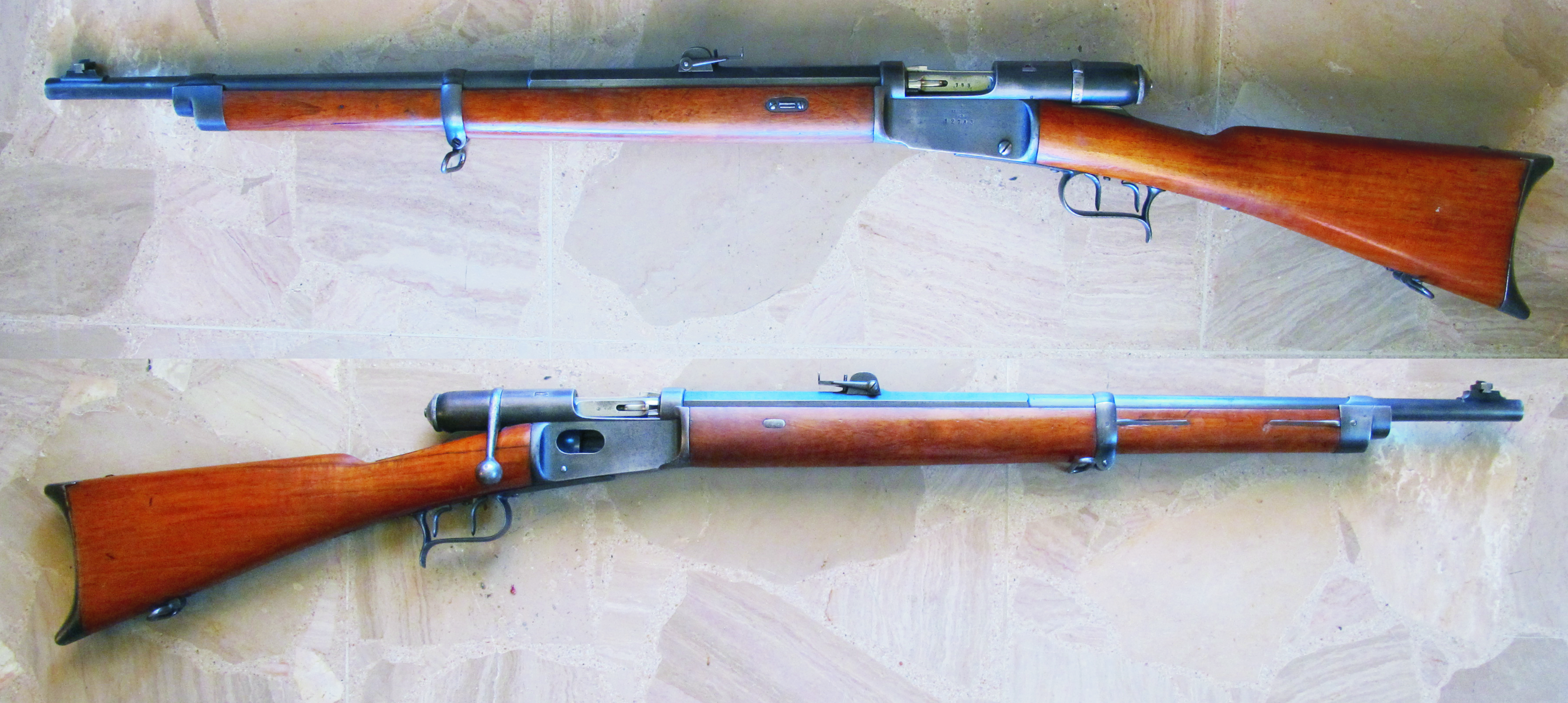
Carabine mod. 1881 convertie pour le tir de la munition .22lr. Modification de la culasse, du percuteur, de l'extracteur. Le fût a été raccourci, le magasin tubulaire et la baguette supprimés. Un nouveau canon a été ajusté sur la boîte de culasse originale. Transformation effectuée par l'armurier Forney à Lausanne

### Instructions, ordonnances, règlements officiels
- Règlement sur l'habillement, l'armement et l'équipement de l'armée fédérale du 7 août 1852, imprimerie Chr. Fischer, Berne, 1852.
- Beschluss des schweizerischen Bundesrathes betreffend die Kopfbedeckung für die schweizerische Armee vom 20. Januar 1869
- Anleitung zur Kenntniss und Behandlung des Repetirgewehrs Modell 1869, 22p & II pl., imprimerie Alex. Fischer, Bern 1870.
- Instruction sur la connaissance et l'entretien du fusil à répétition modèle de 1869. in Revue militaire suisse no 10 XVe année, p. 235 à 240 + planche, imprimerie Pache, Lausanne, 1870.
- Description avec planches de dessins du modèle de fusil d'après le système Vetterli, simple charge. proposé par le département militaire fédéral pour l'armement des corps de cadets suisses. Construit et élaboré par ordre du département militaire fédéral par R. Schmidt, major, 3p & VIII pl., Berne 1870.
- Ordonnance avec planches de dessins du mousqueton à répétition suisse (Système Vetterli) , 6p et X pl. Décision du Conseil Fédéral Suisse du 20 février 1871, lithographie G. Kummerli, Berne 1871.
- Ordonnance avec planches de dessins de la carabine à répétition suisse (système Vetterli), 6p. & XI pl. Décision du Conseil Fédéral Suisse du 27 février 1871, avec les modifications ratifiées jusqu'à fin 1871. Lhitographie W. Bäschlin, Schaffhausen 1872.
- Ordonnance sur les caisses d'outils d'armurier et de pièces de rechange des bataillons d'infanterie et de carabiniers armés du fusil à répétition, 12 p. & II pl. Arrêté du Conseil Fédéral du 17 janvier 1872, Imprimerie J. Wyss, Berne 1872.
- Ordonnance avec planches de dessins du fusil à répétition suisse (système Vetterli), 6p. & XI pl. Décision du Conseil Fédéral Suisse du 8 janvier 1869, avec les modifications ratifiées jusqu'à fin 1871. Lhitographie W. Bäschlin, Schaffhausen 1872.
- Istruzione sulla conoscenza e conservazione del fucile a ripetizione, Bellinzona, 1872.
- Das Schweizerische Kadettengewehr, einlader nach System Vetterli, Rud. Schmidt, Major. Bern 1872.
- Instruction sur la connaissance et l'entretien des armes à feu portatives, Arrêté du Conseil fédéral suisse du 7 mai 1873, Imprimerie Fischer, Berne, 1875.
- Appendice à l'instruction sur la connaissance et l'entretien des armes à feu portatives concernant la carabine à répétition (modèle 1871), Imprimerie Fischer, Berne, 1876.
- Règlement d'exercice pour l'infanterie suisse, 1re partie : école du soldat. Arrêté de l'Assemblée Fédérale du 24 mars 1876, Imprimerie Stämpfli, Berne 1876.
- Instruction sur le tir au but et l'estimation des distances pour l'infanterie suisse.  Adopté par le Département militaire fédéral le 7 avril 1875, Imprimerie Georges Bridel, Lausanne 1876.
- Le fusil suisse à répétition (système Vetterli) modèle perfectionné en 1878 et sa munition perfectionnée, description et instruction en langue française et allemande; avec un atlas représentant l'arme et ses détails en grandeur naturelle sur 13 planches de dessins chromo-lithographiques, par R.Schmidt Lieut.-colonel, F. Lips lithographie artistique, Berne 1879.
- Ordonnance avec planches de dessins du mousqueton à répétition suisse (système Vetterli) Modèle 1871/78., 6 p. & X pl., décision du Conseil Fédéral suisse du 20 février 1871 et du 30 avril 1878, seconde édition Berne 1881
- Ordonnance avec planches du fusil à répétition suisse, IIIe édition modèle 1878/81 (système Vetterli), avec appendice sur la carabine à répétition modèle 1881., 13 p. & XIV pl., arrêté du Conseil fédéral du 22 mars, 1er novembre 1881 et 7 mars 1882, Berne, 1882
- Instruction pour le tir à l'usage de l'infanterie suisse, approuvé par le Conseil fédéral le 8 février 1881, Imprimerie K. J. Wyss, Berne, 1881
- L'instruction militaire préparatoire, les corps de cadets, E. Secretan, major, Lausanne 1882
- instruction pour le tir, appendice concernant les nouveaux modèles du fusil et de la carabine à répétition, Imprimerie Staempfli, Berne 1882
- Anhang zur Schiessinstruktion betreffend die neuen Modelle des Repetirgewehrs und Repetirstutzers, Stämpfli'sche Buchdruckerei, Bern, 1882
- Ordonnance sur l'équipement des caisses d'armuriers et des sacoches d'armuriers pour les bataillons de fusiliers et de carabiniers (pour fusil et carabine à répétition, modèle 1881) 12 p & VI pl. 3e édition. Arrêté du Conseil Fédéral du 31 janvier 1879 avec compléments jusqu'à fin 1885, imprimerie Haller à Berne 1885
- Anleitung für Waffenunteroffiziere und Büchsenmacher 72 p & III pl. Vom Schweizerischen Militärdepartemente, Buchdruckerei P.Haller Bern 1886
- Manuel à l'usage du Landsturm suisse, Librairie Nydegger & Baumgart, Berne, 1890
- Instruction pour le soldat du Landsturm, Imprimerie Suter & Lierow, Berne, 1892

### Livres
- (de) Major Rudolf Schmidt, Das Schweizerische Repetirgewehr (systeme Vetterli) Eidgenoschische Ordonnanz vom 30. December 1869., Bâle, Editions Schweizerische Verlagsbuchandlung, 1870
- Major Rudolf Schmidt, Les armes suisses à répétition, système Vetterli, de l'infanterie, des carabiniers et de la cavalerie, Bâle et Genève, Editions H. Georg, 1873
- (de) Lt Ulrich Farner, Handbuch for Den Schweizerischen Infanterie Unterofficier, Zürich, Trüb'sche Buchhandlung Th. Schröter, 1881, 328 p.
- (de) Oberst Rudolf Schmidt, Katalog des Eidgenössischen Sammlung von Handfeuerwaffen-Modellen des In- und Auslandes : Zudienenden Beiwaffen, Zugehör und Munition, Berne, 1885, 20 p.
- Société militaire des carabiniers genevois, Vert et noir : Histoire et livre d'or des carabiniers genevois, Genève, Editions A. Julien, 1936
- (de) Hugo Schneider,Michael am Rhyn,Oscar Krebs, Christian Reinhart & Robert Schiess, Handfeuerwaffen System Vetterli : Bewaffnung und Ausrüstung des Schweizer Armee seit 1817, t. 3, Dietikon-Zurich, Verlag Stocker-Schmid, 1970, 141 p.
- (de) Peter F. Kopp & Christian Reinhart, Valentin Sauerbrey in Basel 1846-1881 : Katalog des Ausstellung im Historischen Museum Basel, Zurich, Druckerei Jacques Bollmann AG, 1972, 2e éd., 41 p.
- Clément Bosson, La mise à feu et l'amélioration de la balistique dans l'arme portative : l'evoluzione dei sistemi d'accensione e della balistica nelle armi portatili, vol. 3, Turin, Armi Antiche, Bollettino dell'Accademia di S. Marciano, 1972, 2e éd., 241 p.
- (de) Hugo Schneider, Schweizer Waffenschmiede vom 15. bis 20. Jahrhundert, Zurich, Orell Füssli Verlag, 1976, 2e éd., 304 p. (ISBN 3-280-00808-5)
- (de) Schweizerischer Schützenverein, Hand- und Faustfeuerwaffen schweizerische Ordonnanz 1817 bis 1975, Frauenfeld, Huber & Co. AG, 1976, 2e éd., 163 p. (ISBN 3-7193-0004-8), p. 79 à 90
- (de) Eidg. Munitionsfabrik Thun, Die Entwicklung der Gewehrmunition in der Schweiz von 1815 -1845, Thun, Eidg. Munitionsfabrik, fabrique fédérale de munitions, 1975, 29 p.
- (de + fr + en) Michael Am Rhyn, Données sur le culot de la douille des cartouches suisses, Schweizerische Patronen-Bezeichnungen, Cartridge Head Stamps of Switzerland 1867 -1985, 142 p.
- (de) Ernst Hostettler, Hand- und Faustfeuerwaffen der Schweizer Armee : von 1842 bis heute, Zurich, Buch-Vertriebs GmbH Zürich, 1987, 3e éd., 561 p. (ISBN 978-3-905216-03-5, OCLC 24084302), p. 25 et seq
- Clément Bosson, Armes individuelles du soldat suisse hier et aujourd'hui, Lausanne, Editions Pierre Marcel Favre publi SA, 1980, 203 p. (ISBN 2-8289-0035-5, BNF 34757291), p. 67 à 82
- (de) Christian Reinhart, Kurt Sallaz, Michael Am Rhyn, Die Repetiergewehre des Schweiz, die Systeme Vetterli und Schmidt-Rubin, Dietikon-Zurich, Verlag Stocker-Schmid, 1991, 203 p. (ISBN 3-7276-7102-5)
- (de) Edmund Fassnacht, 1870 - 1995, 125 Jahre Kadetten-Gewehr Vetterli, Modell 1870., vol. 6, t. 2, Worblaufen, ASEAA - SGHWR - ASSAA, 1995, 88 p.
- (de) 150 Jahre eidgenössische Ordonnanz 1852-2002 : Schweizerische Versuchswaffen, Spezialwaffen, Prototypen und Sonderanfertigungen mit Hinterladung, Luzern, Sonderschau, 28. Schweizer Waffensammlerbörse, 2002
- (en) Joe Poyer, Swiss Magazine Loading Rifles 1869 to 1958, PO Box 1027 Tustin, CA 92781, North Cape Publications, inc, 2010, 235 p. (ISBN 978-1-882391-32-5)
- (de) Toni Zindel, 10,4 x 38 Vetterli : Randfeuerpatrone Schweiz, FCHM, 2012, 42 p.
- Toni Zindel, La question du chargement par la culasse : essai d'armes et de munitions, 2013, 14 p.
- (de) Schweizer Militärgewehre Hinterladung 1860-1990 : Sammlug Ernst Grenacher, t. 1, Bad Ems, Verlag VS Medien, 2015, 784 p. (ISBN 978-3-944196-17-6)
- (de) Schweizer Seitengewehre Eidg. Ordonnanzen 1851-1990 : Sammlug Ernst Grenacher, t. 2, Bad Ems, Verlag VS Medien, 2020, 525 & 533 (ISBN 978-3-944196-37-4)

### Revues
- Histoire et description de l'arme à feu en Suisse 1817 - 1957, Armes Anciennes, revue consacrée à l'étude des armes anciennes, Genève - no 9 1957.
- Le Vetterli, Le tromblon, revue des collectionneurs d'armes anciennes, Saint-Palais-sur-Mer - no 6 - juin/juillet 1960
- Le fusil Vetterli, C. Bosson, Gazette des armes, S.E.R.A. Paris - no 39 juin 1976.
- Les fusils suisses Vetterli 1878 et 1881, Hervé le Goff, Gazette des armes, Regi-Arm, Paris - no 454 juin 2013.
- Der Tanzbödeler, Magazin für Uniformkunde und Militärgeschichte, no 91 à 96, 2011-2012, J. Burlet, Glärnischstrasse 81, 8618 Oetwil am See
- Vetterli-Gewehr für die Jagd, Einfacher Umbau auf Zentralfeuer, Peter Pulver, Schweizer Waffen-Magazin, Mai 5/2017
- info Bulletin, VSAM, Association suisse du musée de l'armée, Thoune.